# قائمة إصدارات الطوابع البريدية في الشارقة (1966)
أدارت المملكة المتحدة العلاقات الخارجية لإمارات الساحل المتصالح نتيجة لمعاهدة «الاتفاقية الحصرية» لعام 1892، بما في ذلك إدارة البريد والبرق - حيث تكن هذه الإمارات منتمية للاتحاد البريدي العالمي. افتتحت حكومة الهند أول مكتب بريد في دبي في عام 1941. وفي عام 1948، وتولت إدارته وتشغيله الوكالات البريدية البريطانية في شرق شبه الجزيرة العربية، وهي شركة تابعة لمكتب البريد العام. كانت الطوابع في ذلك الوقت عبارة عن طوابع بريطانية مقابل رسوم إضافية بقيمة الروبية، حتى عام 1959، حيث أصدرت مجموعة من طوابع بريدية تحمل اسم «الإمارات المتصالحة» من دبي.
في عام 1963، تنازلت المملكة المتحدة عن مسؤوليتها عن الأنظمة البريدية في الإمارات المتصالحة إلى حكام الإمارات المتصالحة. لذا أصدرت إمارة الشارقة أول طوابعها البريدية في سنة 1963.
الكثير من الطوابع التي أصدرت في إمارة الشارقة تصنف ضمن طوابع الكثبان الرملية. طبعت هذه الطوابع بكثرة في الستينيات وأوائل السبعينيات من القرن الماضي، وتكاد تكون عديمة القيمة اليوم.
وجد فينبار كيني وهو رجل أعمال أمريكي ومن هواة جمع الطوابع الفرصة لإنشاء عدد من الإصدارات من الطوابع التي تستهدف سوق جامعي الطوابع المربح. وقد أبرم في عام 1964 اتفاقات مع إمارات الخليج العربي لإصدار طوابع، ومن بينها إمارة الشارقة. حملت هذه الطوابع مصورا ذات ألوان وأشكال صارخة وليس لها صلة فعلية بالإمارات.
كان بيع الطوابع البريدية لفترة قصيرة تجارة مربحة للإمارات، حيث كان لمعظم الإمارات القليل من مصادر الدخل، باستثناء إمارة أبو ظبي، التي توفر فيها إنتاج النفط منذ عام 1965. ومع ذلك، انخفضت الإيرادات التي تصل إلى 70 ألف جنيه إسترليني للإمارات الأفقر إلى 30 ألف جنيه إسترليني مع التشبع الحتمي للسوق. شكل بيع الطوابع بحلول عام 1966 المصدر الرئيسي لدخل الإمارات المتصالحة الشمالية.
أدى انتشارها في النهاية إلى تقليل قيمتها، ولهذا السبب، فإن العديد من الكتالوجات الشعبية اليوم لا تدرجها حتى.
اتهم فينبار كيني بالتورط في قضية رشوة في الولايات المتحدة بسبب تعاملاته مع حكومة جزر كوك. انتهت ترتيبات فينبار كيني عندما توحدت الإمارات العربية المتحدة في ديسمبر 1971.
هذه قائمة إصدارات الطوابع البريدية في إمارة الشارقة لعام 1966:

## إصدارات الطوابع الفضية
أُصدرت ستة طوابع دائرية الشكل احتفاء بالمؤتمر المالي لإمارات الخليج العربي، رغم عدم وجود أي إشارة للمؤتمر على الطوابع بل إن نصفها كان للاحتفاء بذكرى الرئيس الأمريكي الراحل جون كينيدي، والنصف الآخر يحمل صور علم الشارقة وعبارة "حكومة الشارقة" وكان إصدراها في الثالث من يناير عام 1966.

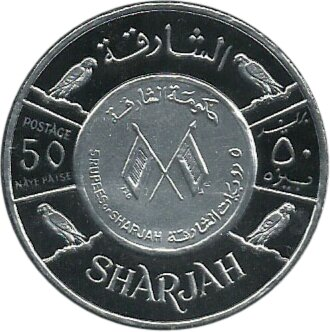
50 بيزة
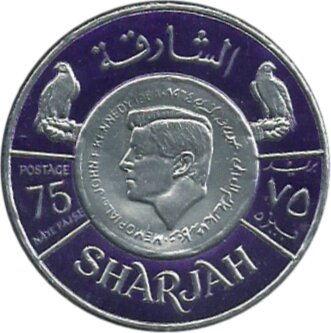
75 بيزة
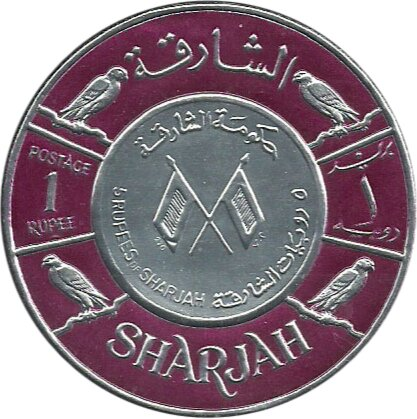
روبية واحدة
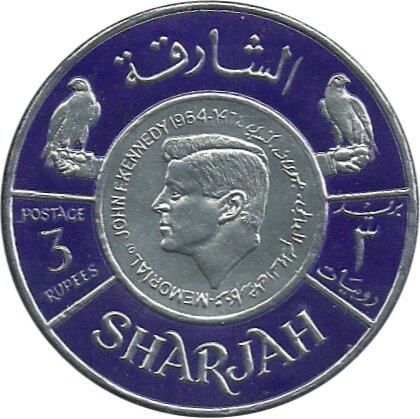
3 روبيات
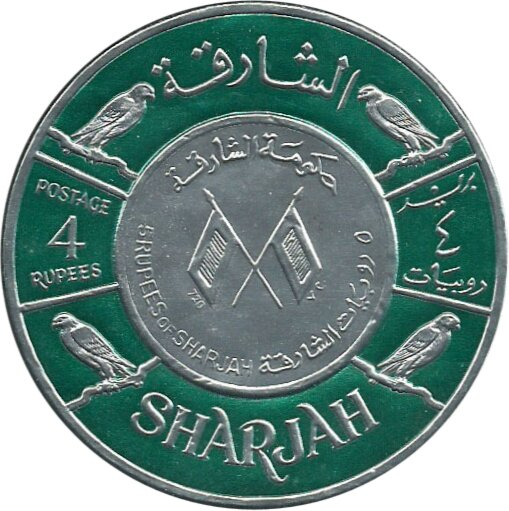
4 روبيات
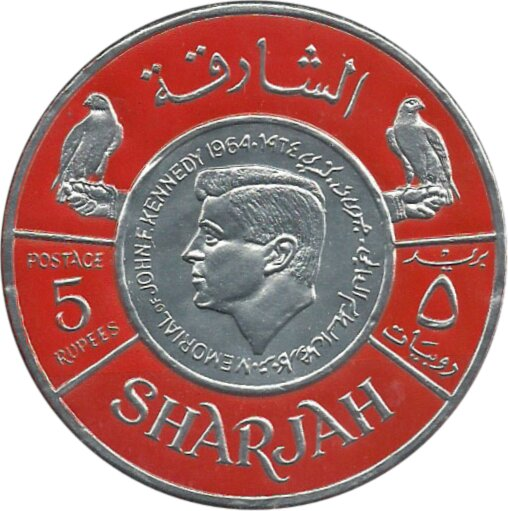
5 روبيات

## إصدارات التقاء بعثتي جمناي 6 وجمناي 7
في 10 يناير 1966، أصدرت طوابع وهي في الأصل طوابع إصدارات مكافحة الجوع لعام 1963، وشحت بإضافة تاريخ "15-12-1965" وعبارة "RENDEZVOUS IN SPACE"، وكذلك شطبت صورة الشيخ صقر بن سلطان القاسمي، والطوابع المتوفرة هي الطوابع من فئات:
- بيزة واحدة
- بيزتان
- 3 بيزات
- 4 بيزات

كما وشحت طوابع من الفئات ذاتها بتعديل القيمة وكما يلي:
- 15 بيزة، في الأصل طابع من فئة بيزة واحدة
- 30 بيزة، في الأصل طابع من فئة بيزتين
- 50 بيزة، في الأصل طابع من فئة 3 بيزات
- روبية واحدة، في الأصل طابع من فئة 4 بيزات

والطوابع هي كما يلي:

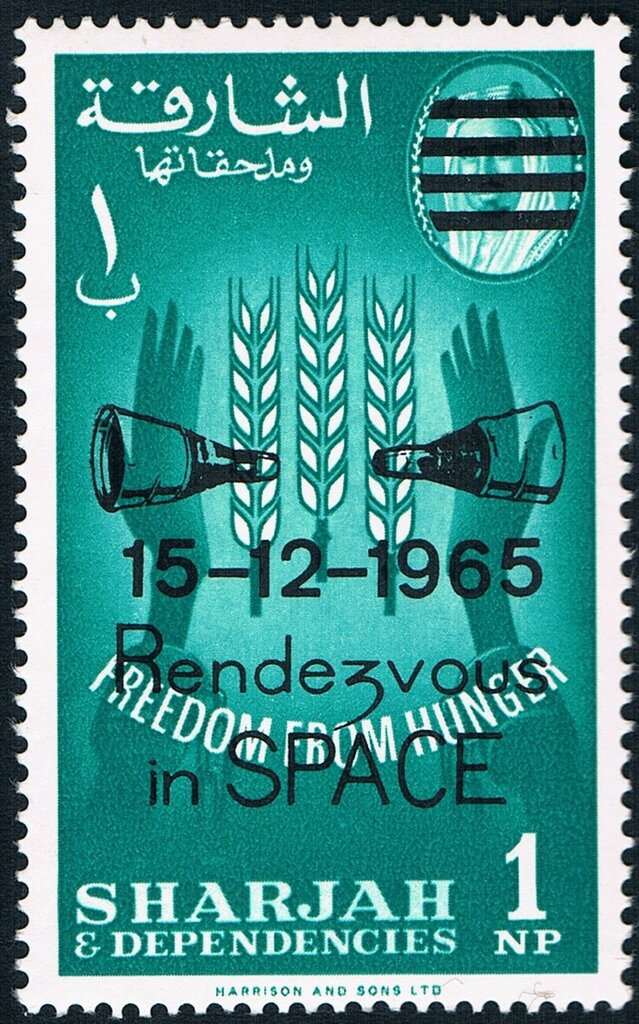
بيزة واحدة
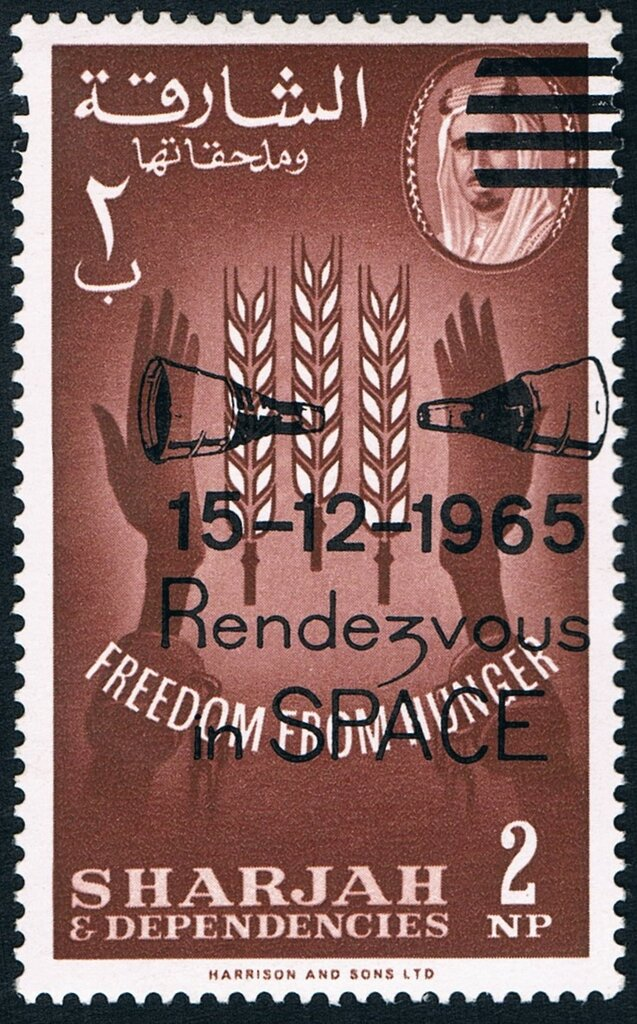
بيزتان
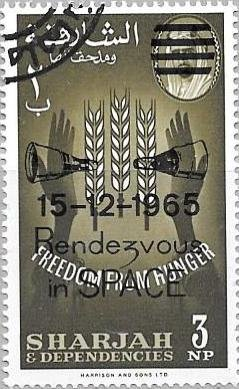
3 بيزات
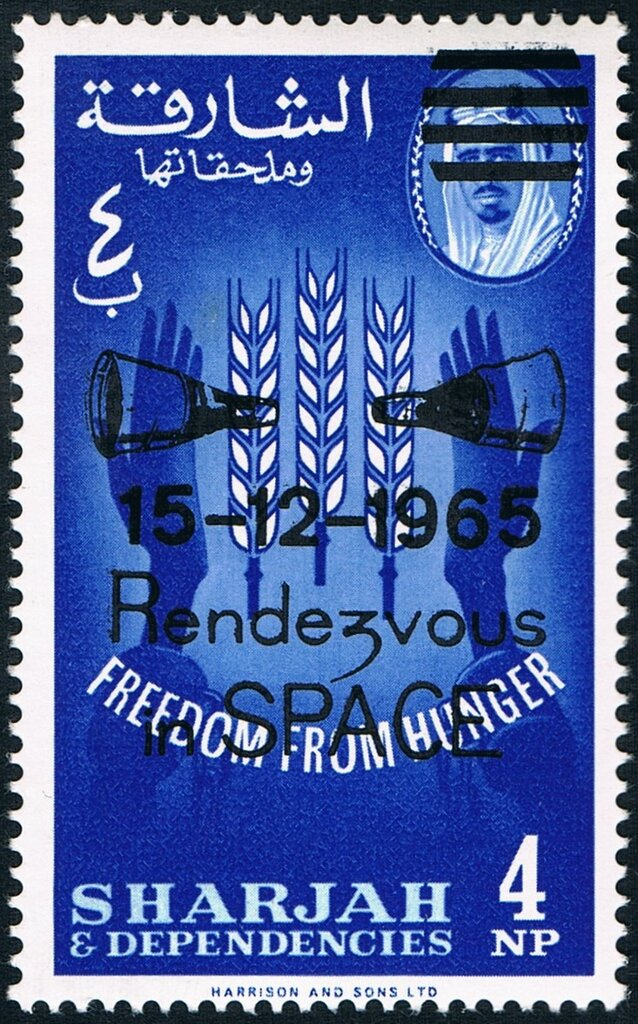
4 بيزات
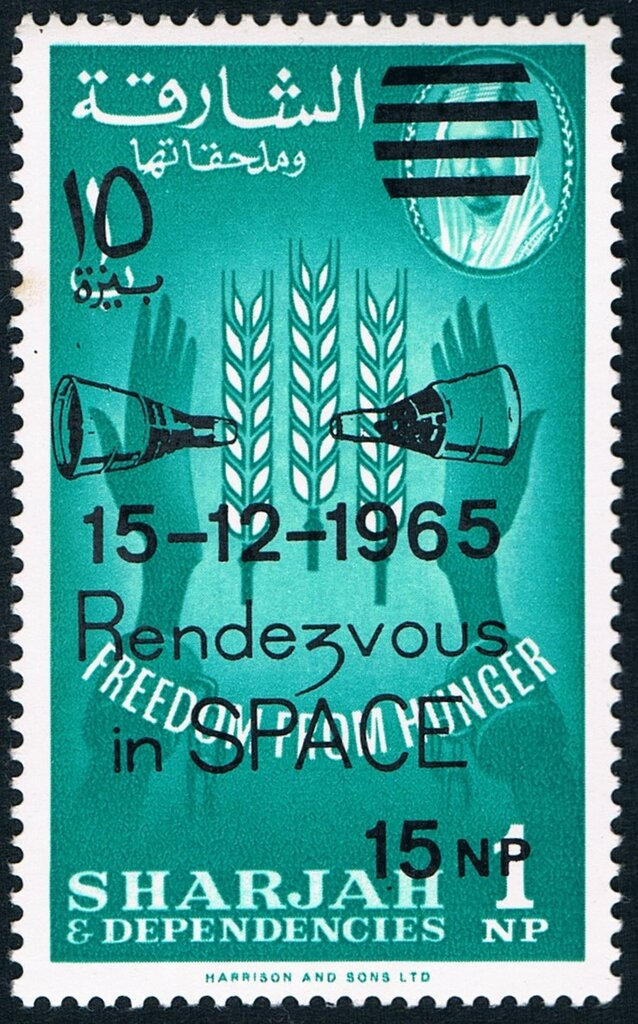
15 بيزة
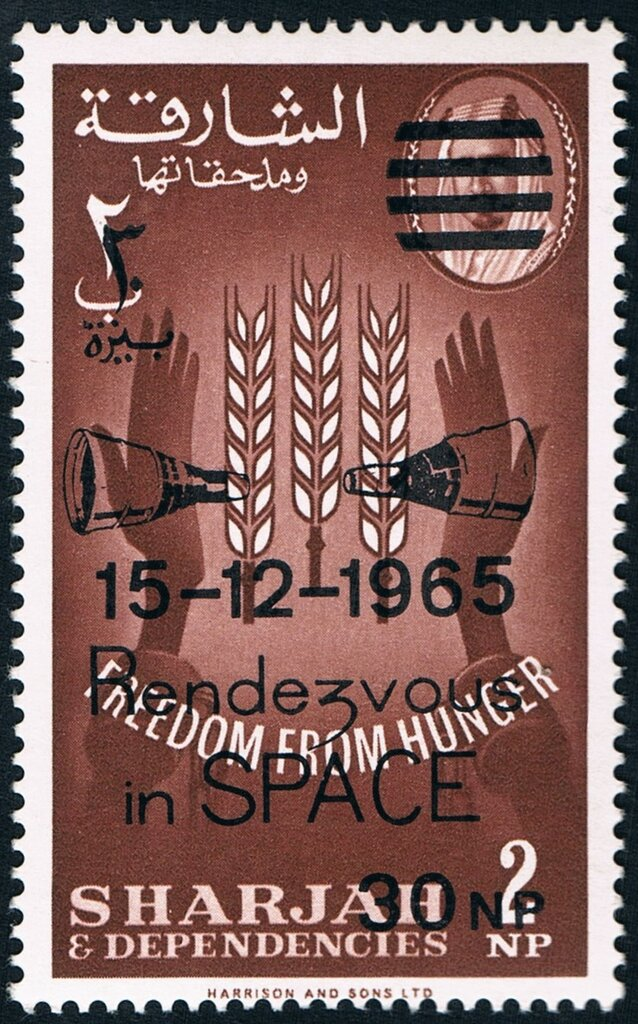
30 بيزة
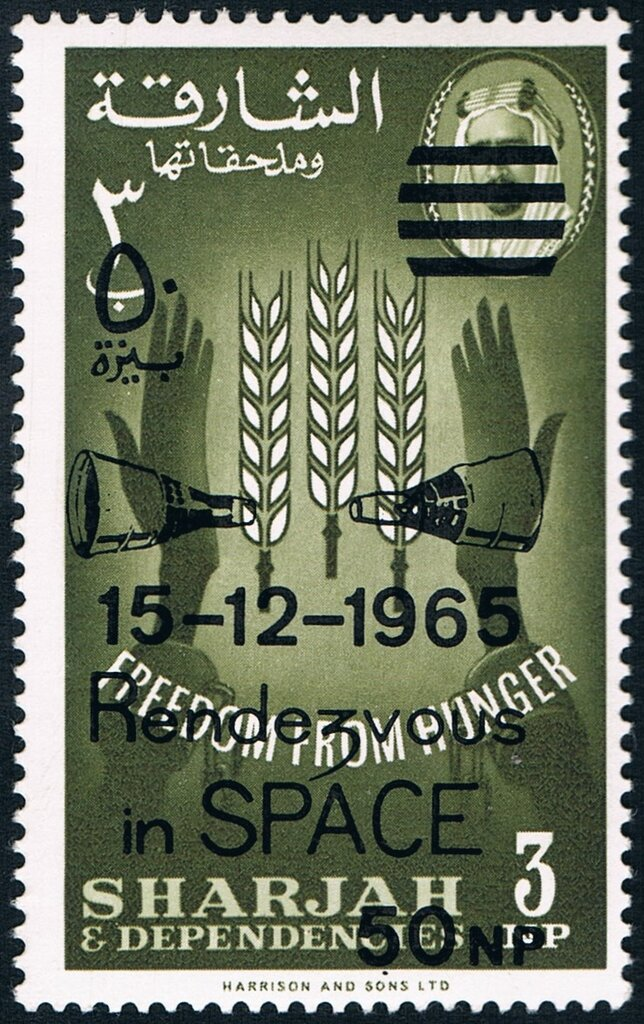
50 بيزة
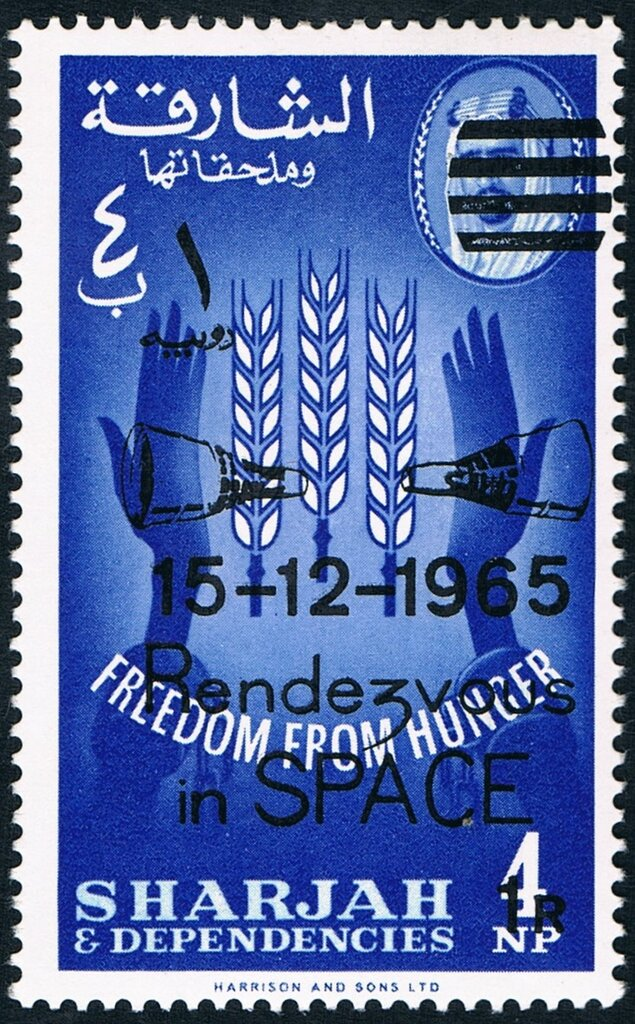
روبية واحدة

وكذلك توفر الإصدار غير المخرم:

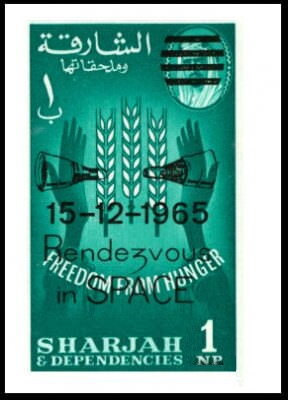
بيزة واحدة
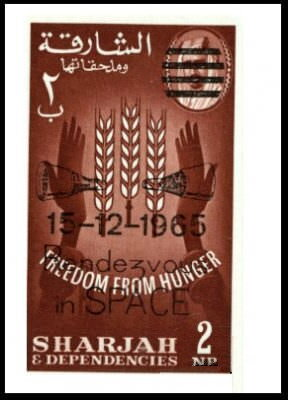
بيزتان
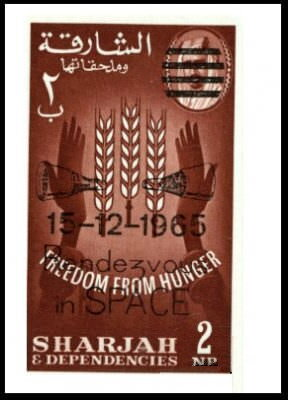
3 بيزات
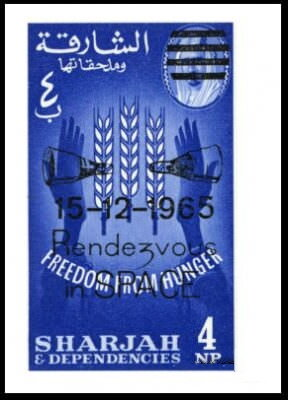
4 بيزات
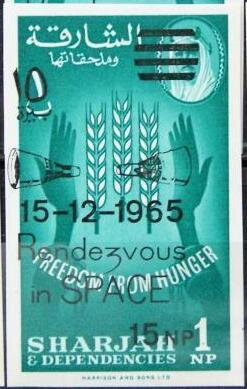
15 بيزة
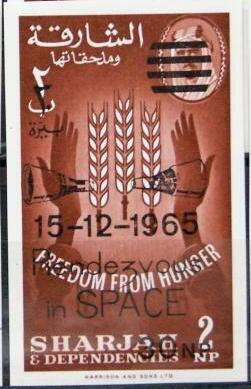
30 بيزة
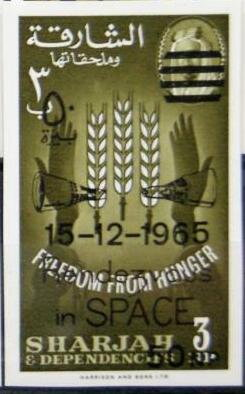
50 بيزة
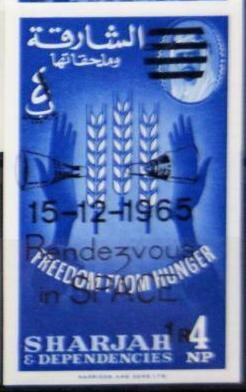
روبية واحدة
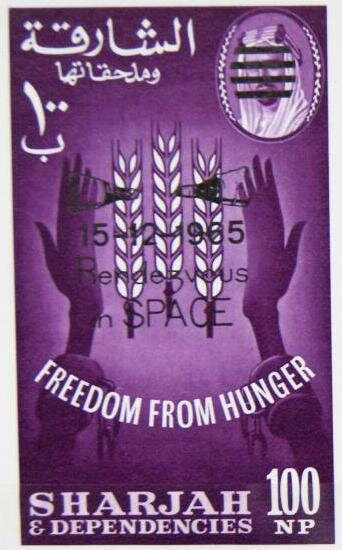
100 بيزة (روبية واحدة)

كما توفرت البطاقة التذكارية التالية:

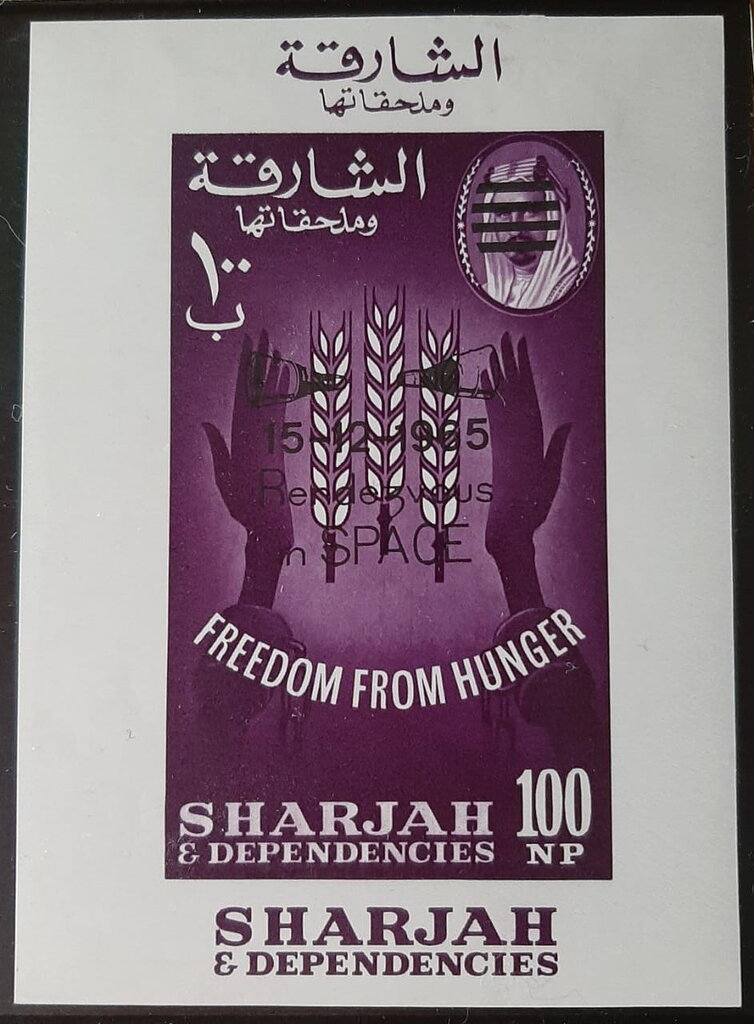
بطاقة تذكارية بقيمة 100 بيزة (روبية واحدة)

## إصدارات سنة التعاون الدولي 1965
في 25 فبراير 1966، أصدرت الطوابع التالية احتفاء بسنة التعاون الدولي، وتظهر صورة حاكم إمارة الشارقة خالد بن محمد القاسمي يمين الطابع، أما يسار الطابع فتظهر صورة أحد قادة دول العالم وكما موضح تحت صور الطوابع، وقد كانت قيمة كل طابع 80 بيزة:

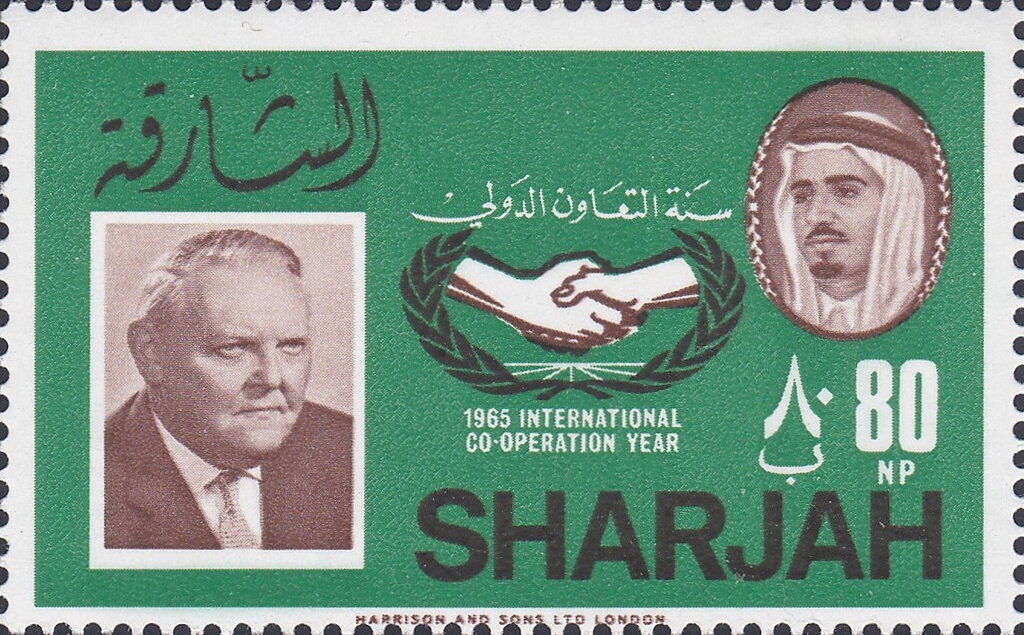
مستشار ألمانيا الغربية لودفيغ إيرهارت
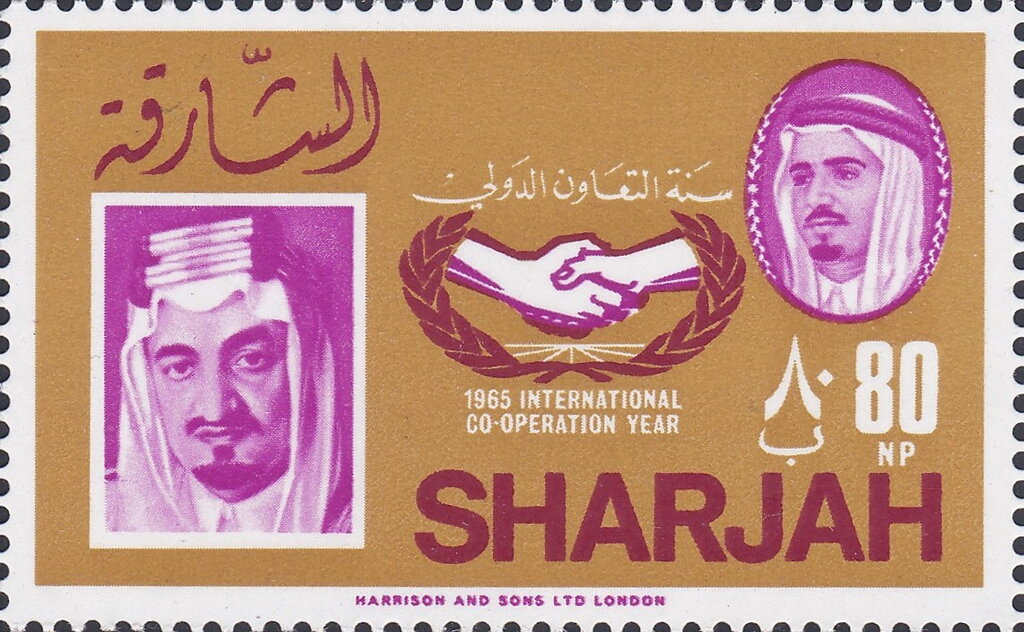
ملك المملكة العربية السعودية فيصل بن عبد العزيز آل سعود
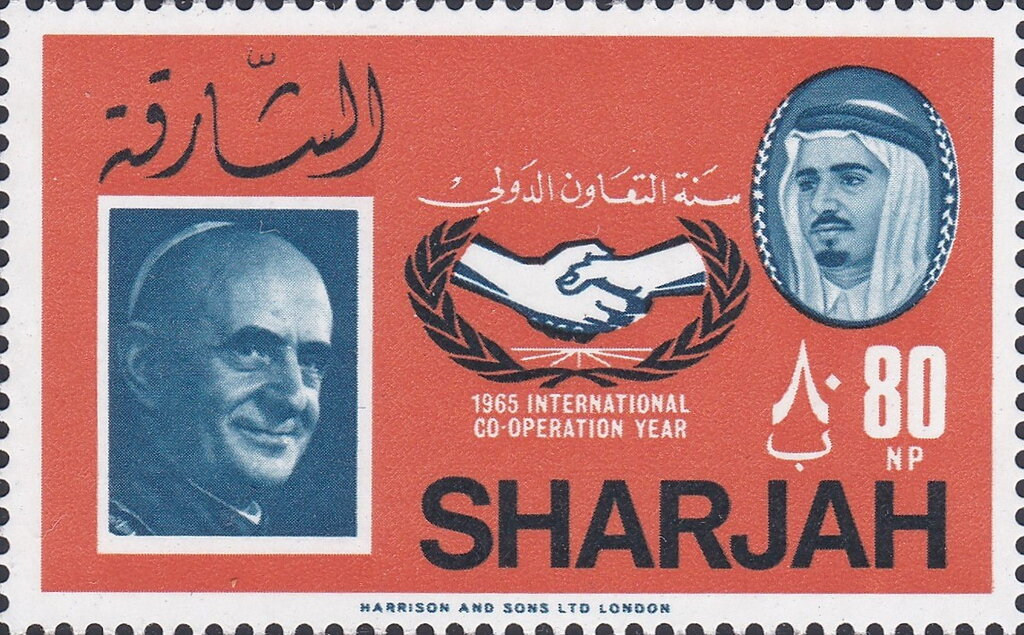
بابا الفاتيكان بولس السادس
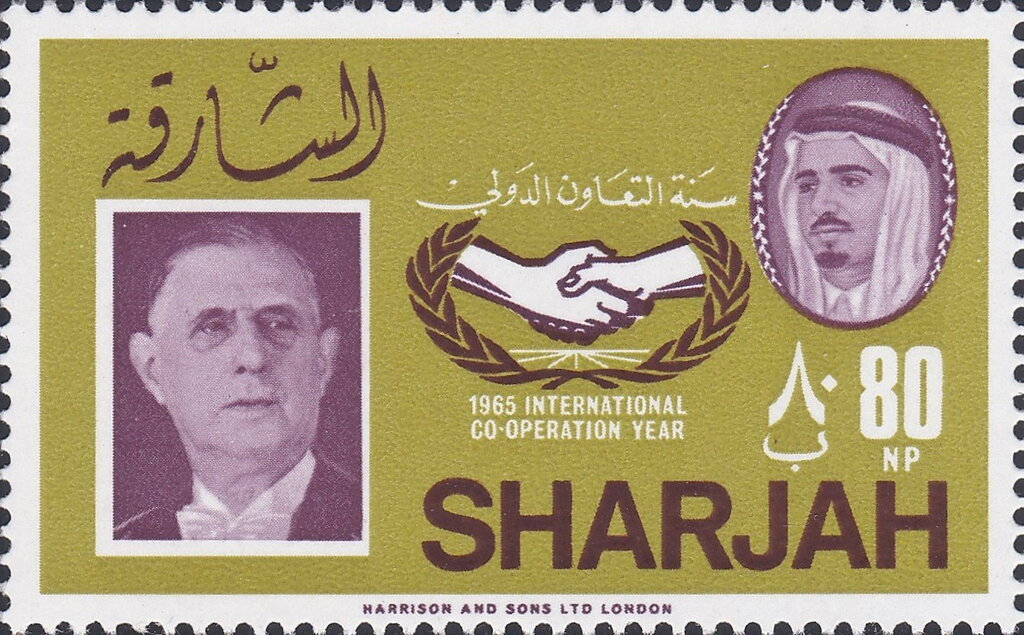
رئيس فرنسا شارل ديغول
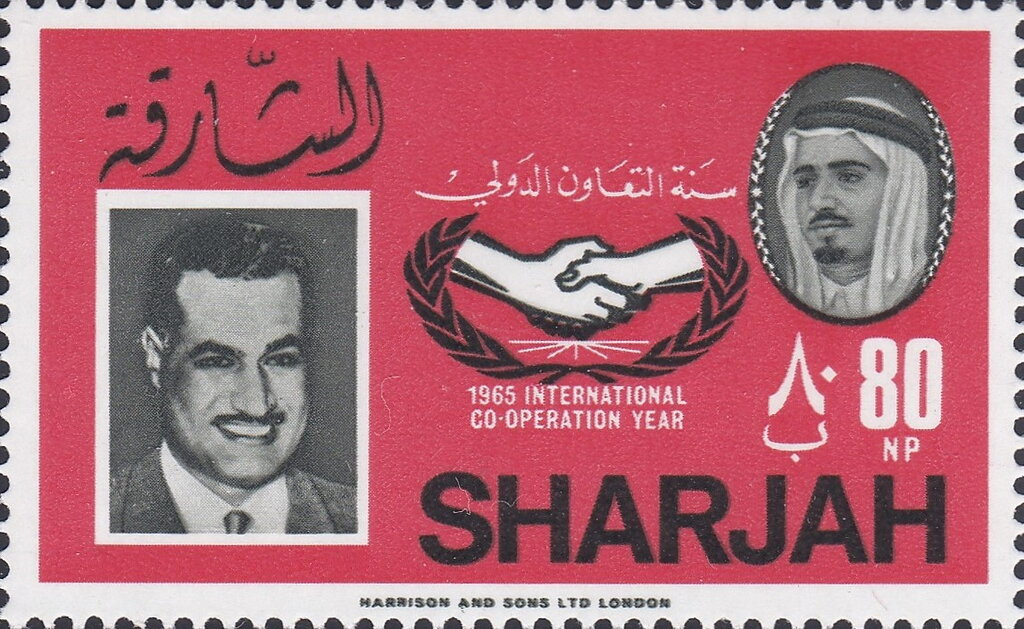
رئيس الجمهورية العربية المتحدة جمال عبد الناصر
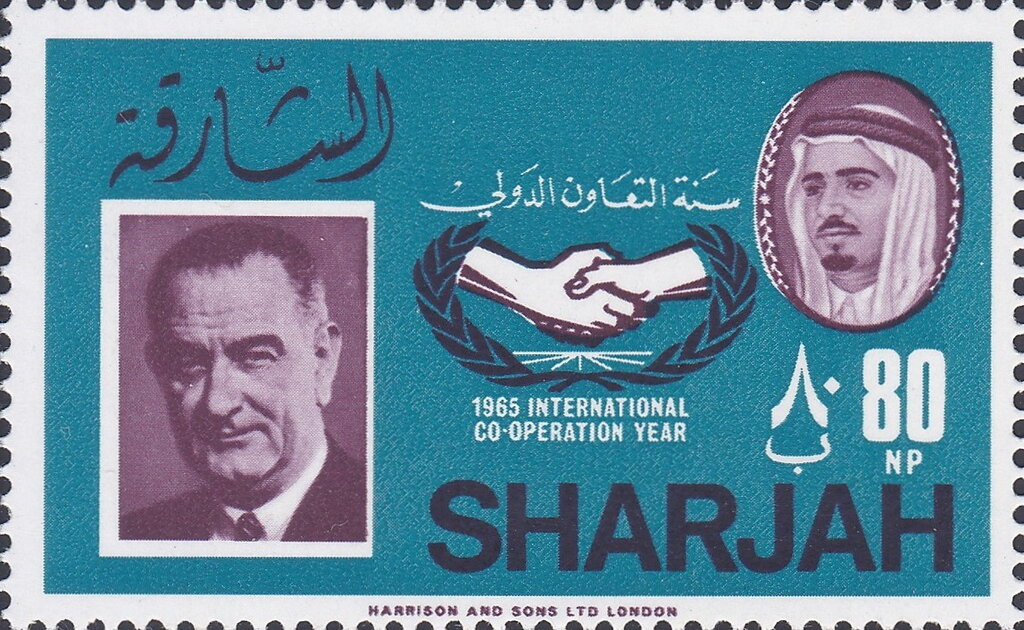
رئيس الولايات المتحدة الأمريكية ليندون جونسون
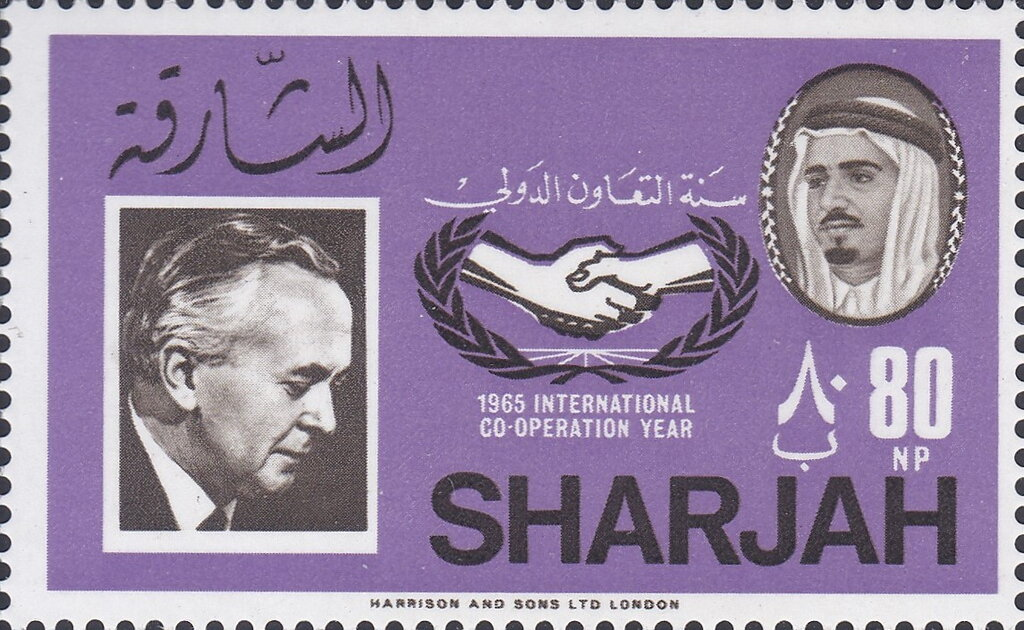
رئيس وزراء المملكة المتحدة هارولد ويلسون
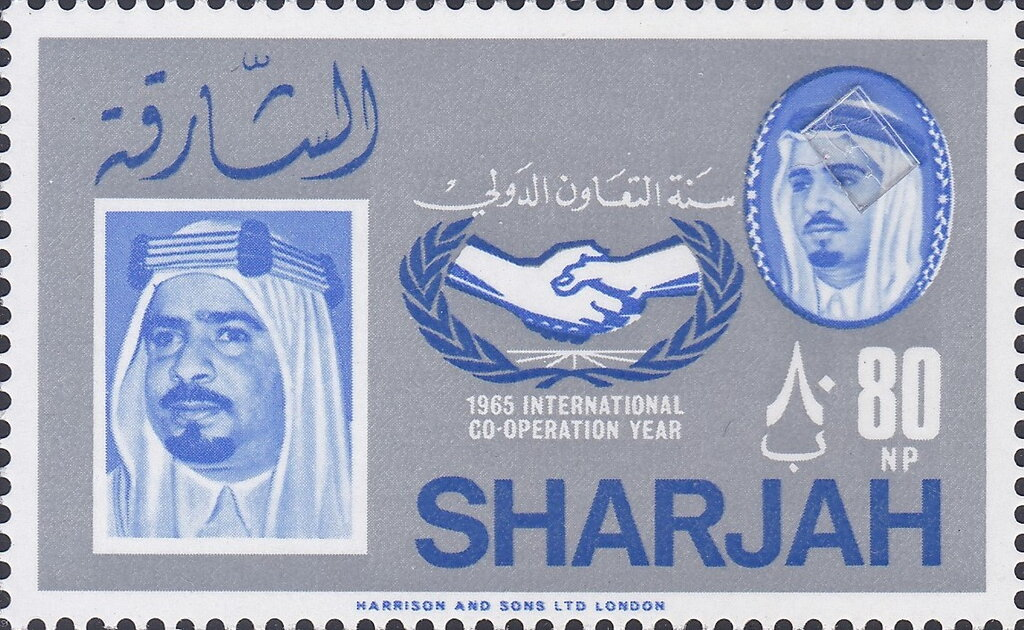
حاكم البحرين عيسى بن سلمان آل خليفة

الصور التالية لبعض صحائف الطوابع:

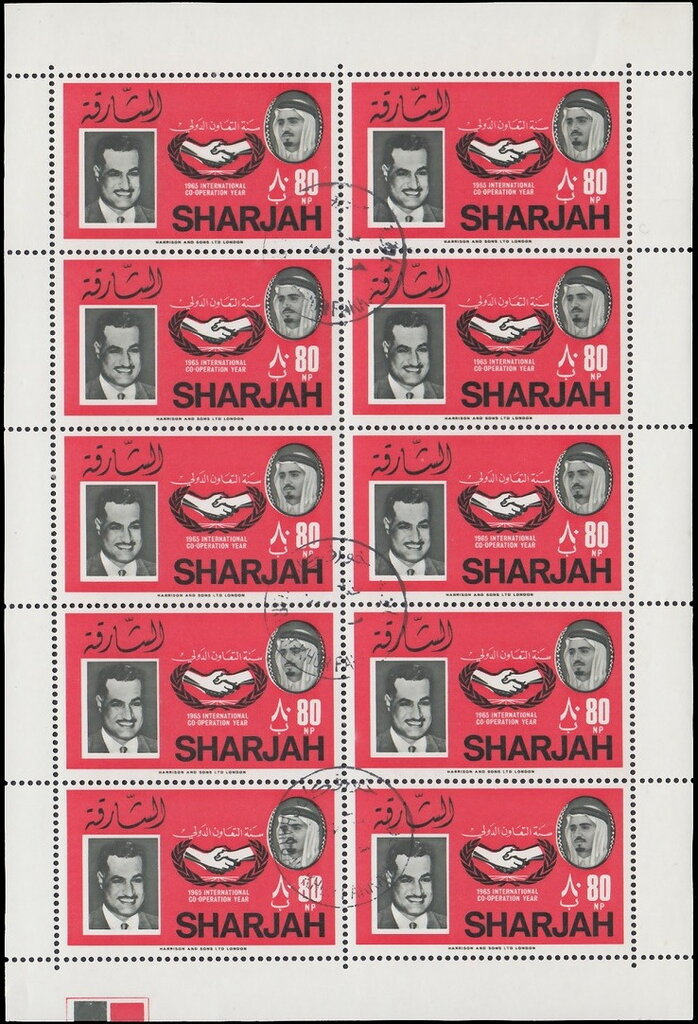
صحيفة طوابع رئيس الجمهورية العربية المتحدة جمال عبد الناصر
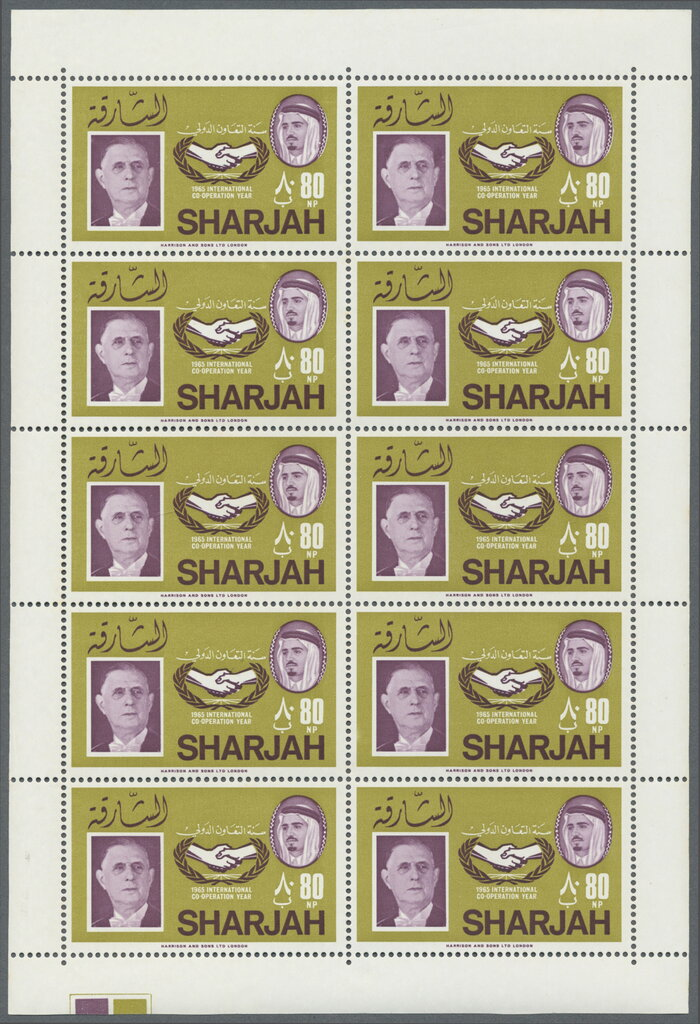
صحيفة طوابع رئيس فرنسا شارل ديغول
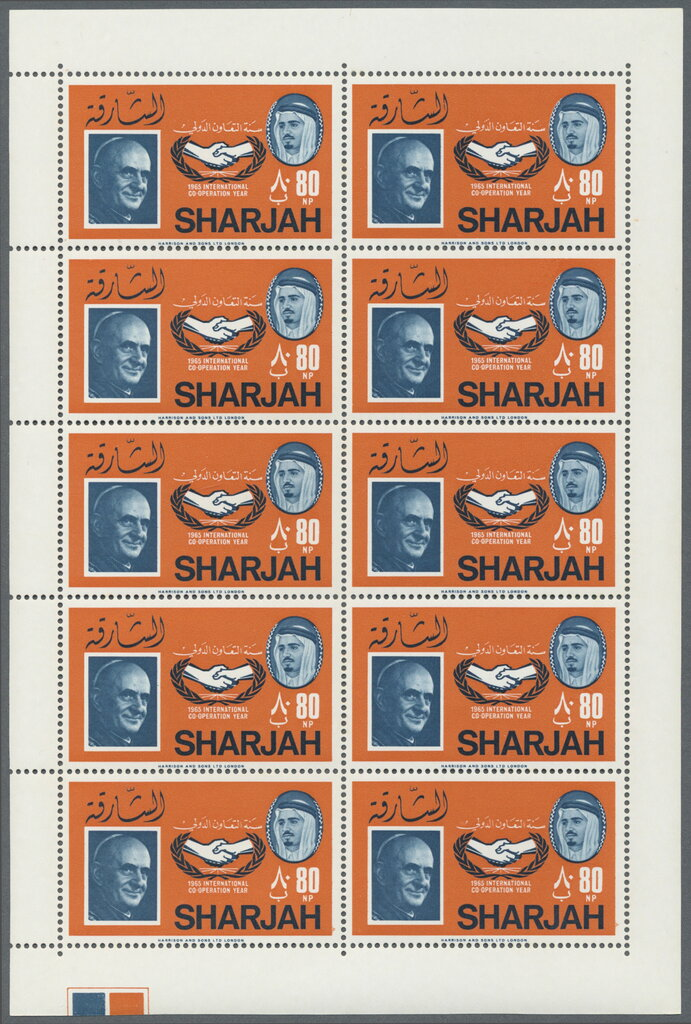
صحيفة طوابع بابا الفاتيكان بولس السادس
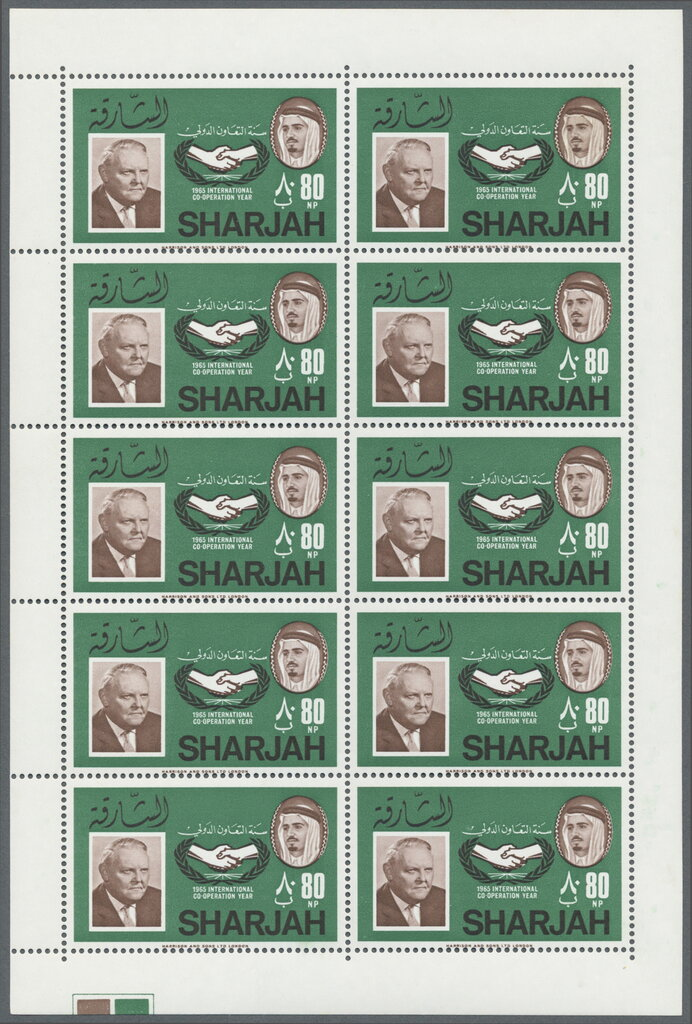
صحيفة طوابع مستشار ألمانيا الغربية لودفيغ إيرهارت

## إصدارات وينستون تشرشل

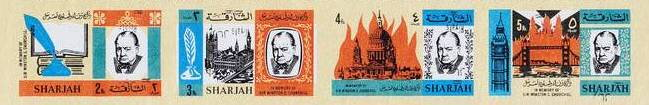
صورة الطوابع الأربع على هيئة طوابع متجاورة.

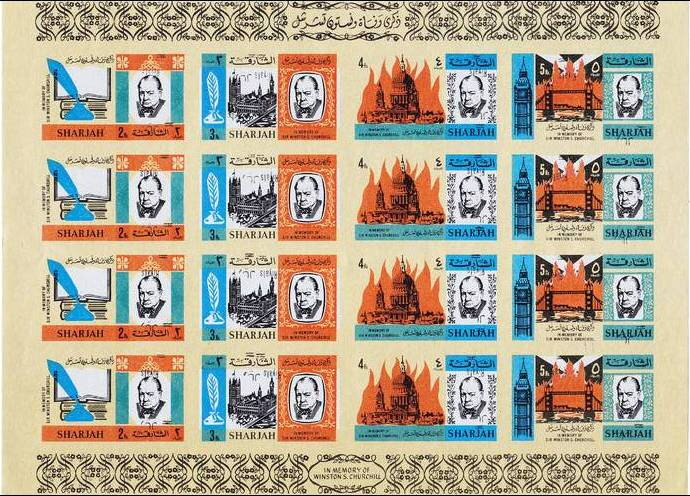
صورة صحيفة الطوابع كاملة

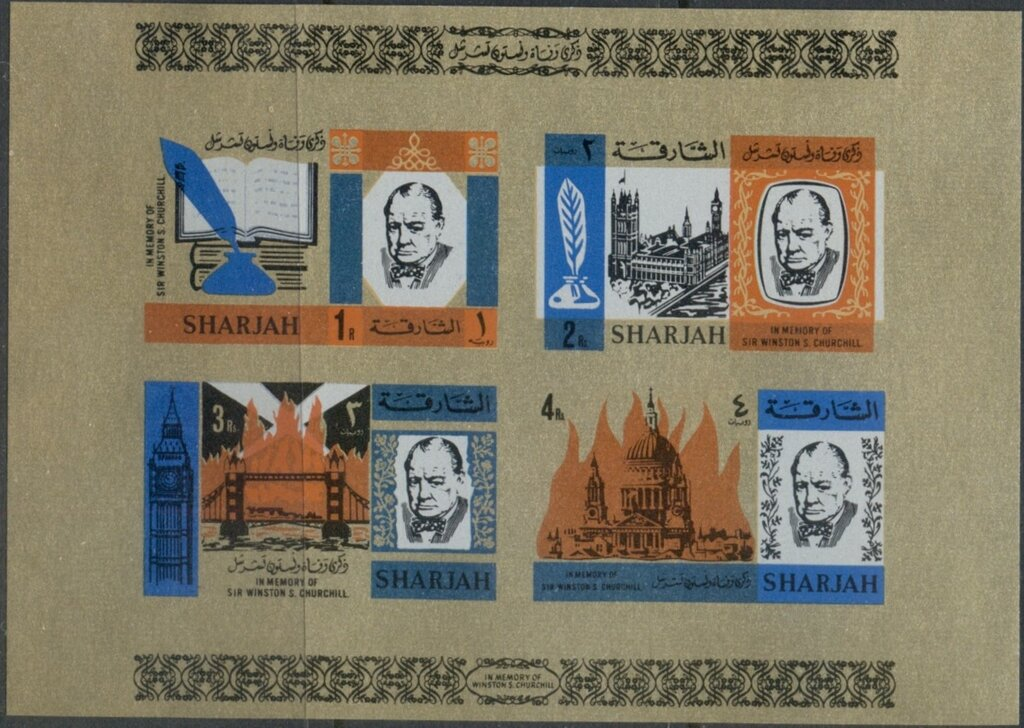
صورة ورقة الطوابع الصغيرة غير المخرمة

في 28 فبراير 1966، أصدرت الطوابع التالية التي تحمل صور وينستون تشرشل، وهي من تصميم فيكتور وايتلي، وكانت من إصدارين، إصدار مذهب وإصدار غير مذهب، وكل إصدار يتوفر في هيئة إصدار مخرم وإصدار غير مخرم، واختلف الإصدار المذهب بأنه من فئات من روبيتين إلى 5 روبيات، بينما الإصدار غير المذهب كان بفئات من روبية واحدة إلى 4 روبيات:
الإصدار المذهب:

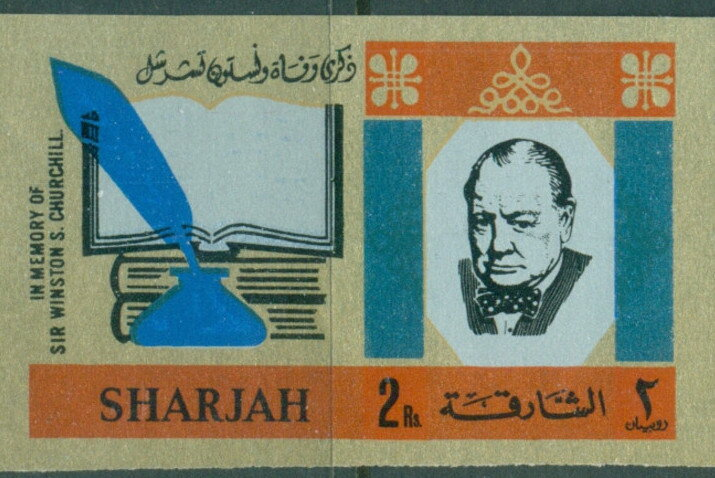
روبيتان
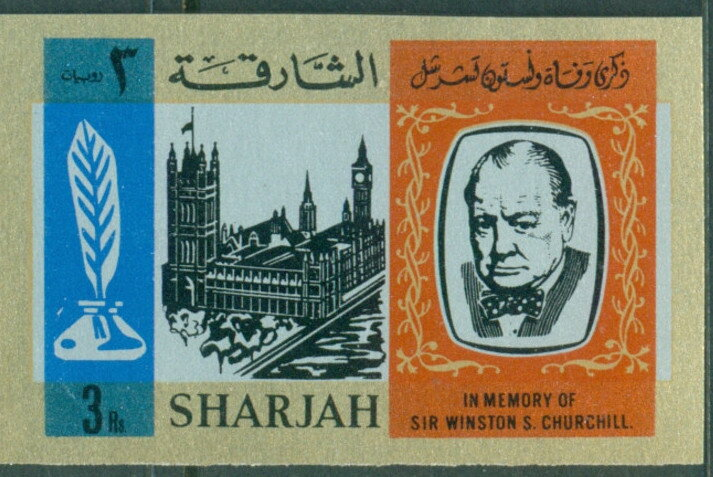
3 روبيات
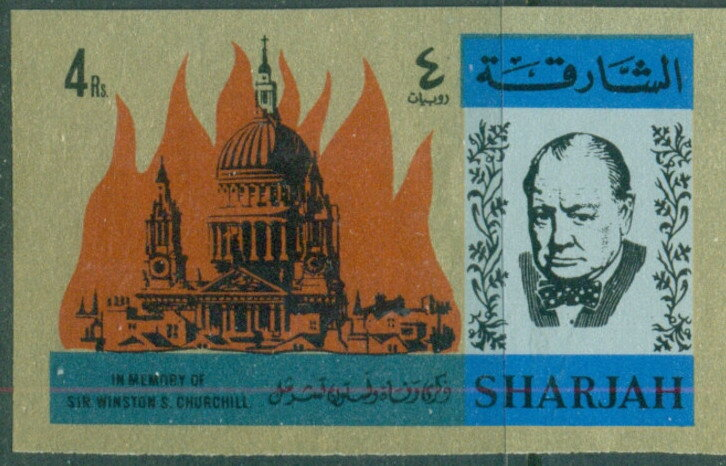
4 روبيات
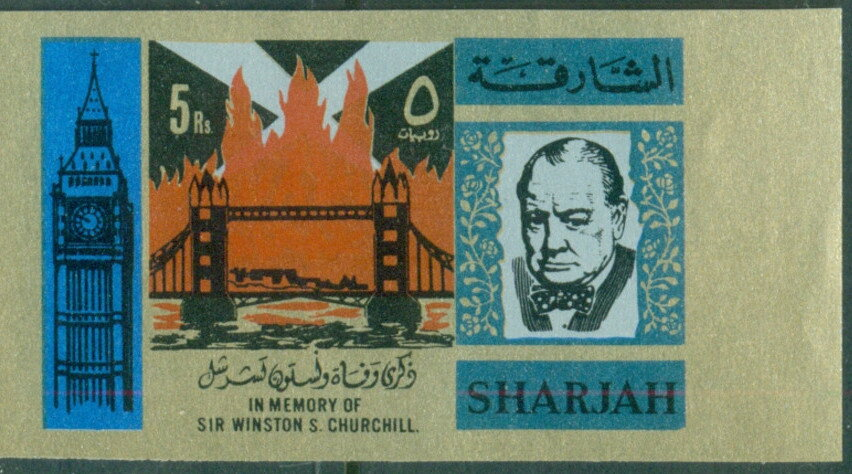
5 روبيات

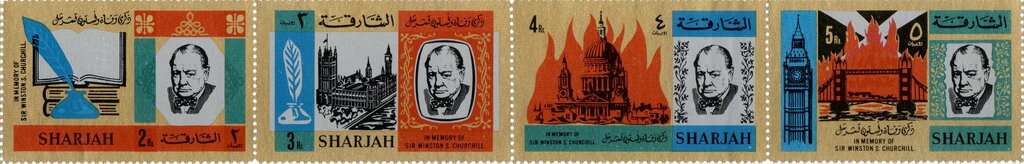
صورة الطوابع الأربع على هيئة طوابع متجاورة.

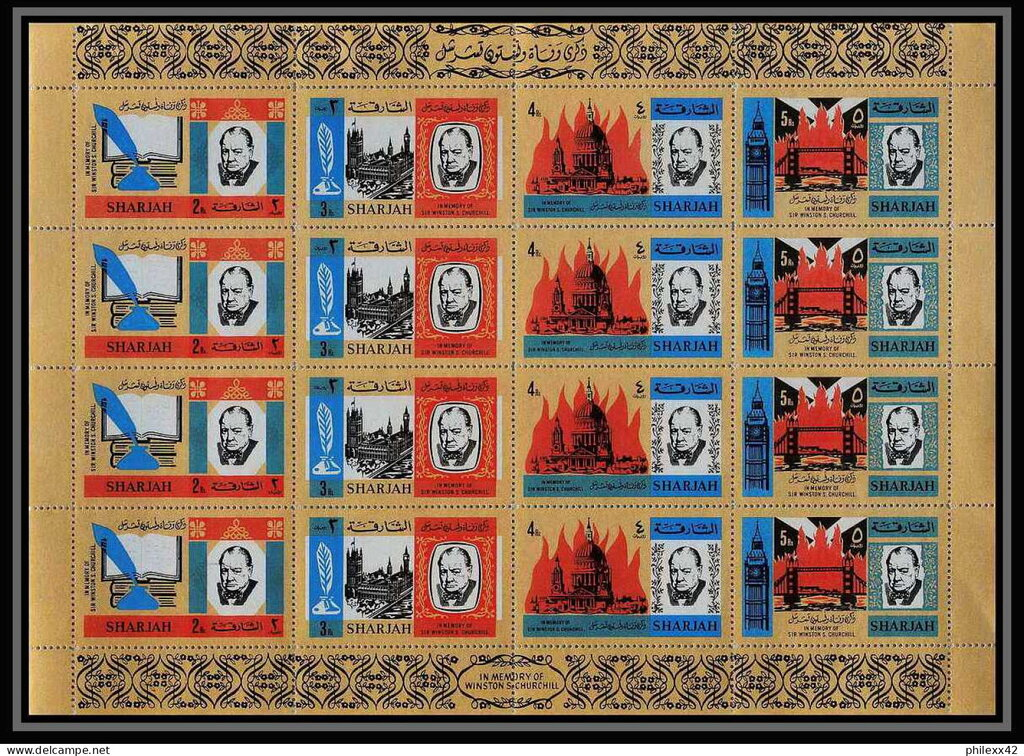
صورة صحيفة الطوابع كاملة

وكذلك الإصدار غير المخرم فهو يماثل الفئات لكن يفتقد للتخريم وللمعة التذهيب:

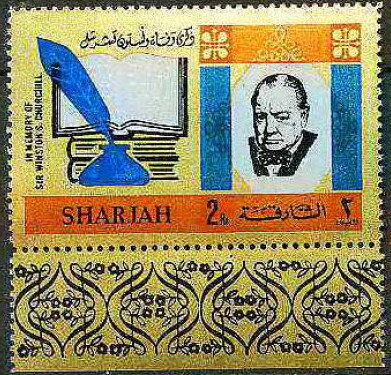
روبيتان
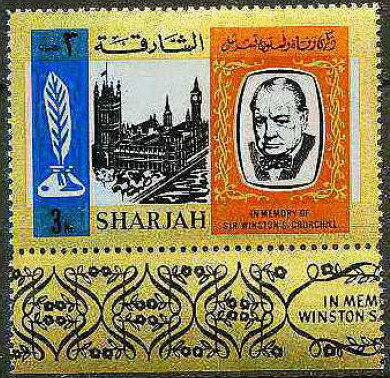
3 روبيات
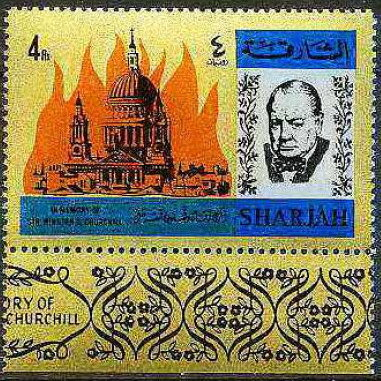
4 روبيات
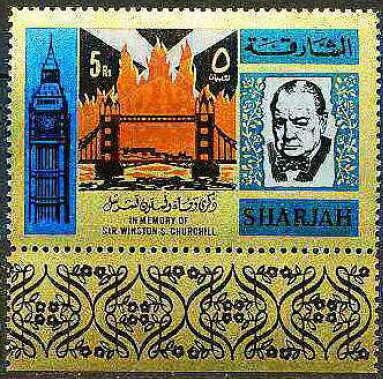
5 روبيات

أما الإصدار المخرم غير المذهب:

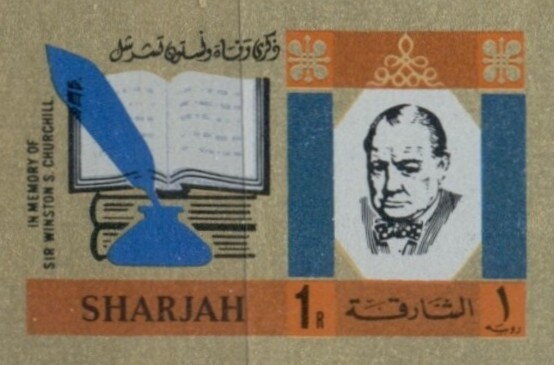
روبية واحدة
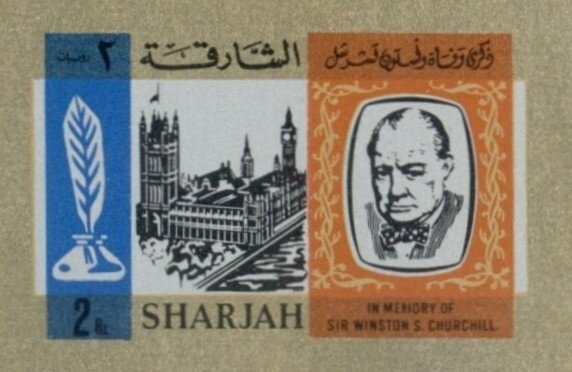
روبيتان
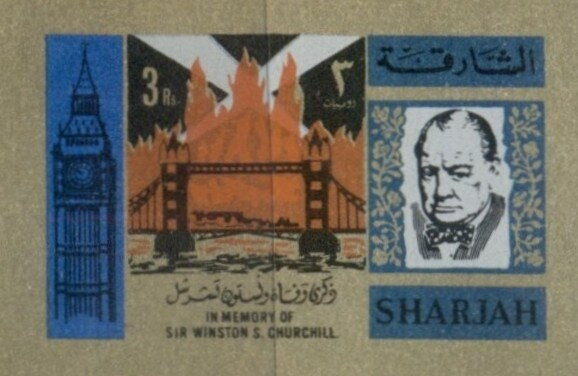
3 روبيات
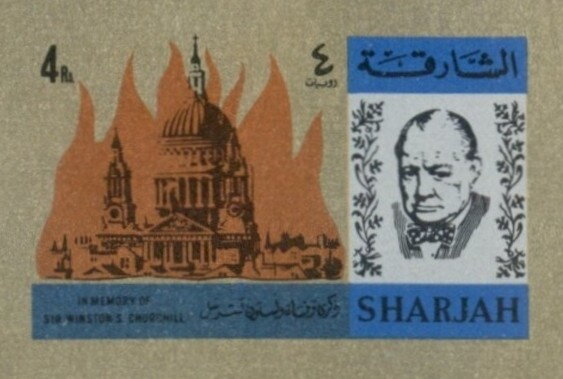
4 روبيات

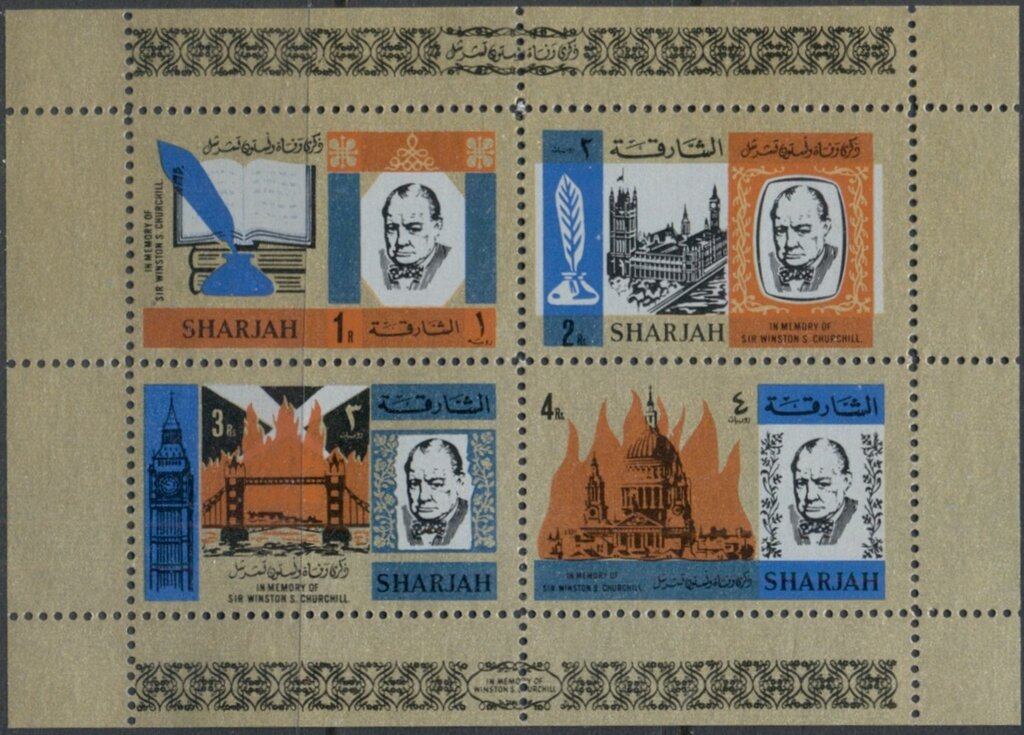
صورة ورقة الطوابع الصغيرة المخرمة

أما الإصدار الآخر غير المخرم فهو يوافق فئات الإصدار غير المذهب ويختلف عن فئات الإصدار غير المذهب السابق:

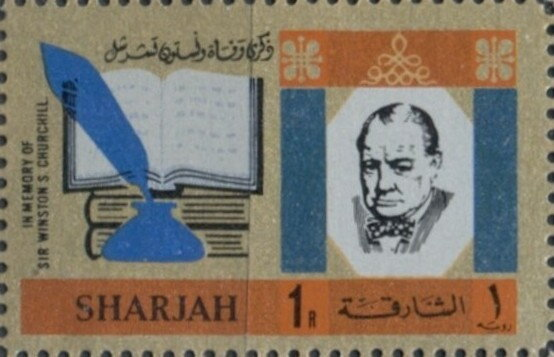
روبية واحدة
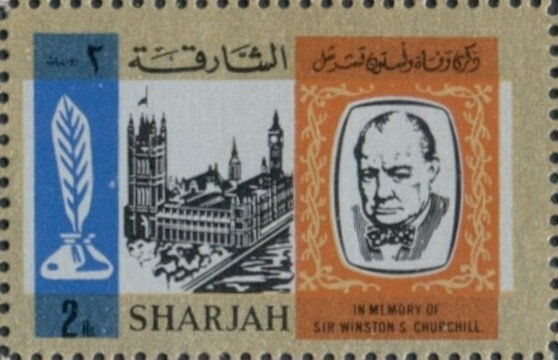
روبيتان
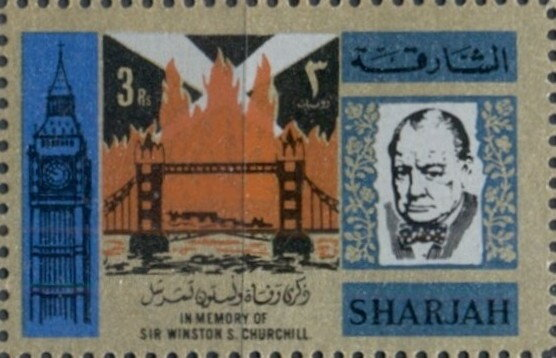
3 روبيات
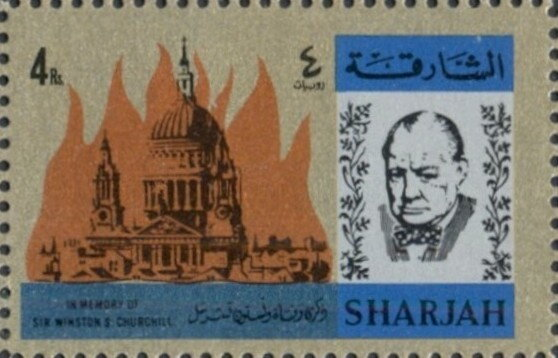
4 روبيات

## إصدارات الأسماك
في 1 مايو 1966، أصدرت الطوابع التالية التي تحمل صور أسماك، ومصمم الطوابع قد يكون فيكتور وايتلي أو ديريك سليتر، أو فاسارهيلي جيولا لازلو كما يدعي:
- بيزة واحدة
سمكة العلم طويلة الزعنفة
(Heniochus acuminatus)
- بيزتان
سمك الجراح الهندي[الإنجليزية]
(Zebrasoma desjardinii)
- 3 بيزات
عنفوز إمبراطوري[الإنجليزية]
(Pomacanthus imperator))
- 4 بيزات
البلطي الزيلي
(Tilapia melanopleura)
- 5 بيزات
سمكة الزناد البرتقالية[الإنجليزية]
(Balistapus undulatus)
- 15 بيزة
سمكة الأصبع
(Monodactylus argenteus)
- 20 بيزة
سمكة الفراشة المزخرفة[الإنجليزية]
(Chaetodon ornatissimus)
- 30 بيزة
شوش
(Zanclus cornutus)
- 40 بيزة
ملاك ملكي
(Pygoplites diacanthus)
- 50 بيزة
البلطي الزيلي
(Tilapia melanopleura)
- 75 بيزة
سمكة الزناد البرتقالية[الإنجليزية]
(Balistapus undulatus)
- روبية واحدة
ملاك ملكي
(Pygoplites diacanthus)
- روبيتان
شوش
(Zanclus cornutus)
- 3 روبيات
سمكة الفراشة المزخرفة[الإنجليزية]
(Chaetodon ornatissimus)
- 4 روبيات
سمكة الأصبع
(Monodactylus argenteus)
- 5 روبيات
عنفوز إمبراطوري[الإنجليزية]
(Pomacanthus imperator))
- 10 روبيات
سمكة العلم طويلة الزعنفة
(Heniochus acuminatus)

وكذلك أدناه صورة صحائف الطوابع كاملة، ضمت كل واحدة منها 2 طابعا من الفئة ذاتها:

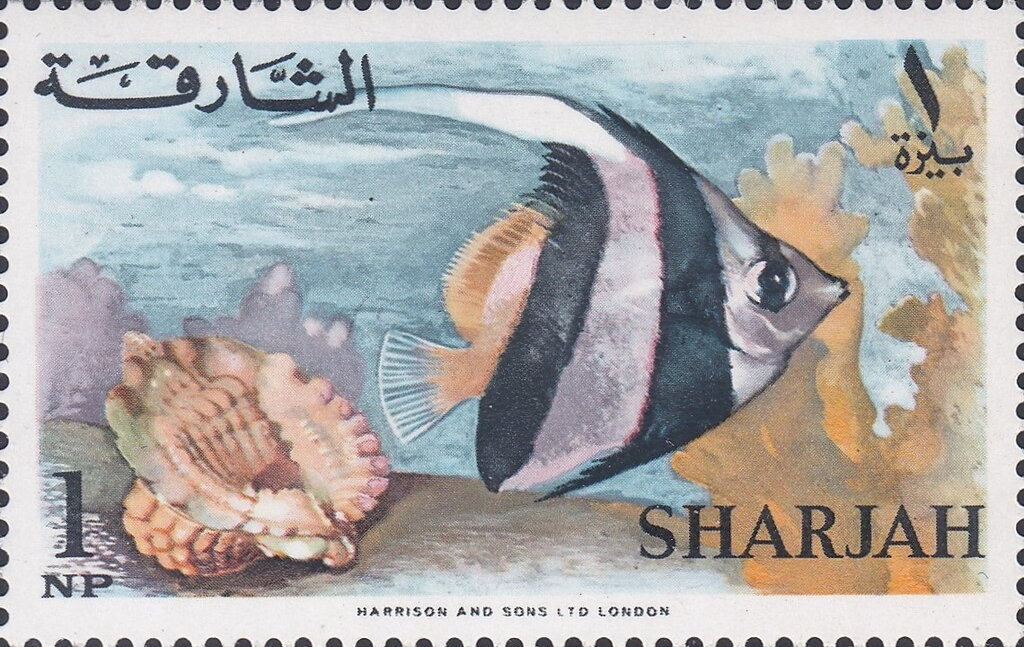
بيزة واحدة سمكة العلم طويلة الزعنفة (Heniochus acuminatus)
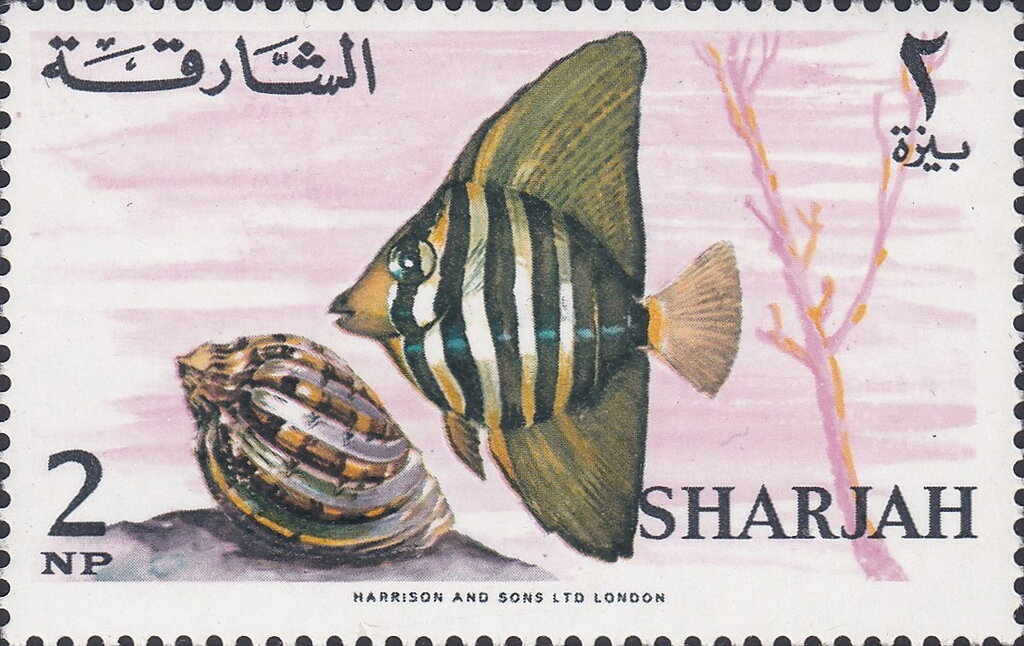
بيزتان سمك الجراح الهندي[الإنجليزية] (Zebrasoma desjardinii)
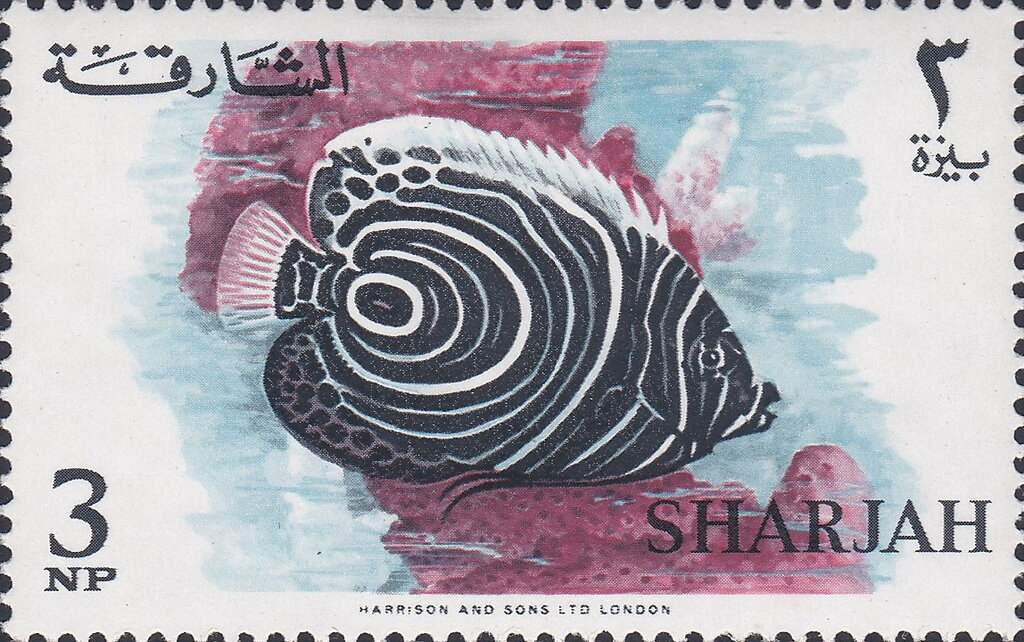
3 بيزات عنفوز إمبراطوري[الإنجليزية] (Pomacanthus imperator))
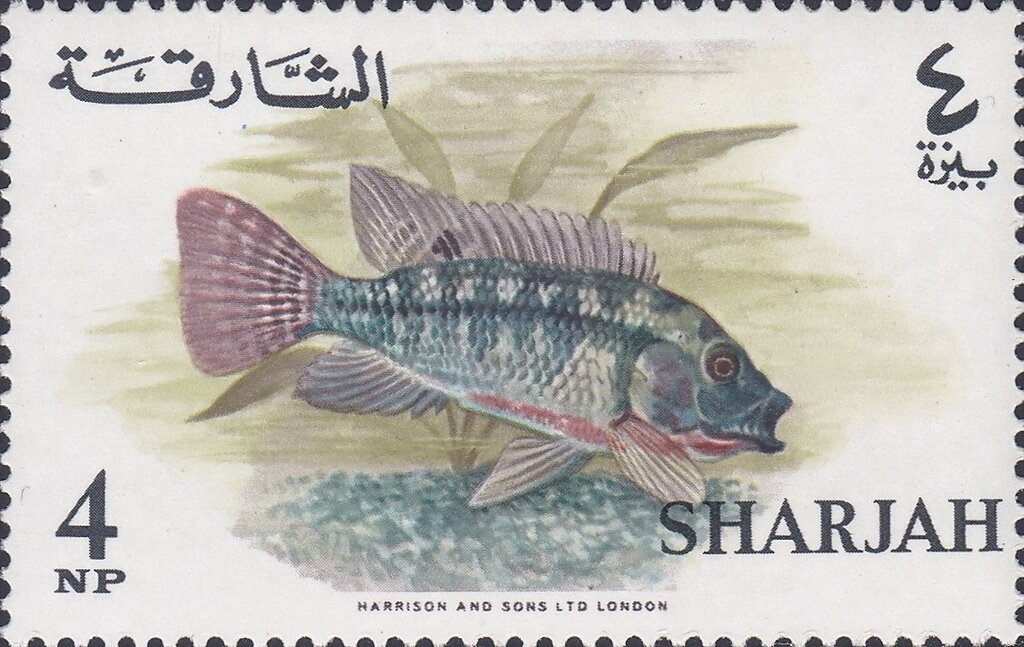
4 بيزات البلطي الزيلي (Tilapia melanopleura)
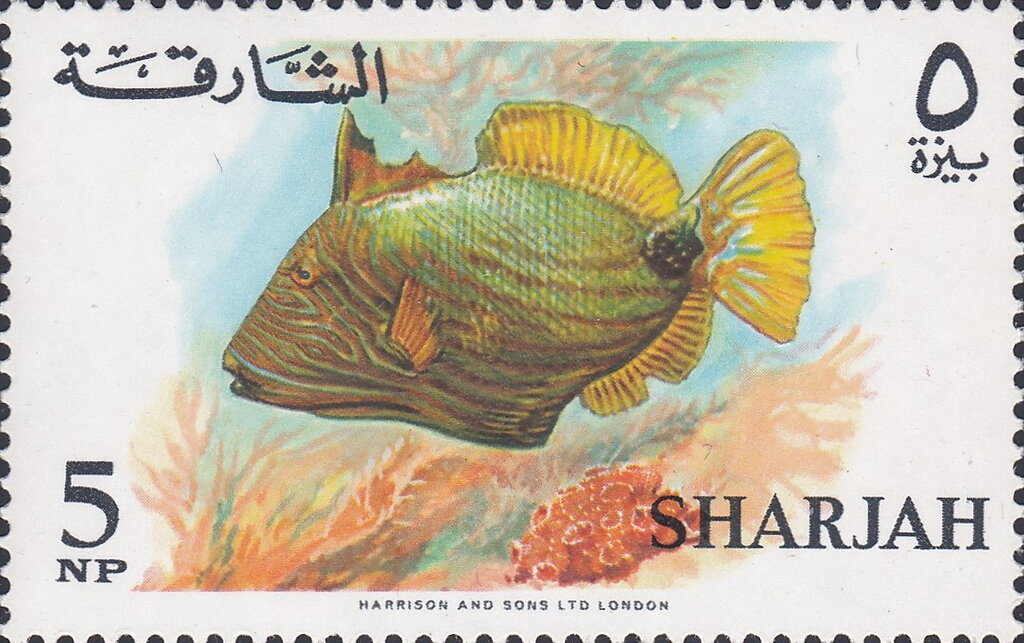
5 بيزات سمكة الزناد البرتقالية[الإنجليزية] (Balistapus undulatus)
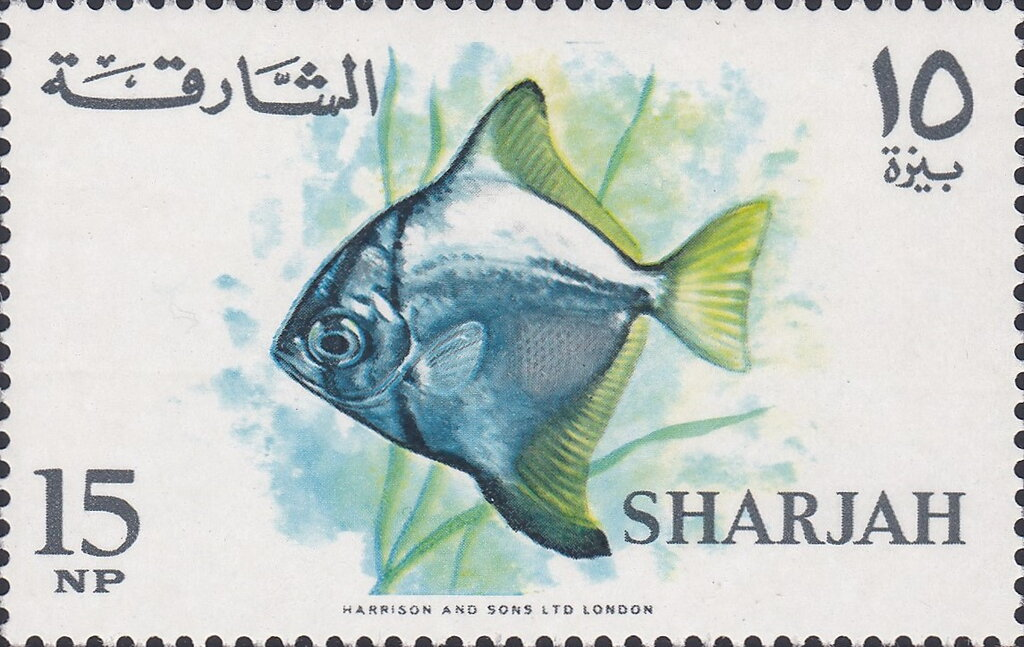
15 بيزة سمكة الأصبع (Monodactylus argenteus)
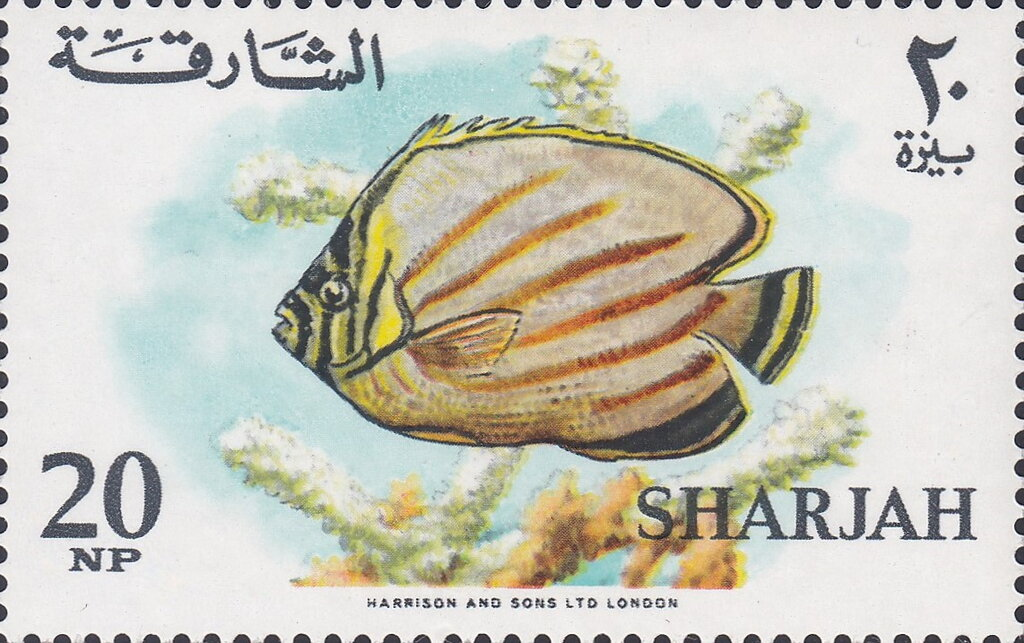
20 بيزة سمكة الفراشة المزخرفة[الإنجليزية] (Chaetodon ornatissimus)
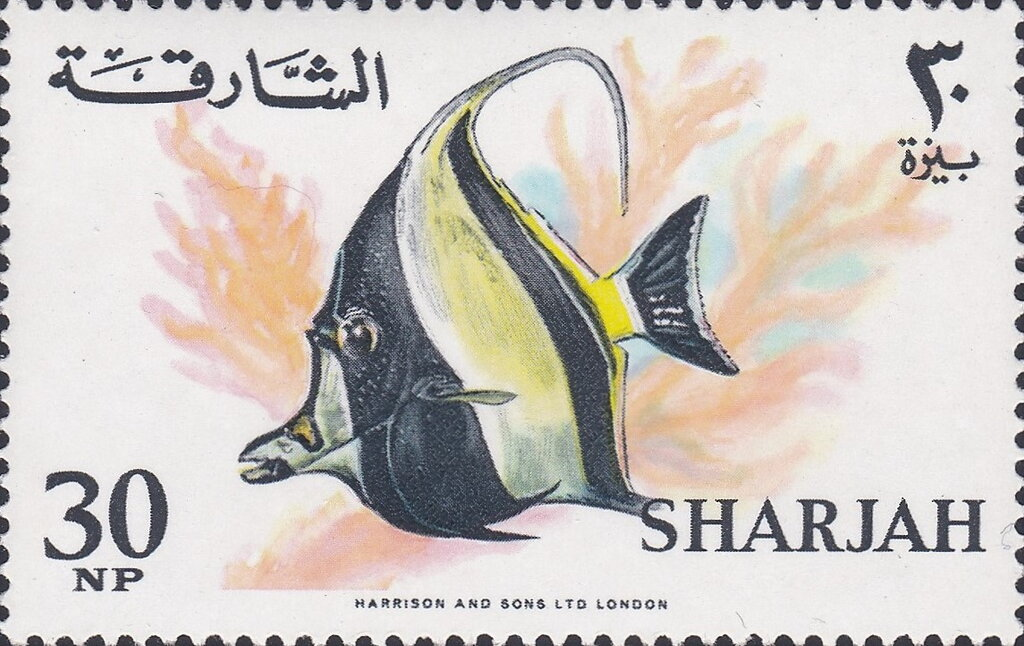
30 بيزة شوش (Zanclus cornutus)
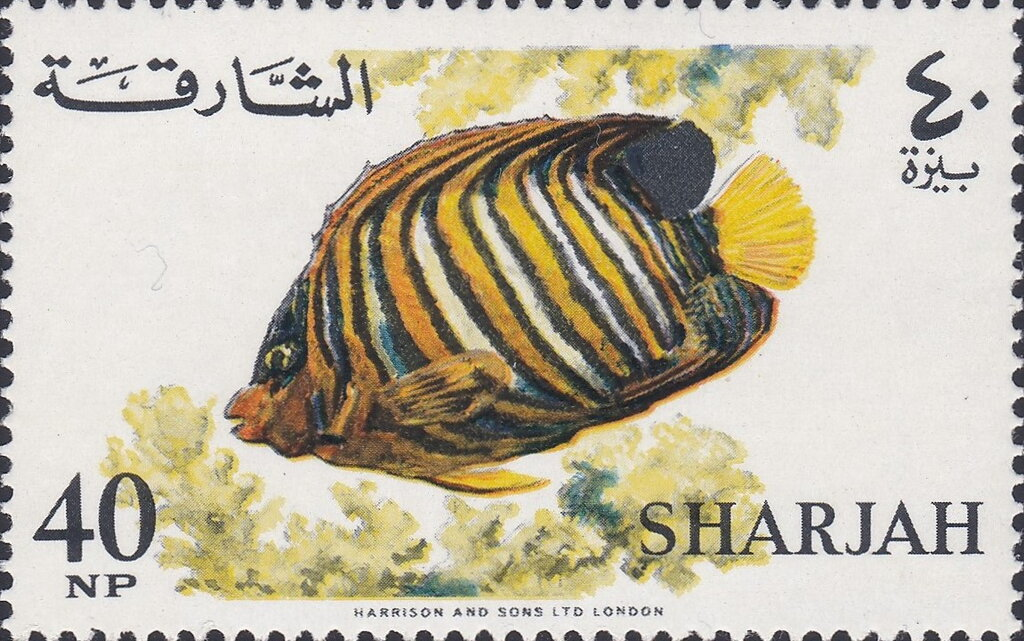
40 بيزة ملاك ملكي (Pygoplites diacanthus)
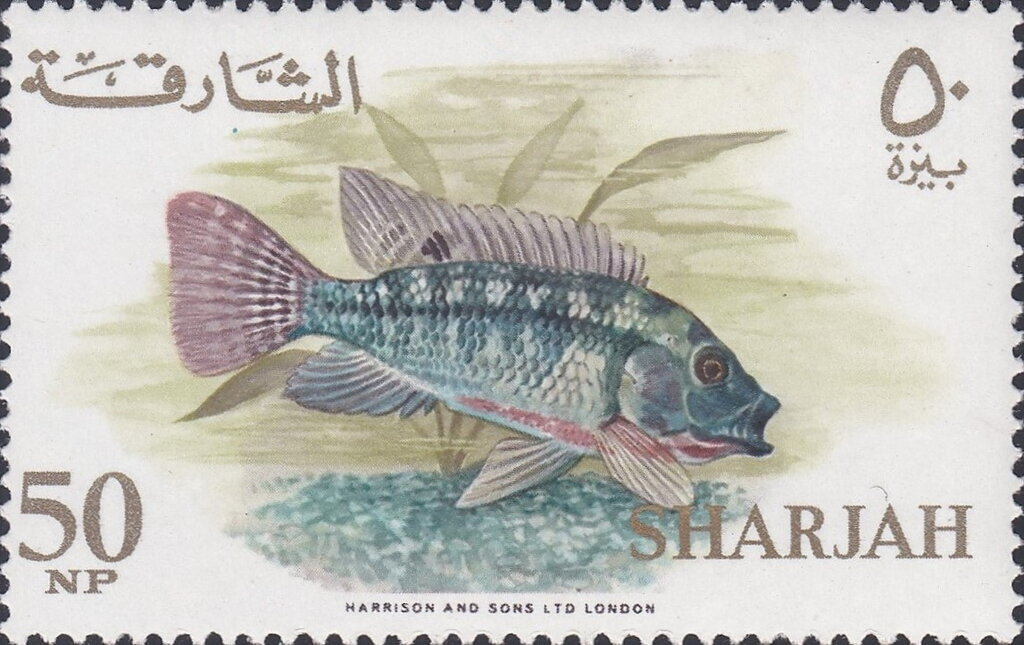
50 بيزة البلطي الزيلي (Tilapia melanopleura)
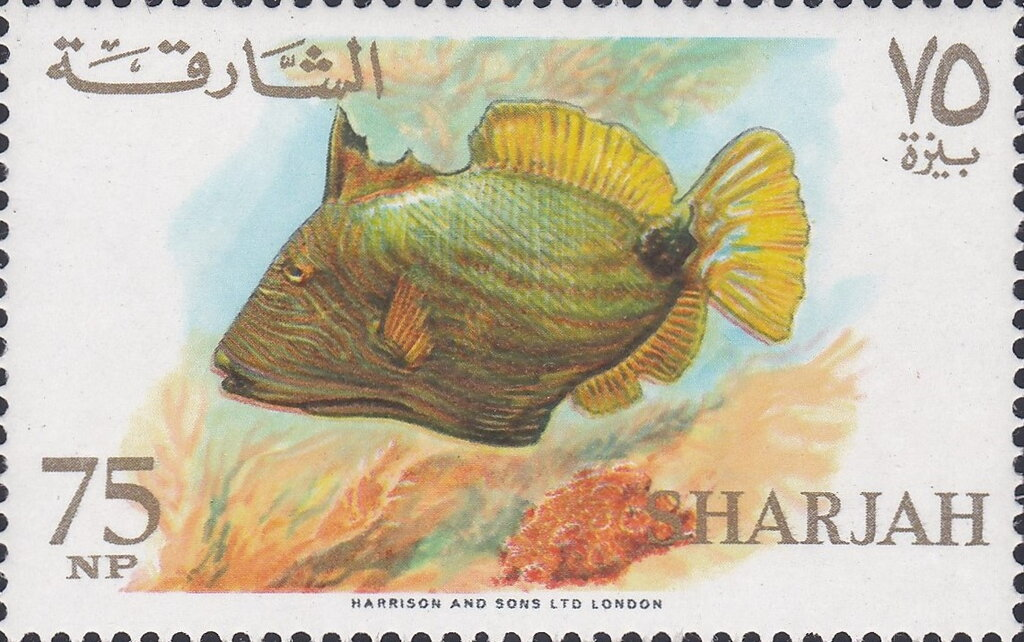
75 بيزة سمكة الزناد البرتقالية[الإنجليزية] (Balistapus undulatus)
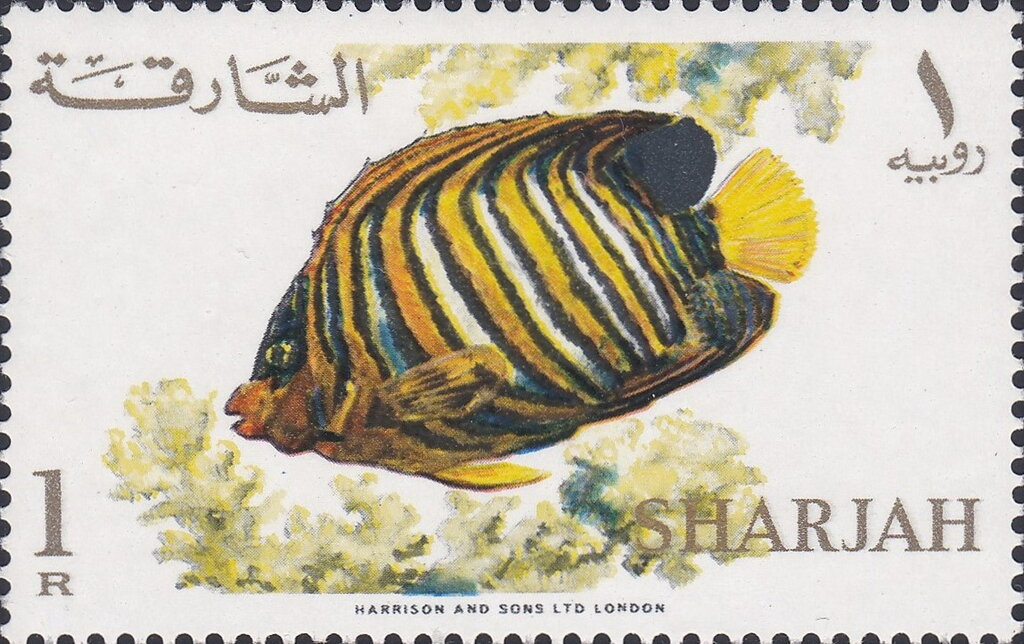
روبية واحدة ملاك ملكي (Pygoplites diacanthus)
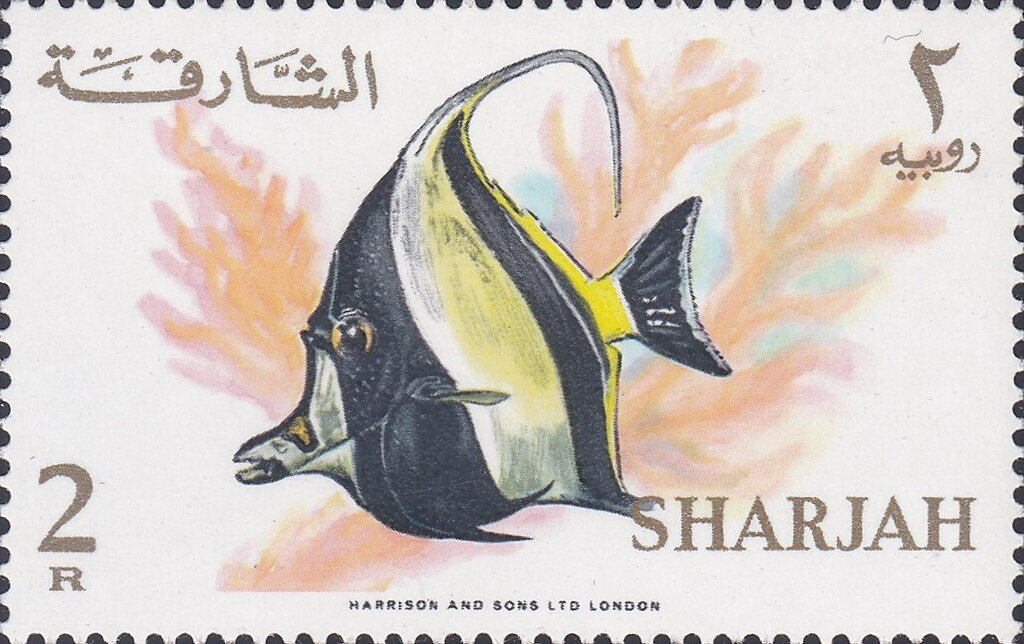
روبيتان شوش (Zanclus cornutus)
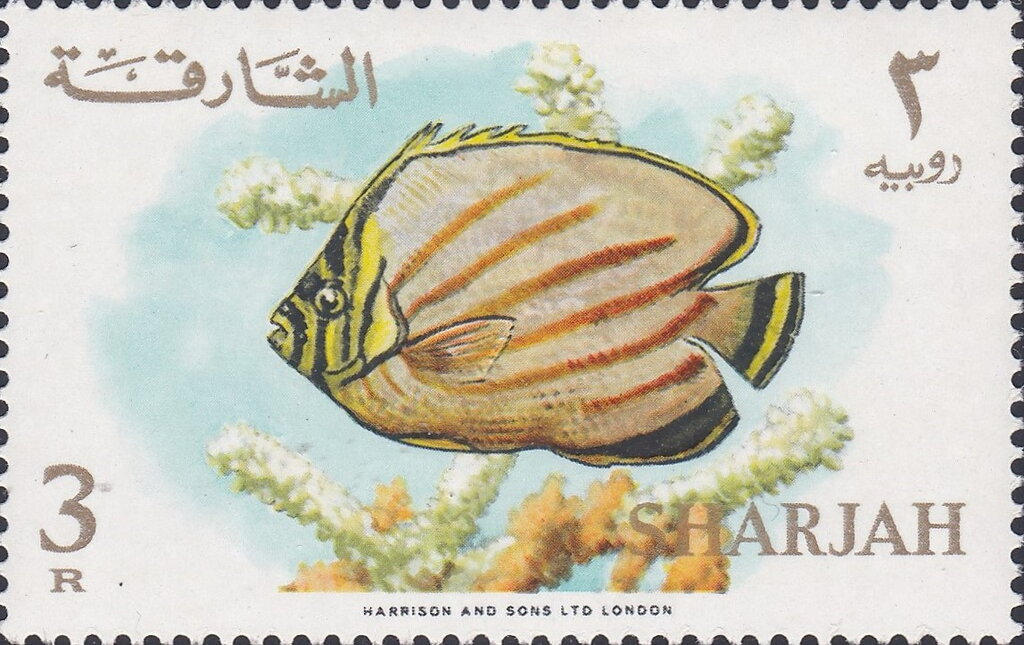
3 روبيات سمكة الفراشة المزخرفة[الإنجليزية] (Chaetodon ornatissimus)
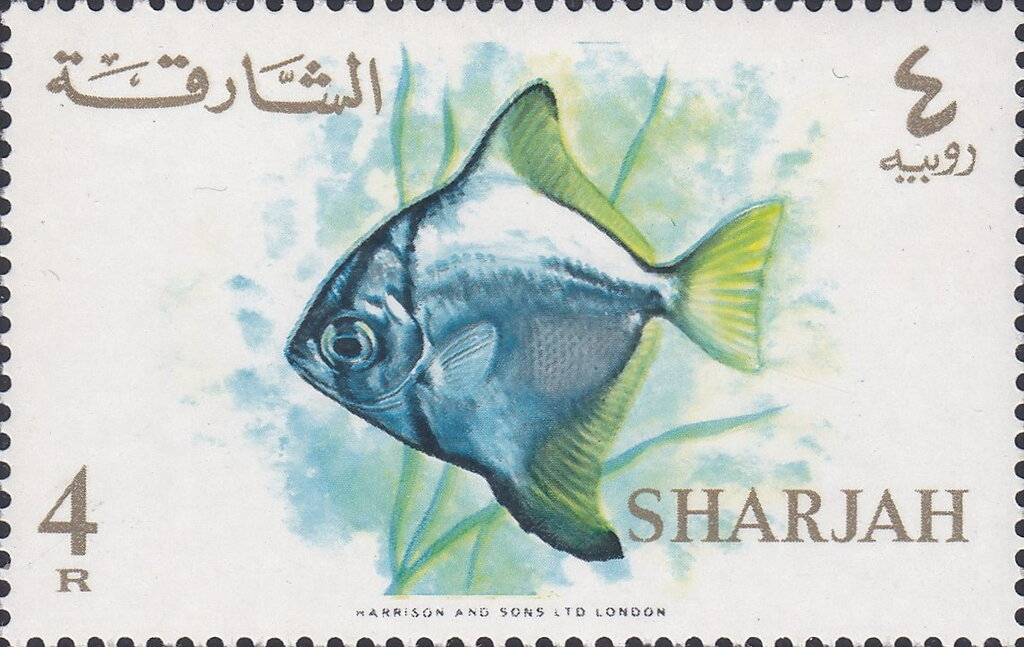
4 روبيات سمكة الأصبع (Monodactylus argenteus)
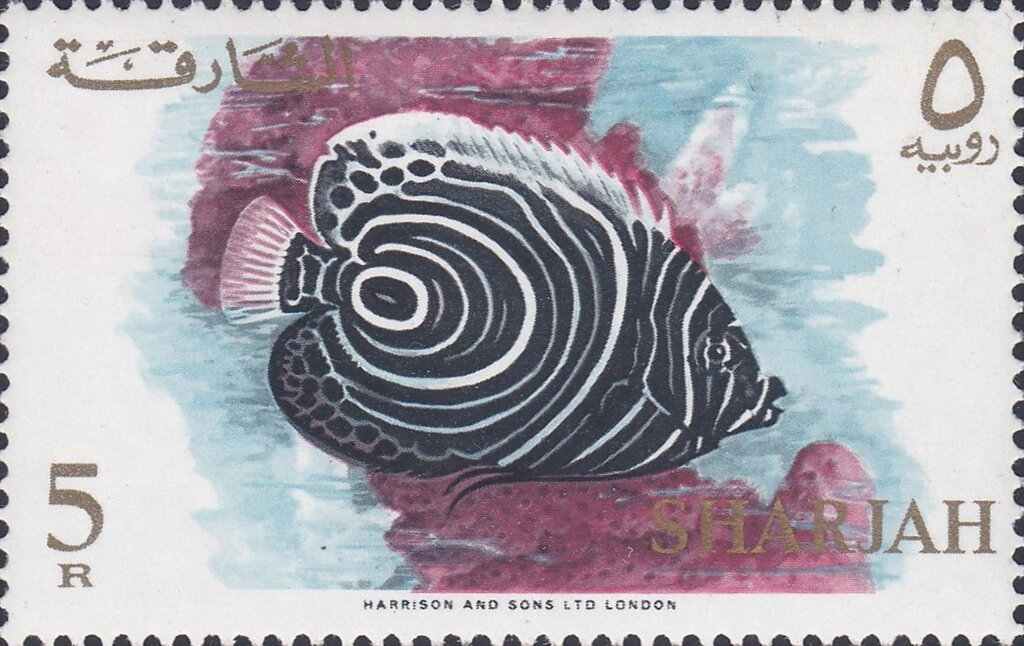
5 روبيات عنفوز إمبراطوري[الإنجليزية] (Pomacanthus imperator))
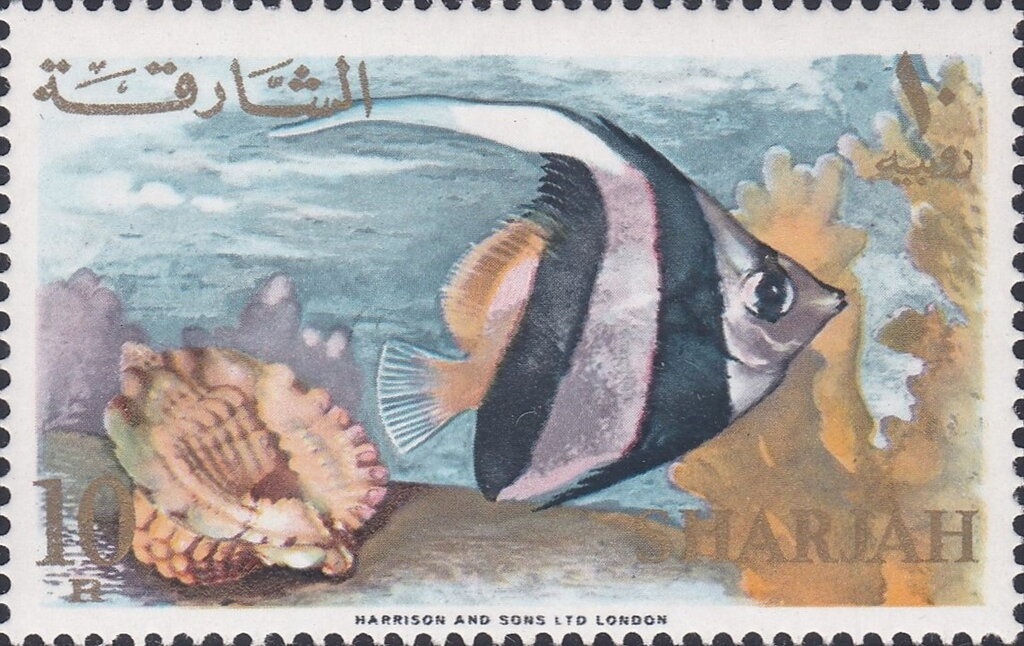
10 روبيات سمكة العلم طويلة الزعنفة (Heniochus acuminatus)

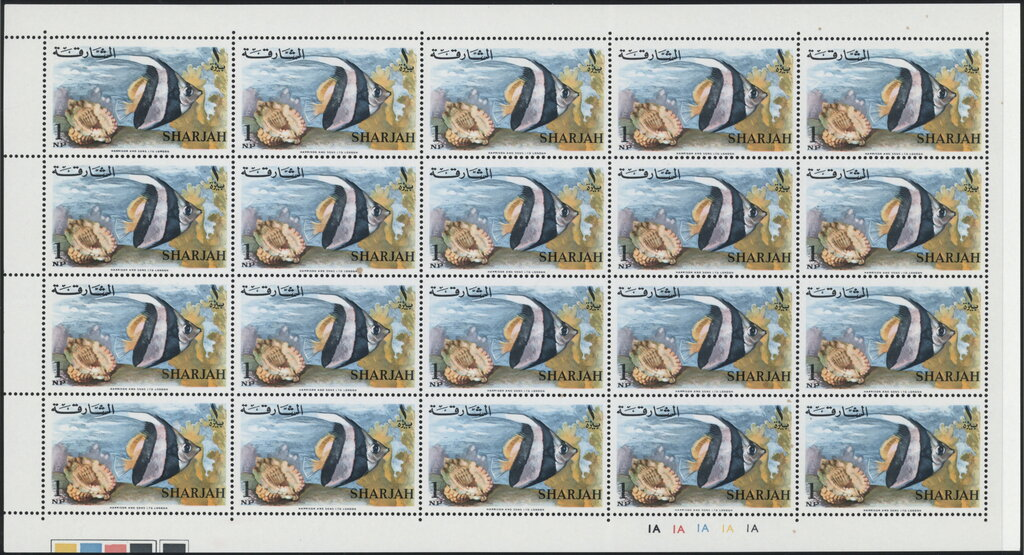
بيزة واحدة سمكة العلم طويلة الزعنفة (Heniochus acuminatus)
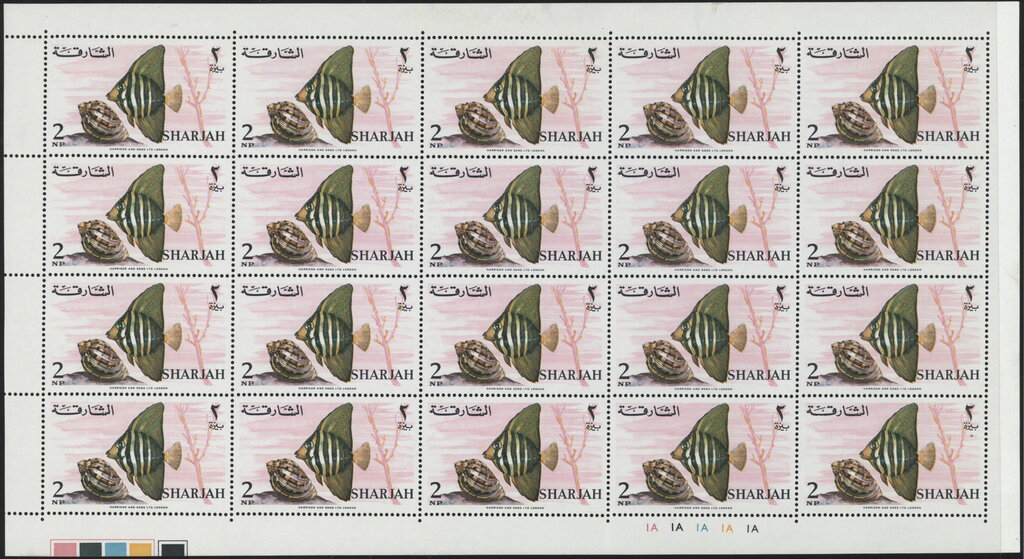
بيزتان سمك الجراح الهندي (Zebrasoma desjardinii)
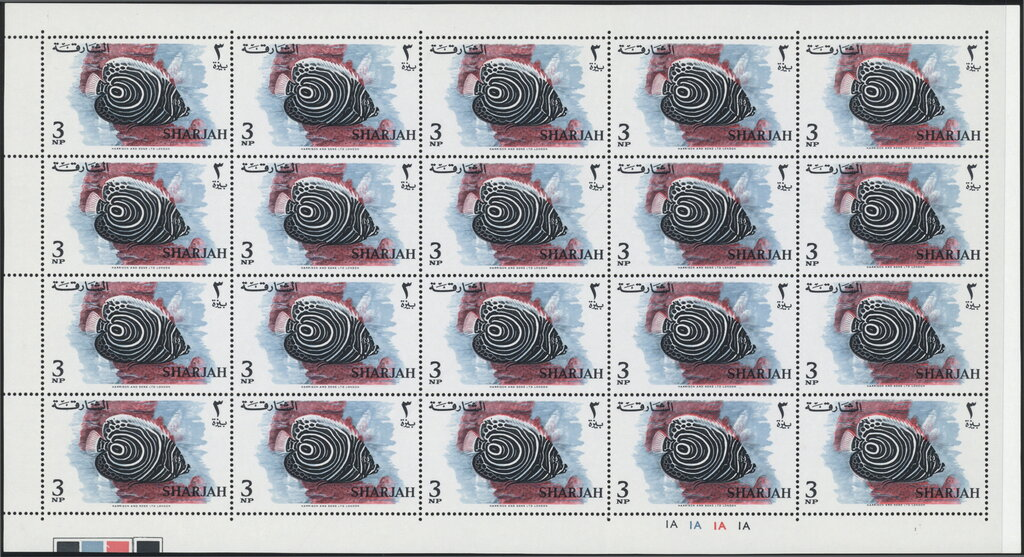
3 بيزات عنفوز إمبراطوري (Pomacanthus imperator))
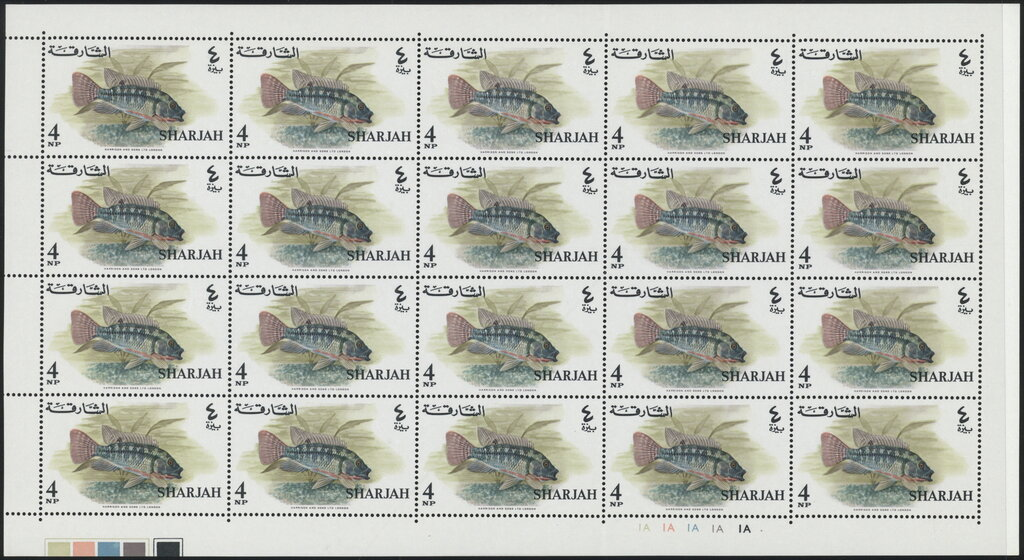
4 بيزات البلطي الزيلي (Tilapia melanopleura)
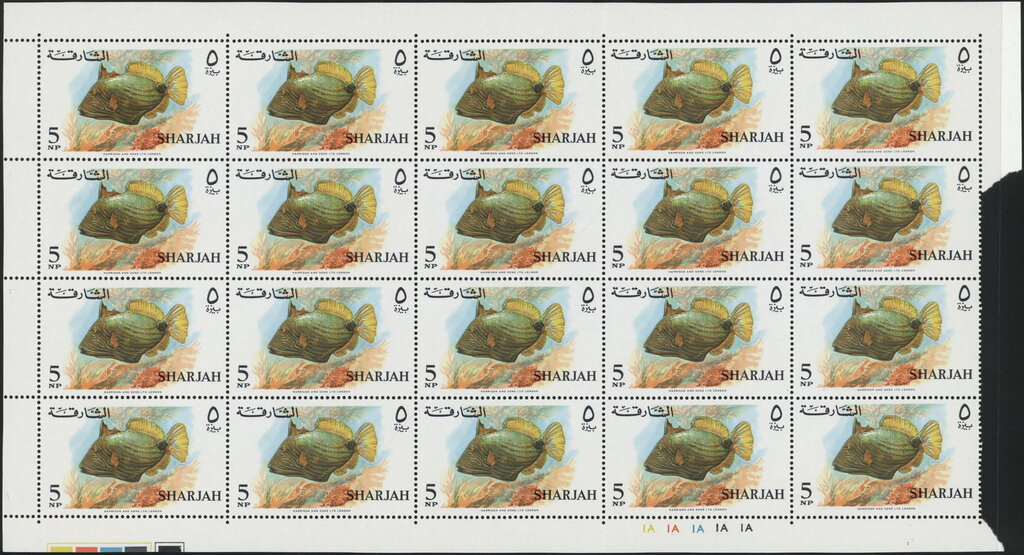
5 بيزات سمكة الزناد البرتقالية (Balistapus undulatus)
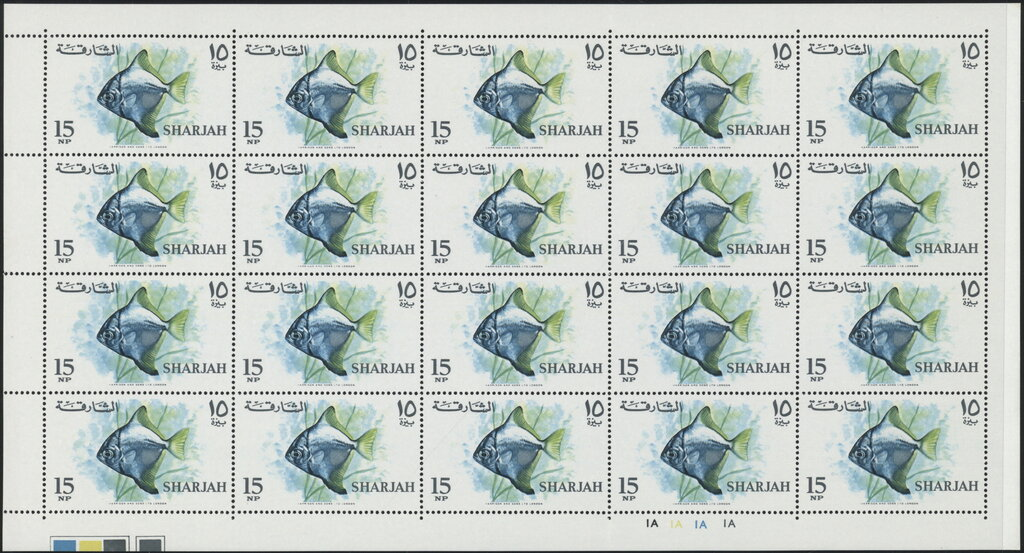
15 بيزة سمكة الأصبع (Monodactylus argenteus)
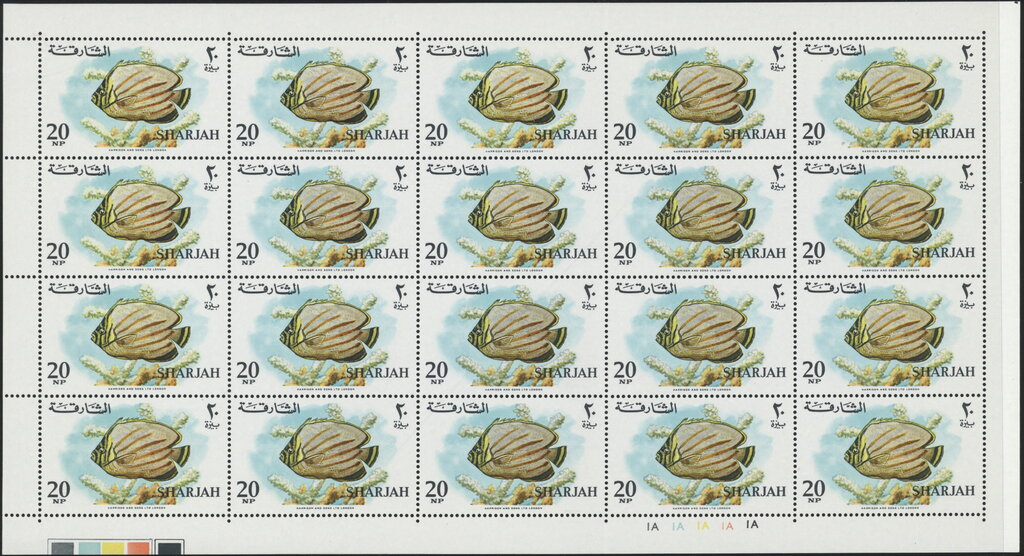
20 بيزة سمكة الفراشة المزخرفة (Chaetodon ornatissimus)
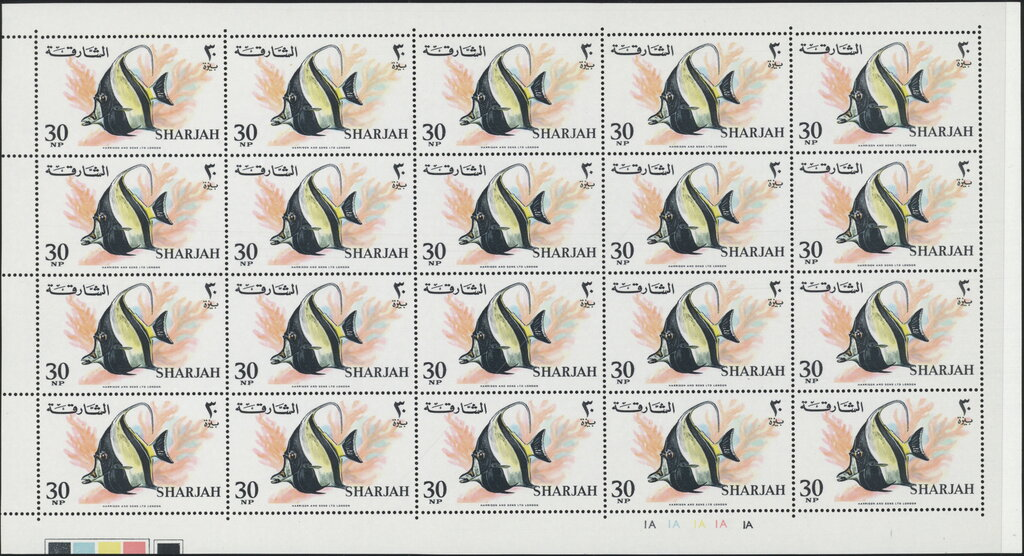
30 بيزة شوش (Zanclus cornutus)
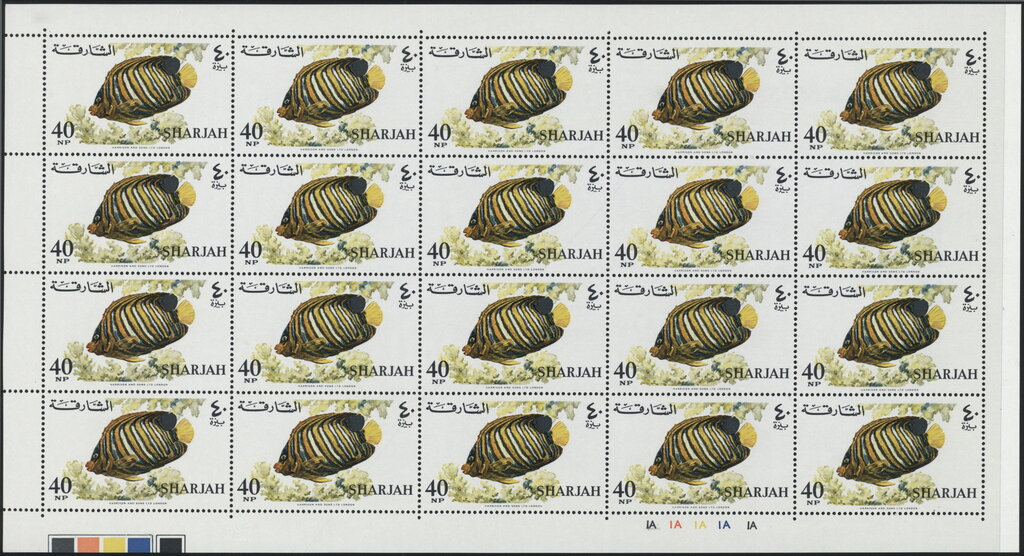
40 بيزة ملاك ملكي (Pygoplites diacanthus)
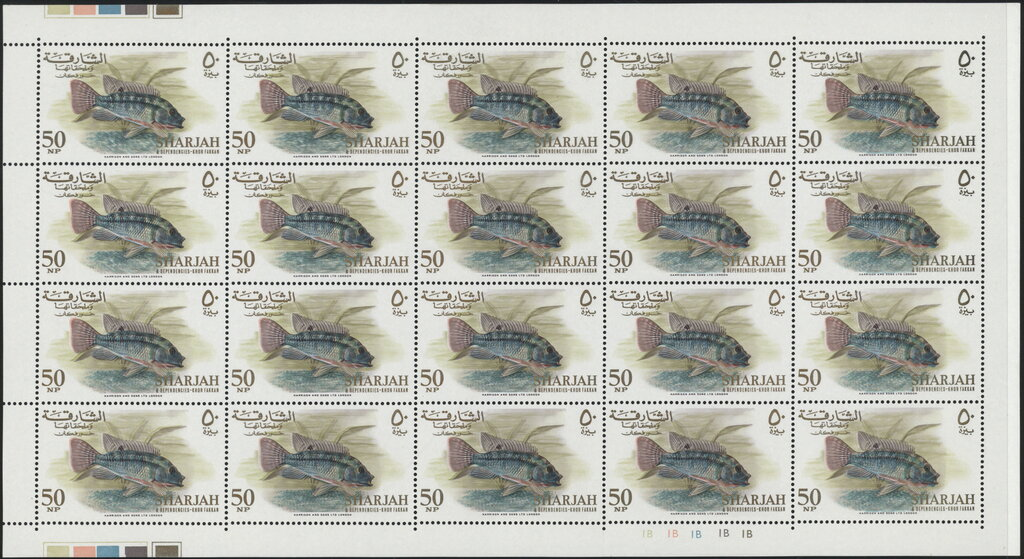
50 بيزة البلطي الزيلي (Tilapia melanopleura)
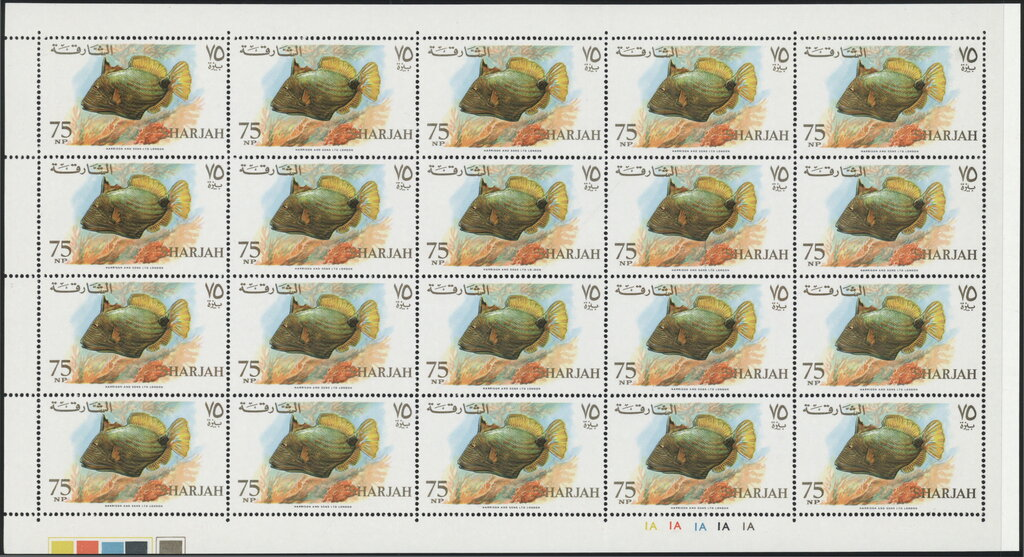
75 بيزة سمكة الزناد البرتقالية (Balistapus undulatus)
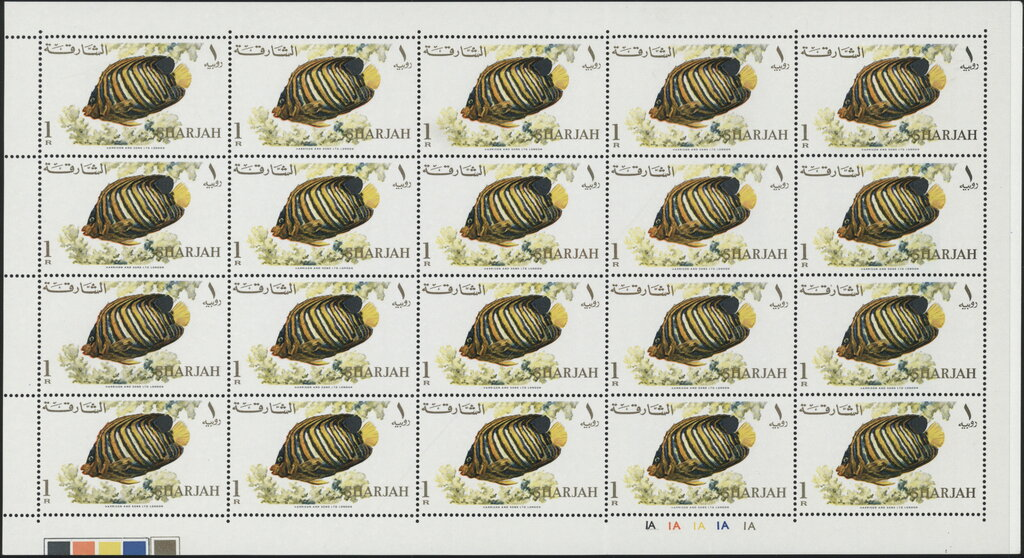
روبية واحدة ملاك ملكي (Pygoplites diacanthus)
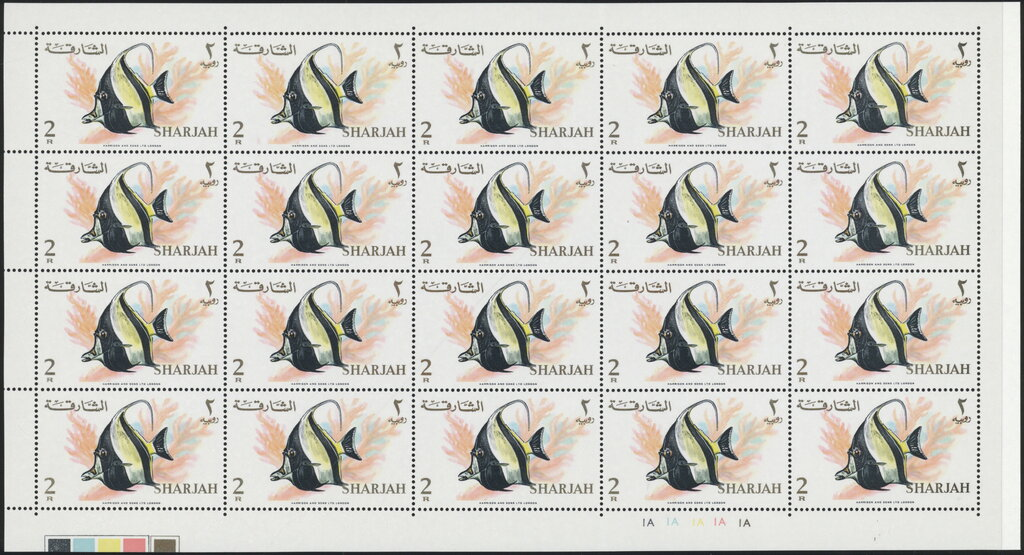
روبيتان شوش (Zanclus cornutus)
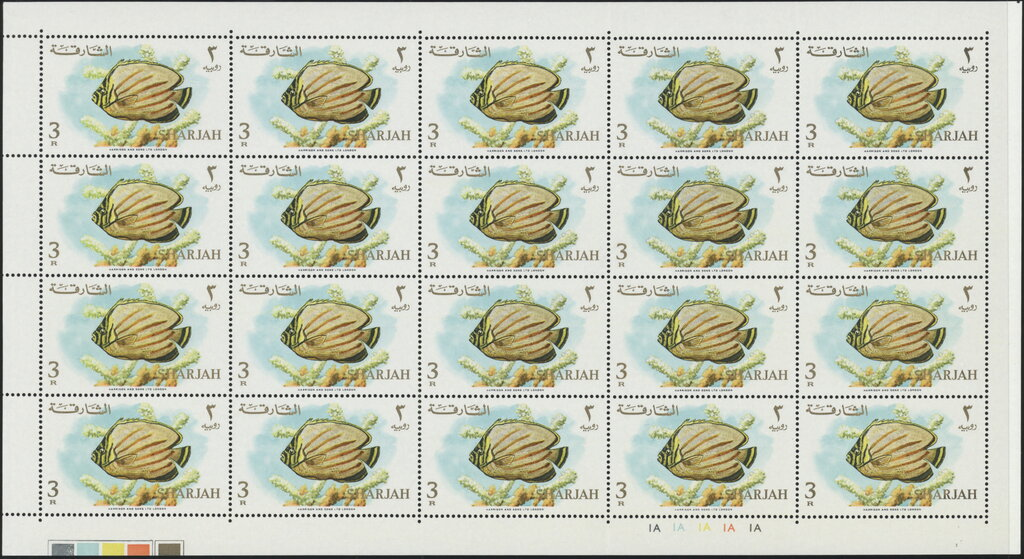
3 روبيات سمكة الفراشة المزخرفة (Chaetodon ornatissimus)
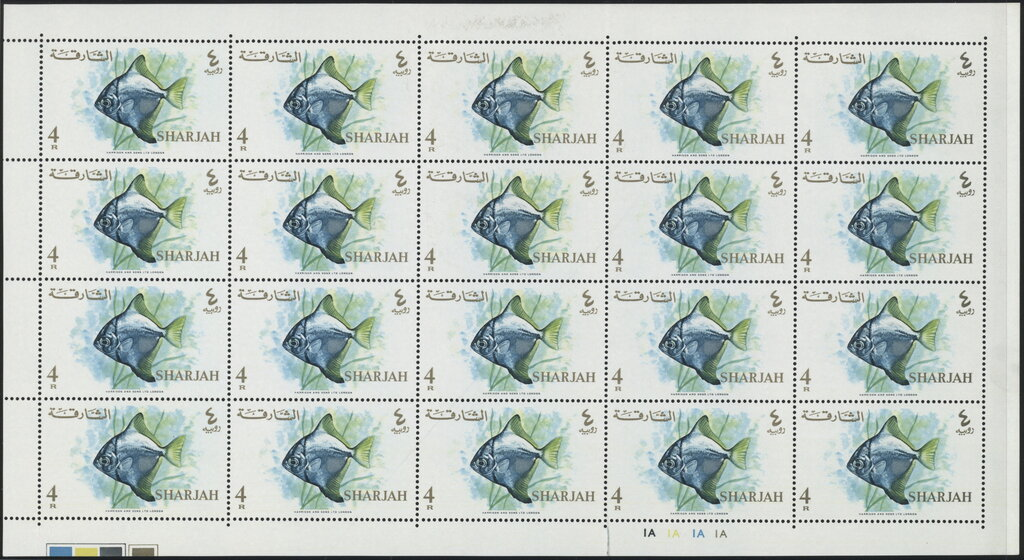
4 روبيات سمكة الأصبع (Monodactylus argenteus)
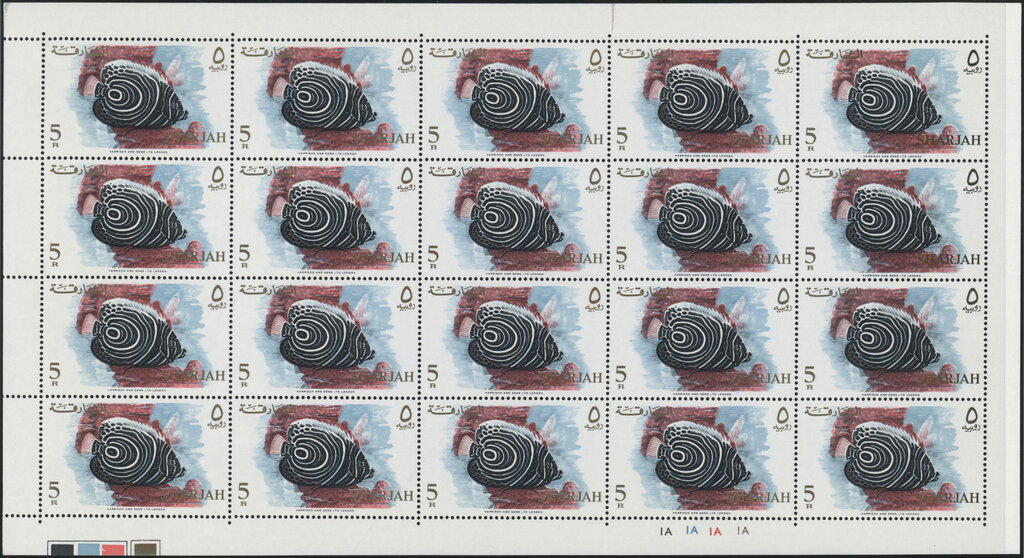
5 روبيات عنفوز إمبراطوري (Pomacanthus imperator))
10 روبيات سمكة العلم طويلة الزعنفة (Heniochus acuminatus)

وتذكر الفهارس وجود نسخة أخرى غير مخرمة أيضا.

## توشيح الإصدارات بعملة القرش والريال السعودي
بعد أن اجتمع حكام إمارات الخليج العربي واتفقوا على الاستغناء عن عملة الروبية الخليجية واعتماد ريال قطر ودبي، استعملت عملة الريال السعودي لفترة وجيزة إلى حين البدء بتداول العملة الجديدة في 18 سبتمبر 1966، ولذا وشحت بعض الإصدارات السابقة بعملة القرش السعودي والريال السعودي (الريال السعودي يعادل 20 قرشا).

### توشيح إصدارات الذكرى المئوية لاتحاد المواصلات العالمية
وشحت بعض من طوابع إصدارات الذكرى المئوية لاتحاد المواصلات العالمية لعام 1965 بعملة القرش والريال السعودي.

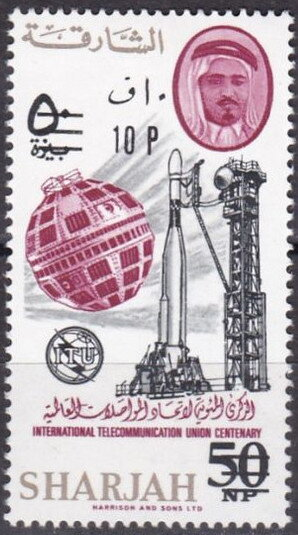
10 قروش
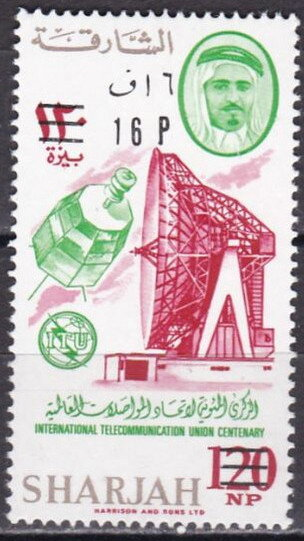
16 قرشا
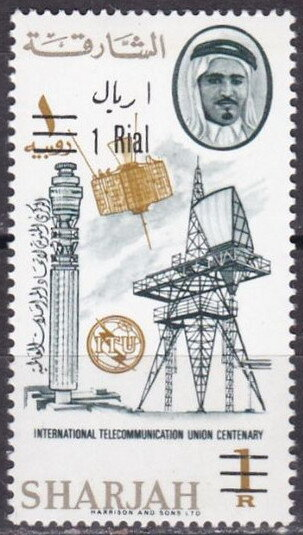
ريال واحد

وكذلك وشح الإصدار غير المخرم:

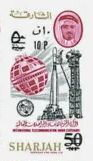
10 قروش
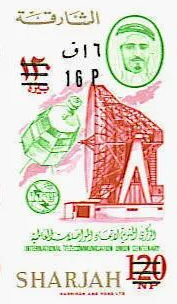
16 قرشا
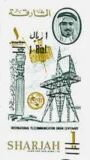
ريال واحد

### توشيح إصدارات سنة التعاون الدولي
كما وشحت طوابع إصدارات سنة التعاون الدولي التي أصدرت في 25 فبراير 1966 بعملة القرش السعودي:

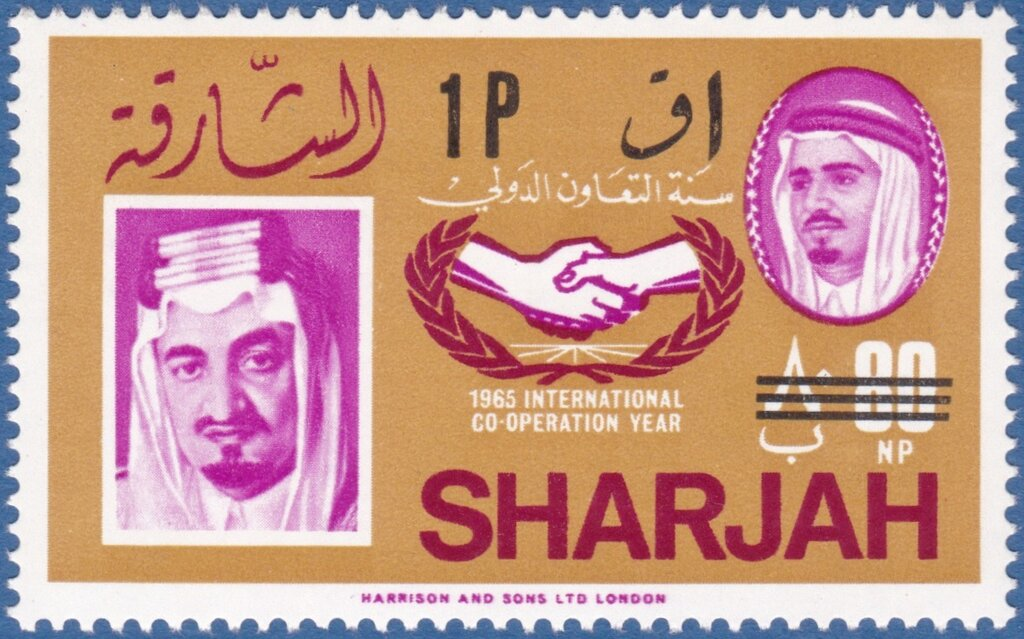
قرش واحد
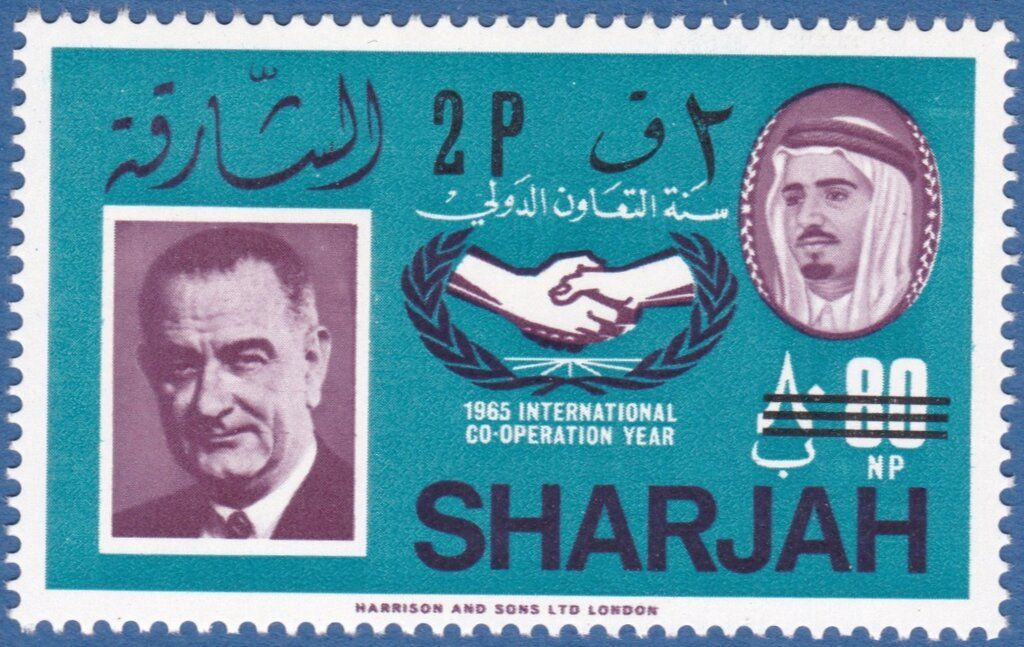
قرشان
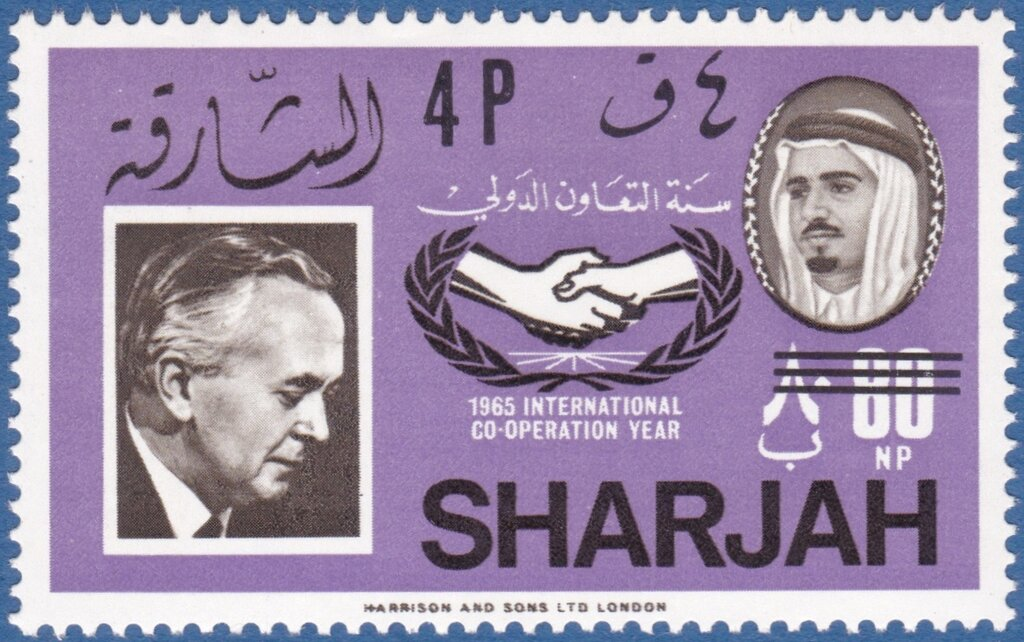
4 قروش
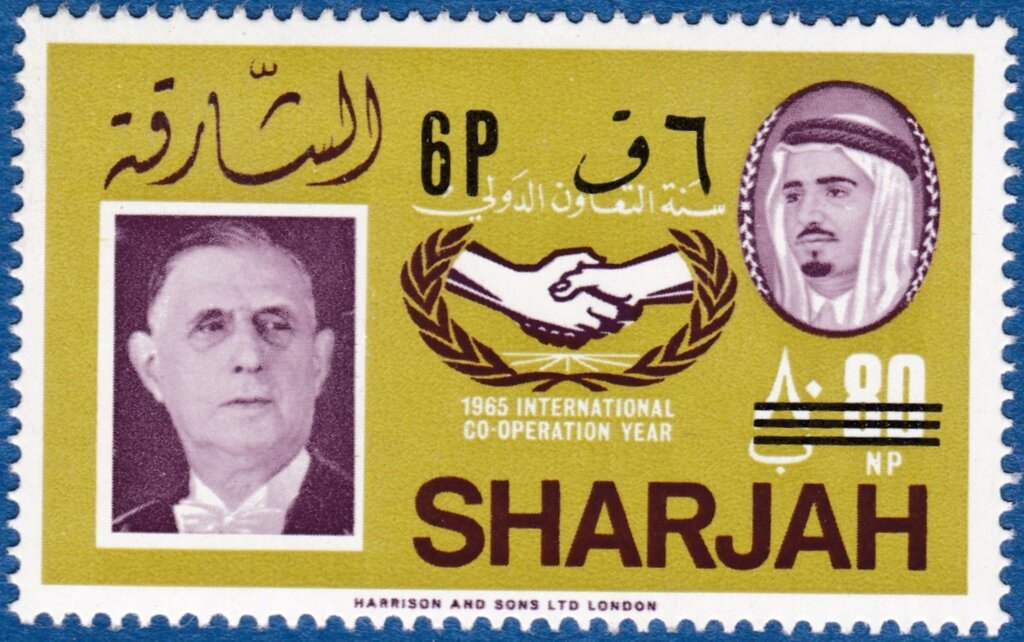
6 قروش
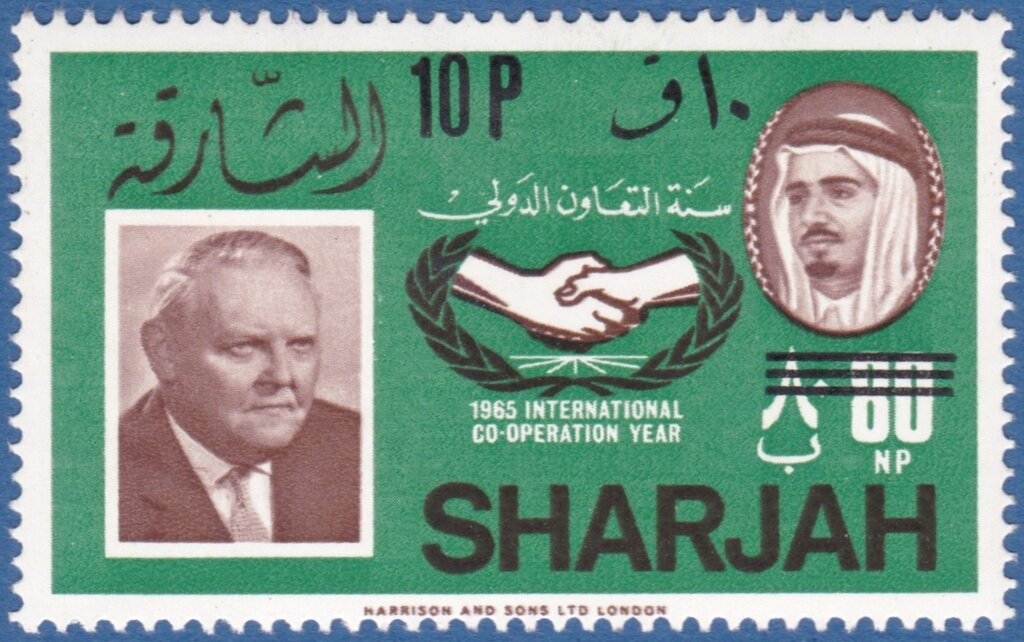
10 قروش

### توشيح إصدارات وينستون تشرشل

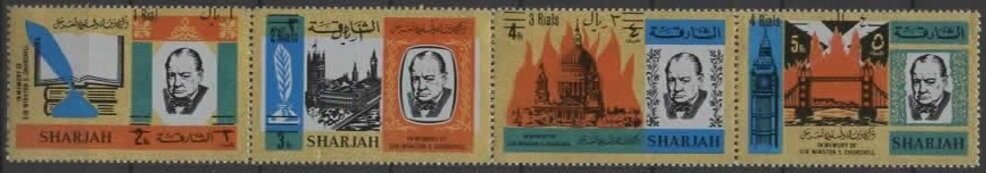
طوابع متجاورة مخرمة أربع موشحة.

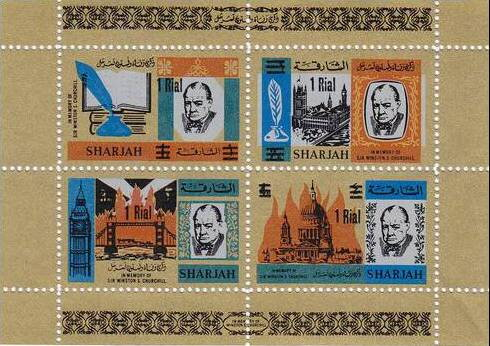
ورقة طوابع صغيرة مخرمة تشمل الطوابع الأربع الموشحة.

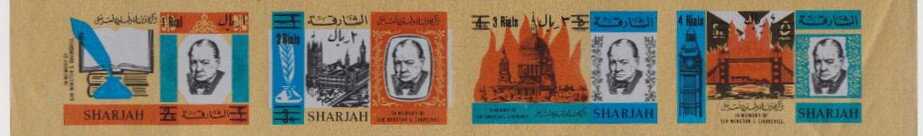
طوابع متجاورة غير موشحة أربع موشحة.

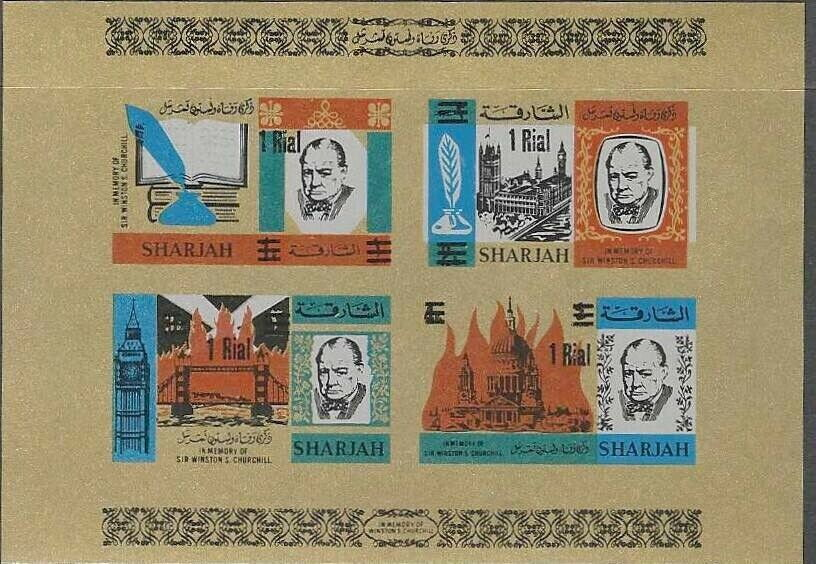
ورقة طوابع صغيرة غير مخرمة تشمل الطوابع الأربع الموشحة.

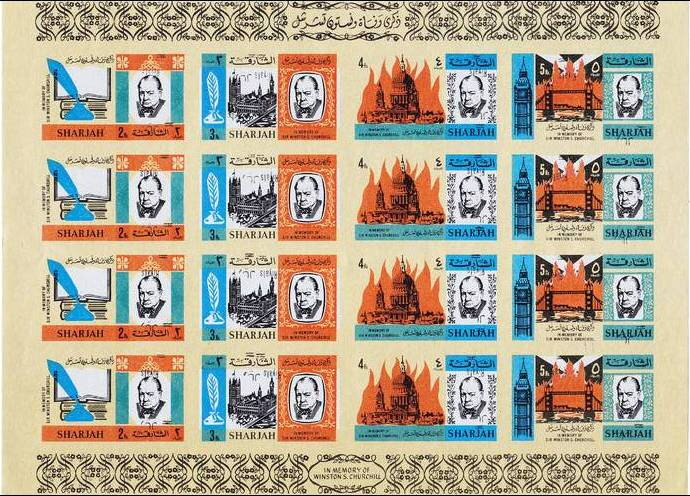
ورقة طوابع صغيرة غير مخرمة تشمل الطوابع الأربع الموشحة بتوشيح خاطئ مقلوب.

كما وشحت طوابع إصدارات وينستون تشرشل التي أصدرت في 28 فبراير 1966 بعملة القرش والريال السعودي، وهذه بعض الطوابع:

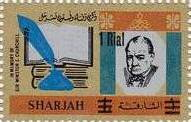
ريال واحد
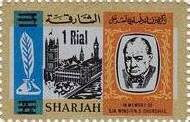
ريال واحد
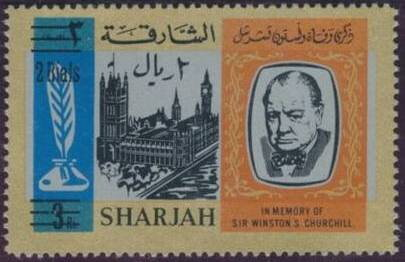
ريالان
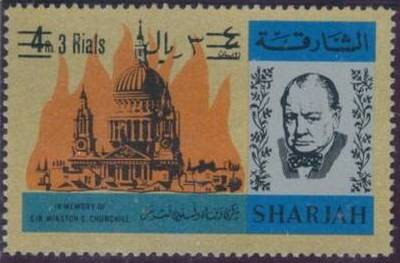
3 ريالات
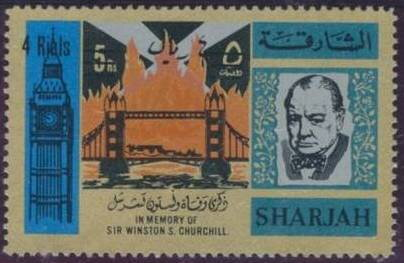
4 ريالات

كما وشحت الطوابع غير المخرمة:

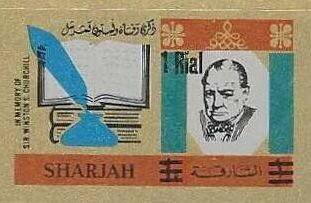
ريال واحد
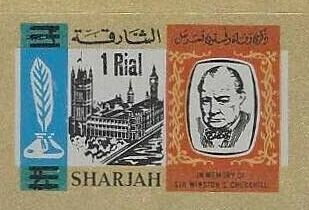
ريال واحد
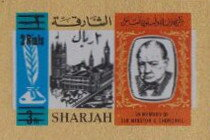
ريالان
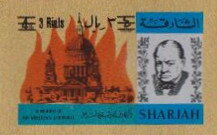
3 ريالات
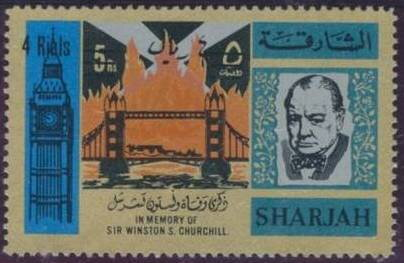
4 ريالات

### إصدارات ذكرى وفاة جون كينيدي
وشحت إصدارات ذكرى وفاة جون كينيدي التي أصدرت في 22 نوفمبر 1964 بعملة القرش والريال السعودي:

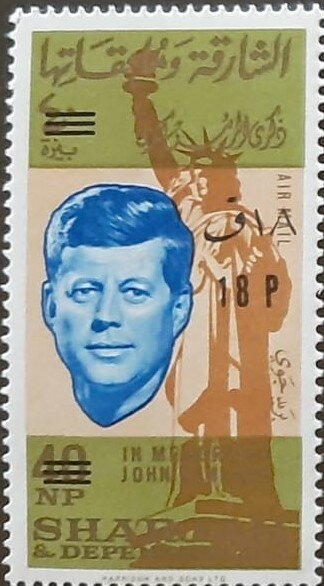
18 قرشا
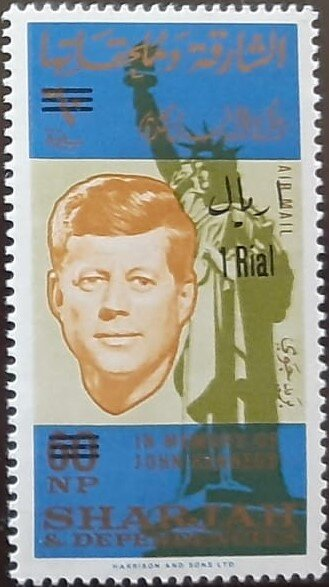
ريال واحد
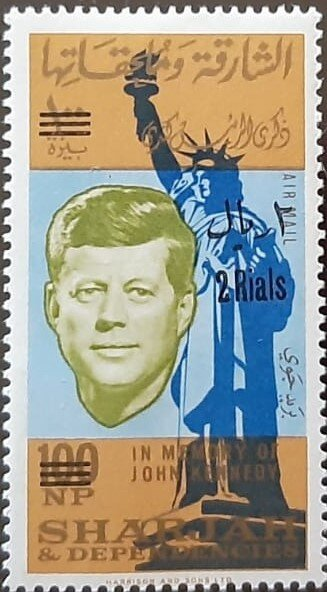
ريالان

## إصدارات مؤتمرات الاتحاد الدولي لهواة الطوابع والرابطة الدولية للصحفيين الطوابعيين في ميونخ 1966

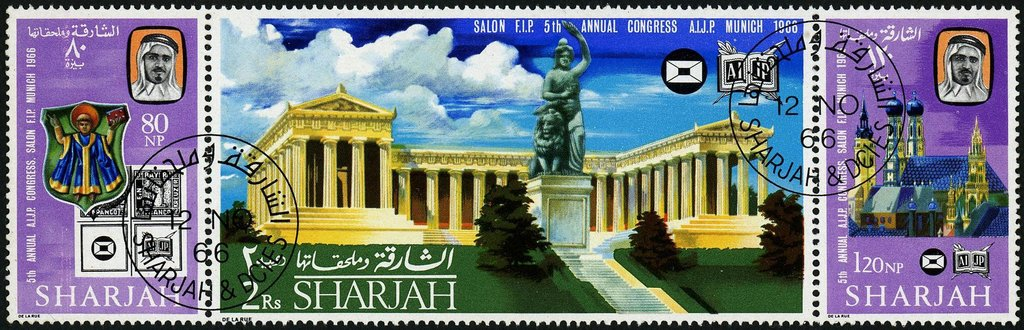
الطوابع المتجاورة الثلاثة

في 2 سبتمبر 1966، أصدرت الطوابع المتجاورة التالية لمناسبة انعقاد مؤتمر الاتحاد الدولي لهواة الطوابع والرابطة الدولية للصحفيين الطوابعيين في ميونخ بألمانيا:

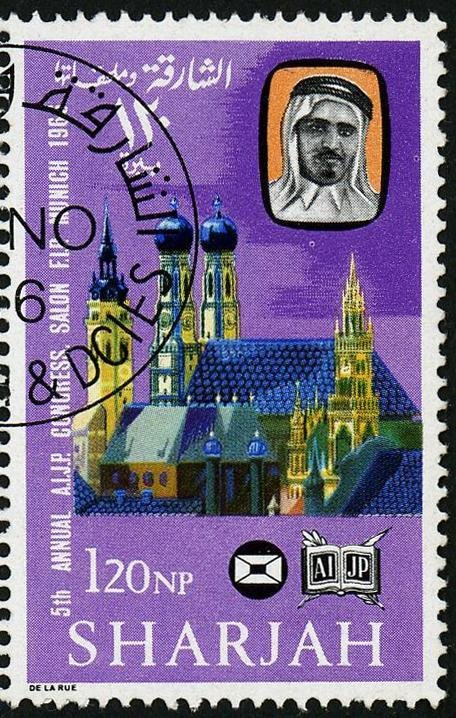
120 بيزة
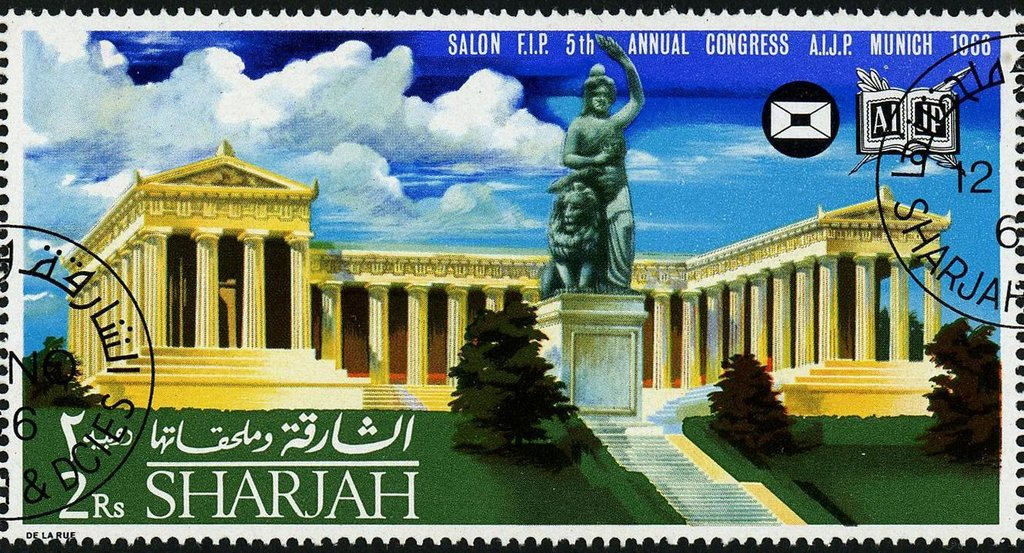
روبيتان
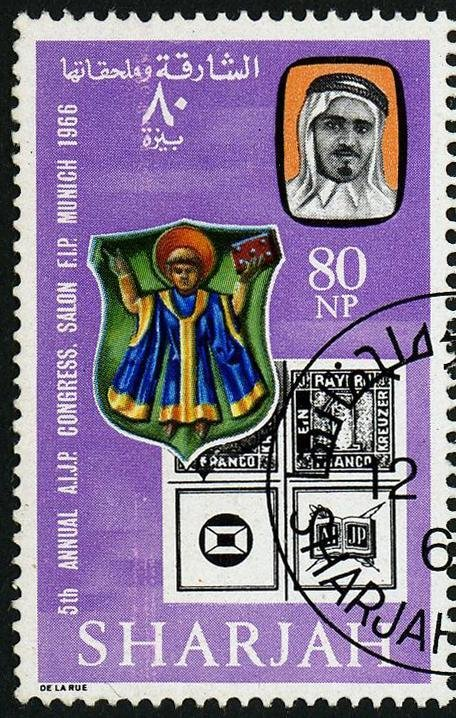
80 بيزة

## توشيح الإصدارات بعملة ريال قطر ودبي

### توشبح إصدارات العلوم ووسائل النقل والاتصالات

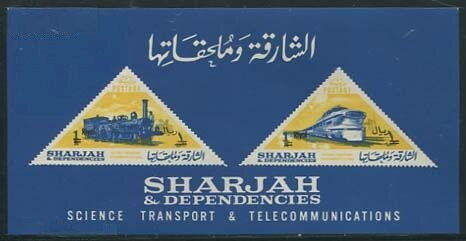
بطاقة تذكارية موشحة تضم طابعين لكل طابع بقيمة ريال واحد

وُشحت الطوابع المثلثة من إصدارات العلوم ووسائل النقل والاتصالات لعام 1965 وكان إصدارها في سبتمبر عام 1966.
هذه الطوابع أصدرت أصلا في 26 أبريل 1965، وهي تختص بموضوع العلوم ووسائل النقل والاتصالات، ويمكن ملاحظة أن كل فئة من الطوابع تضم طابعين يحملان نفس الألوان ويمثل أحدهما الوسائل القديمة والطابع الآخر يمثل الوسائل الأحدث، ولكون الطوابع مثلثة وجدت الطوابع أيضا في أزواج من طابعين متجاورين لكل فئة. وقد أعيد توشيح الطوابع بعملة الدرهم والريال بعد اعتمادها والاستغناء عن الروبية.
وهذه صور الطوابع الموشحة:

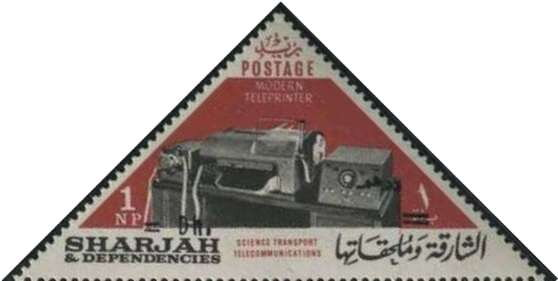
درهم واحد مبرقة كاتبة
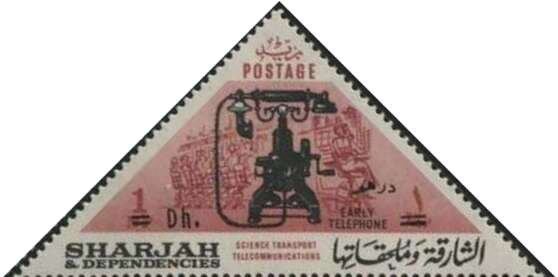
درهم واحد هاتف
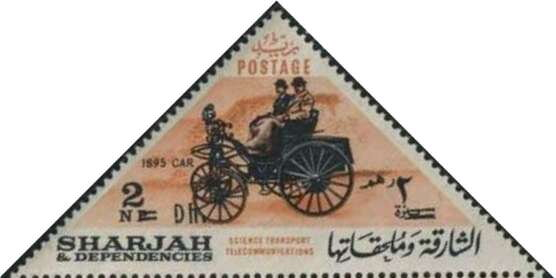
درهمان سيارة بنز فكتوريا[الإنجليزية] (1895)
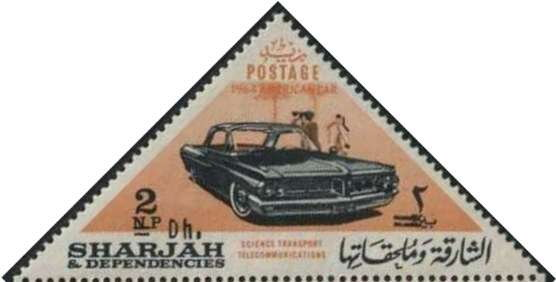
درهمان سيارة بونتياك (1964)
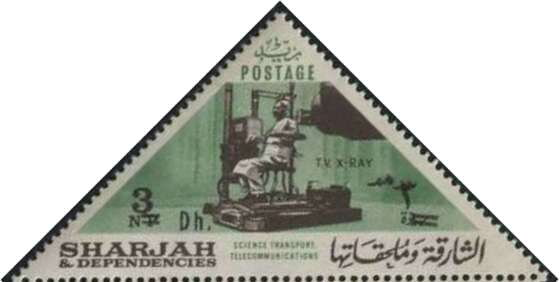
3 دراهم جهاز أشعة سينية قديم
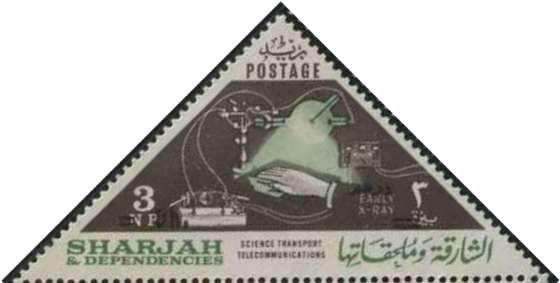
3 دراهم مشاهدة فحص الأشعة السينية بواسطة شاشة.
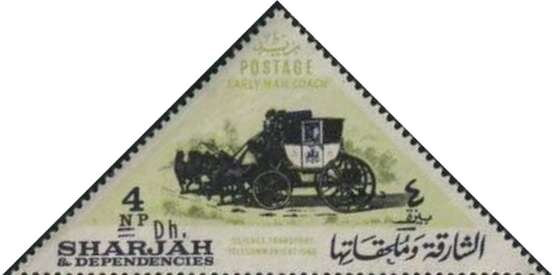
4 دراهم
غربة بريد[الإنجليزية]
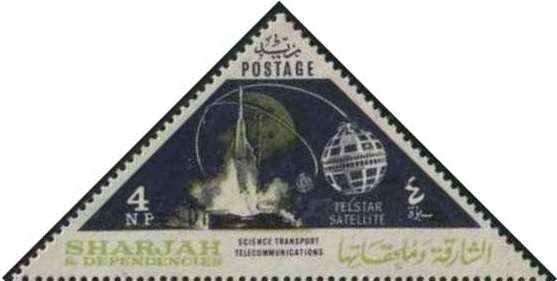
4 دراهم
صاروخ ثور دلتا[الإنجليزية] وقمر تلستار[الإنجليزية]
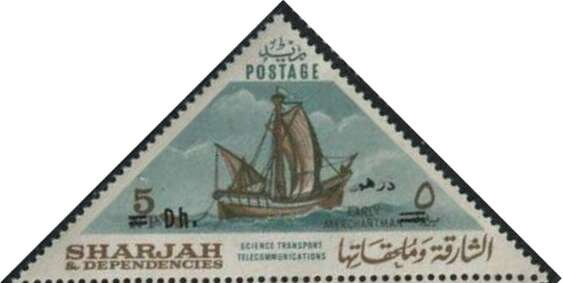
5 دراهم سفينة تجارية قديمة
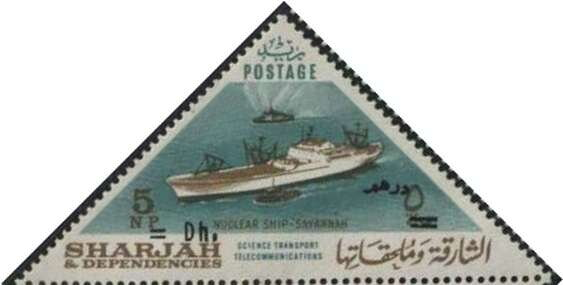
5 دراهم سفينة نووية: (سفينة سافاناه النووية[الإنجليزية])
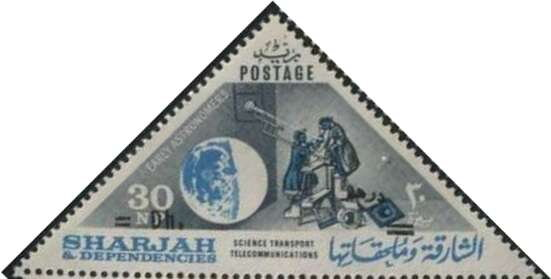
30 درهما علماء فلك من العصور الوسطى
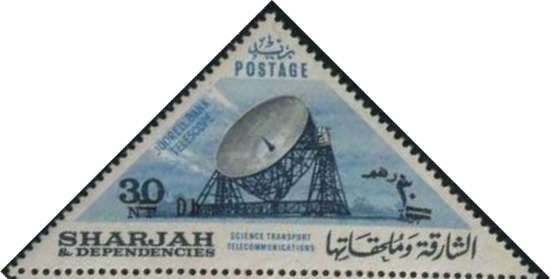
30 درهما مقراب راديوي في مرصد جودريل بنك
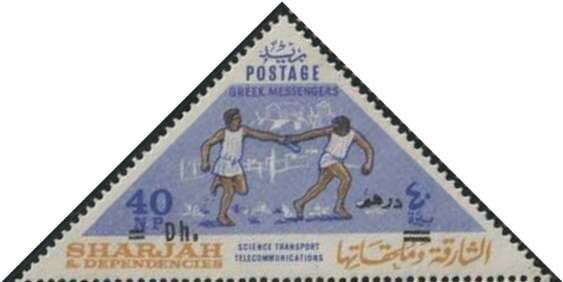
40 درهما مرسال إغريقي
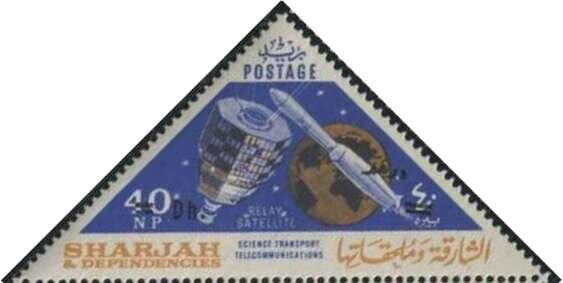
40 درهما قمر تتبع صاروخ دلتا[الإنجليزية] وكوكب.
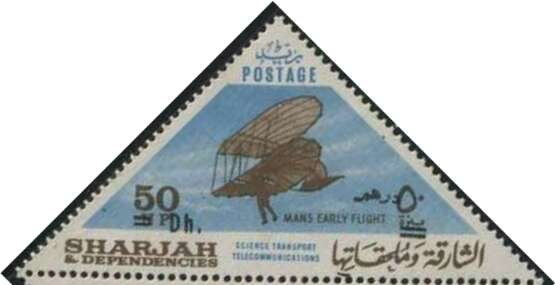
50 درهما طائرة شراعية من اختراع أوتو ليلينتال
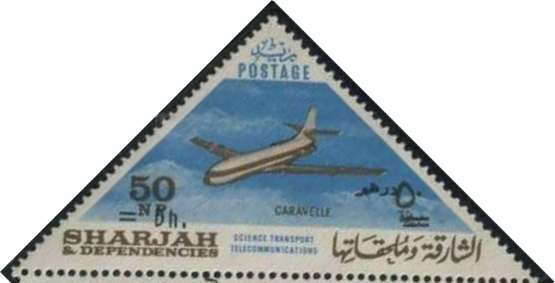
50 درهما طائرة سود أفياسيون كارافيل
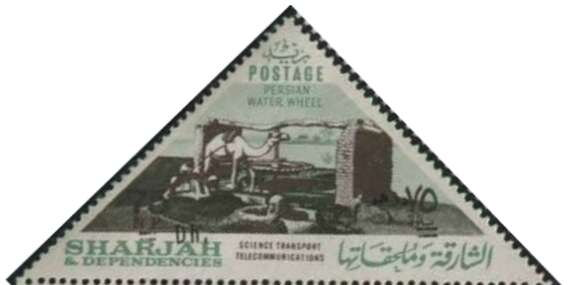
75 درهما دولاب مائي
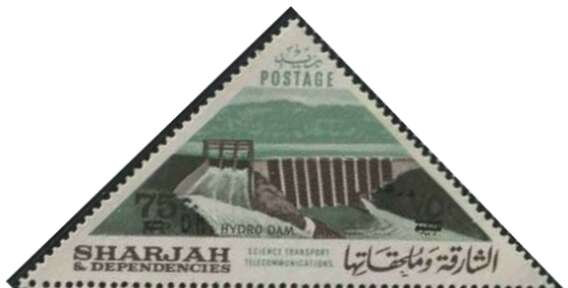
75 درهما سد طاقة كهرمائية
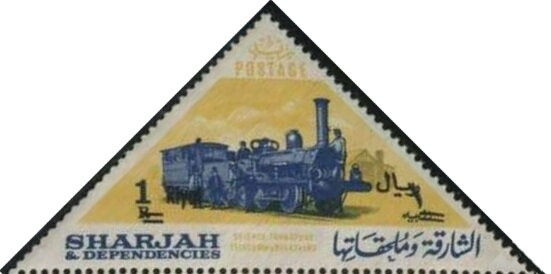
ريال واحد قاطرة بخارية (1845)
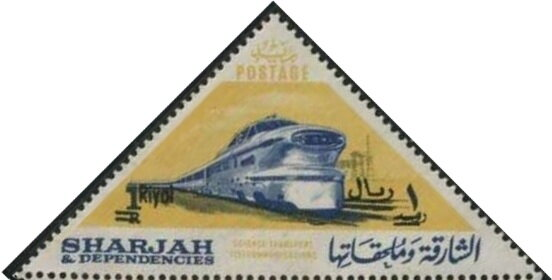
ريال واحد قاطرة ديزل (1965)

وهذه أيضا قائمة أزواج الطوابع المتجاورة المخرمة:

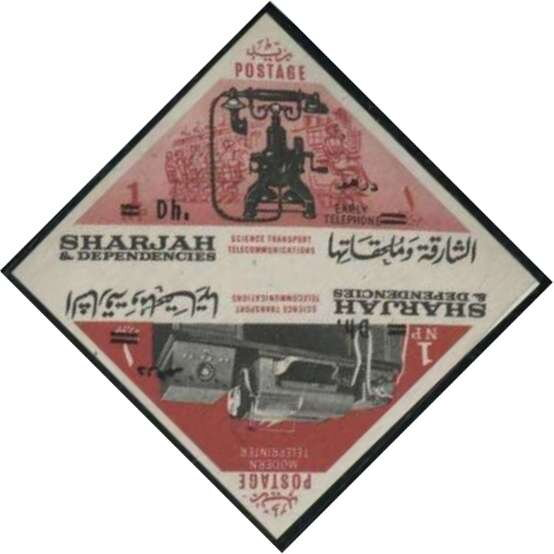
درهم واحد
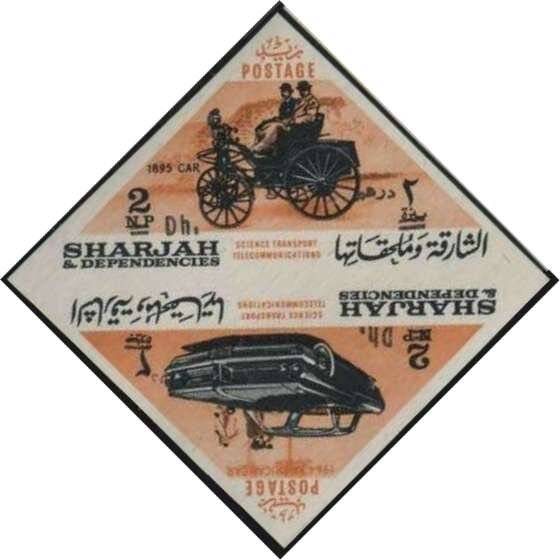
درهمان
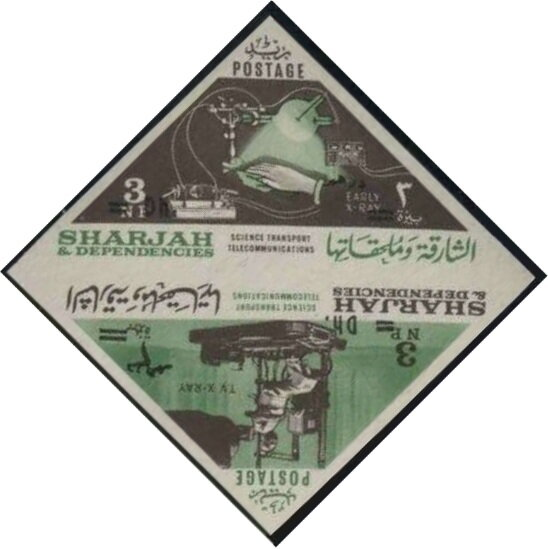
3 دراهم
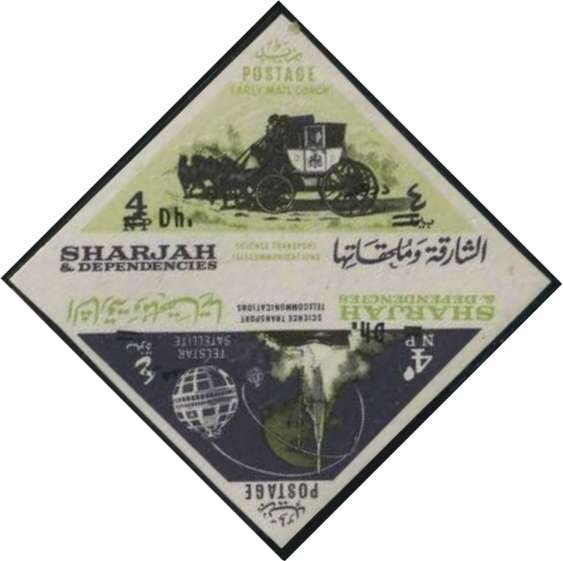
4 دراهم
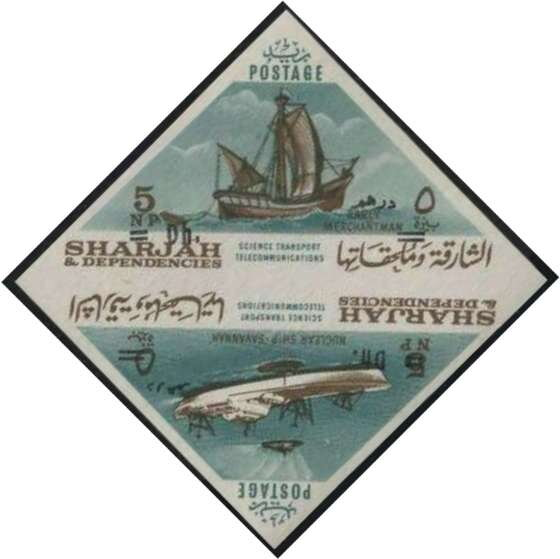
5 دراهم
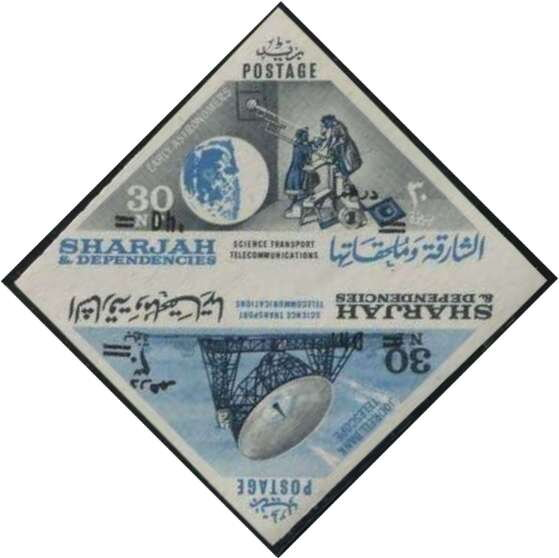
30 درهما
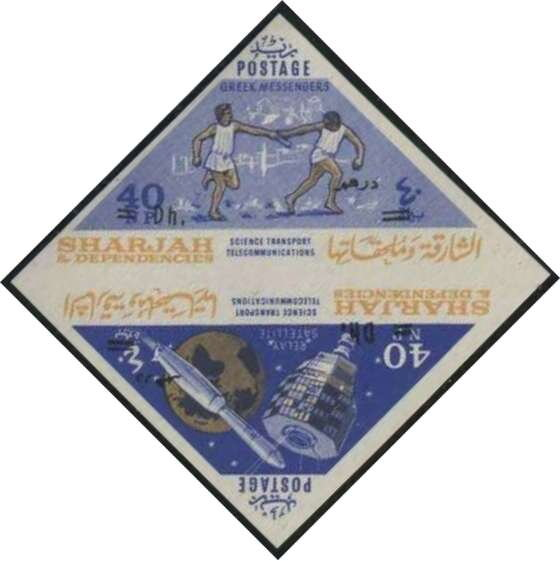
40 درهما
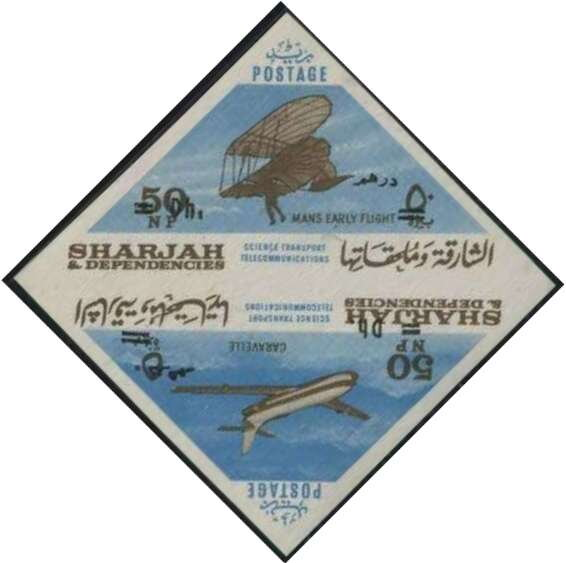
50 درهما
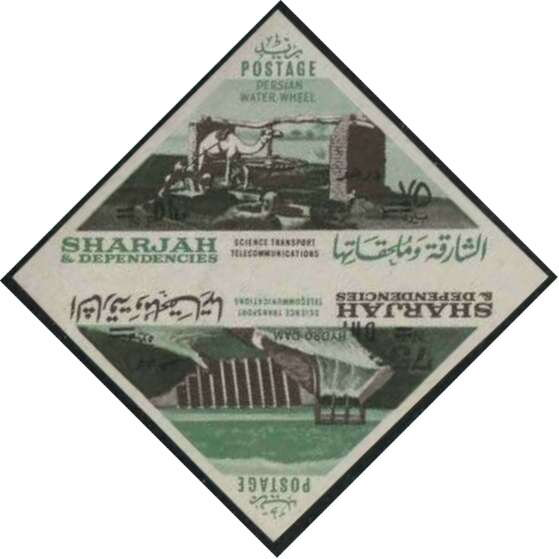
75 درهما
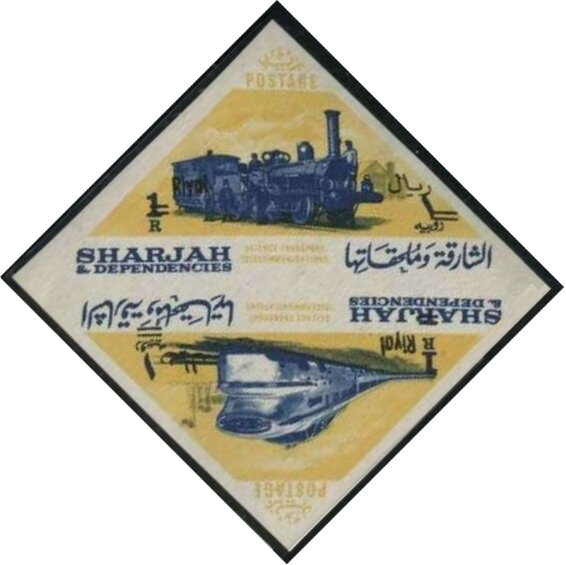
ريال واحد

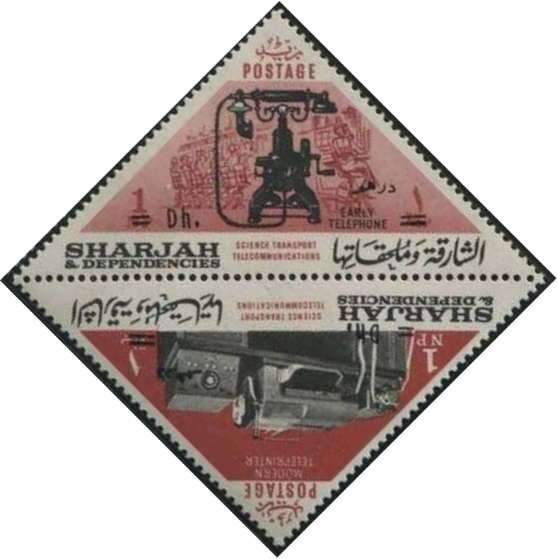
درهم واحد
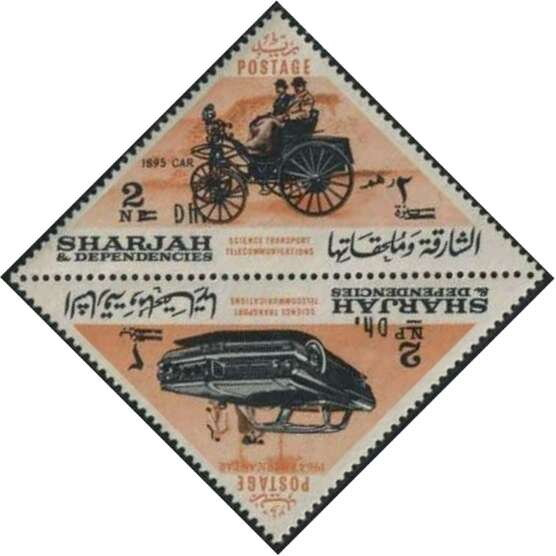
درهمان
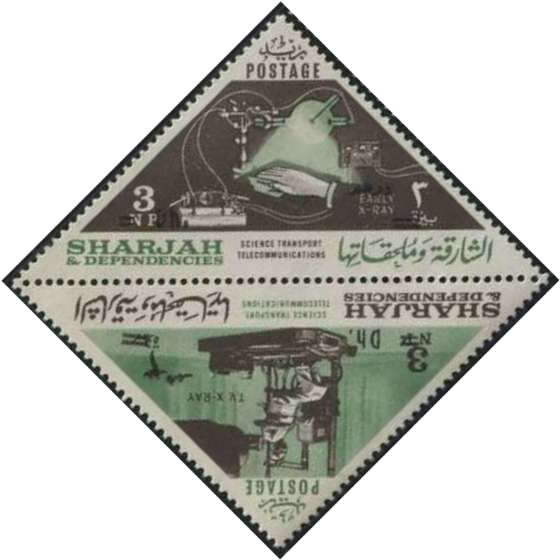
3 دراهم
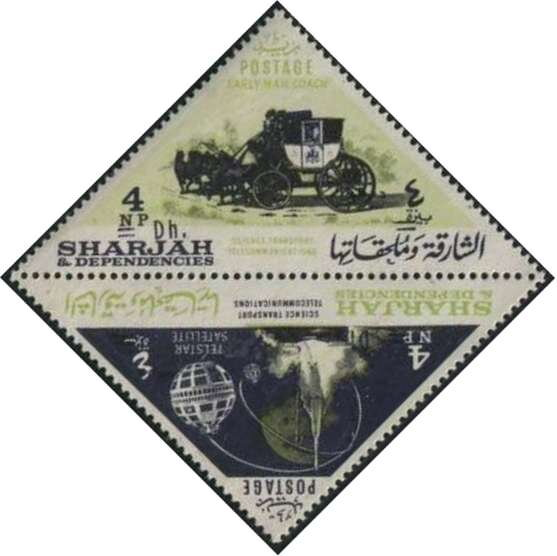
4 دراهم
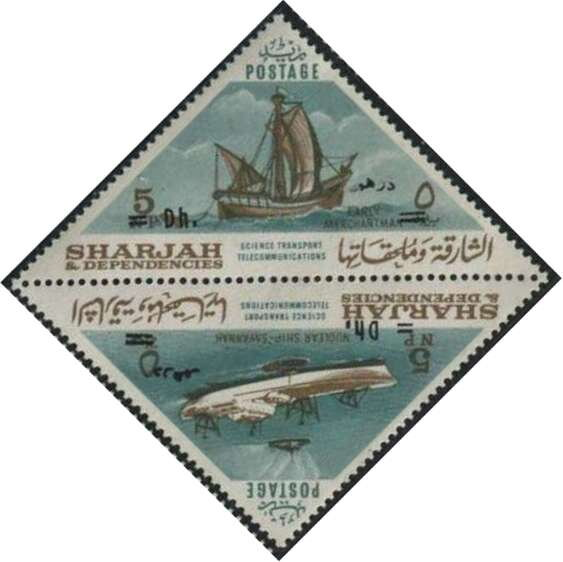
5 دراهم
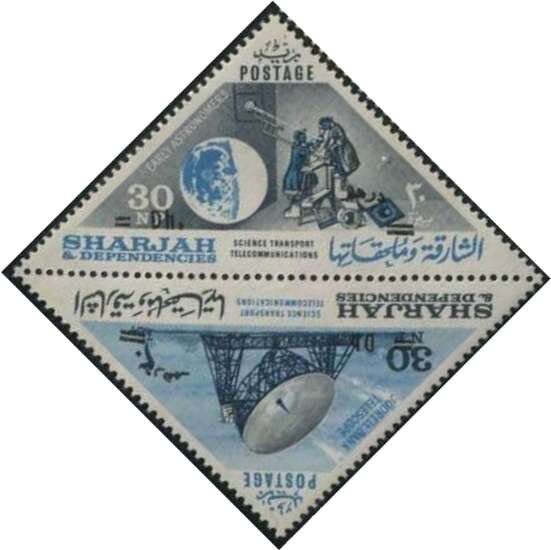
30 درهما
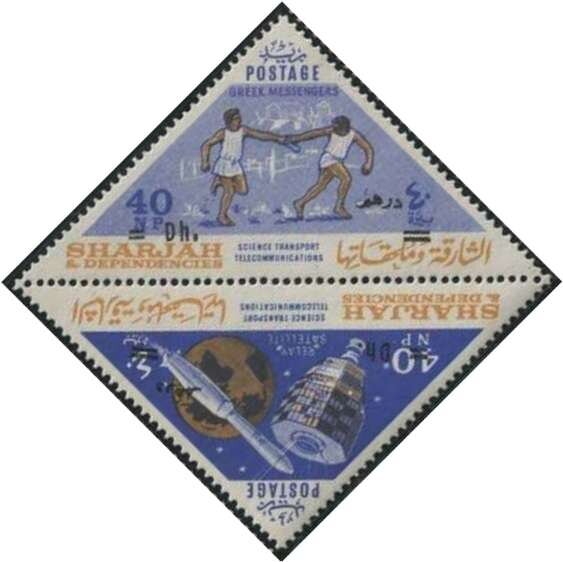
40 درهما
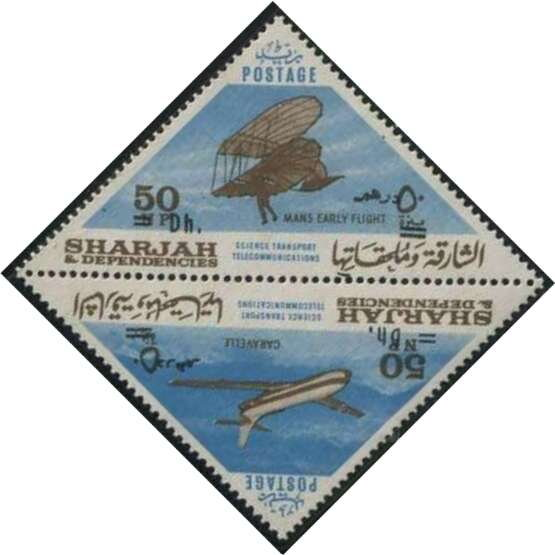
50 درهما
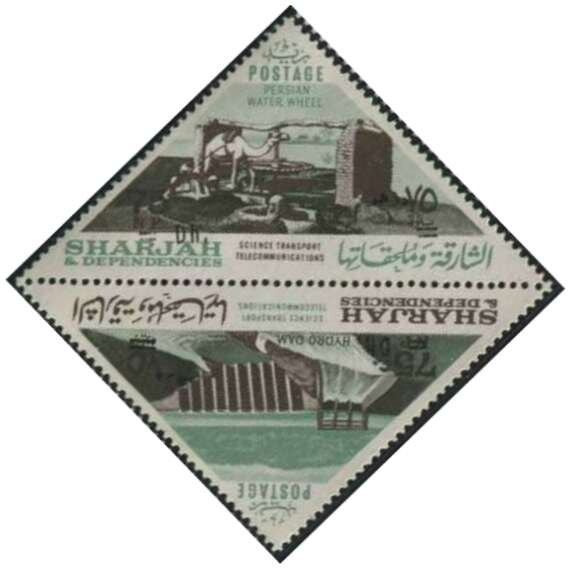
75 درهما
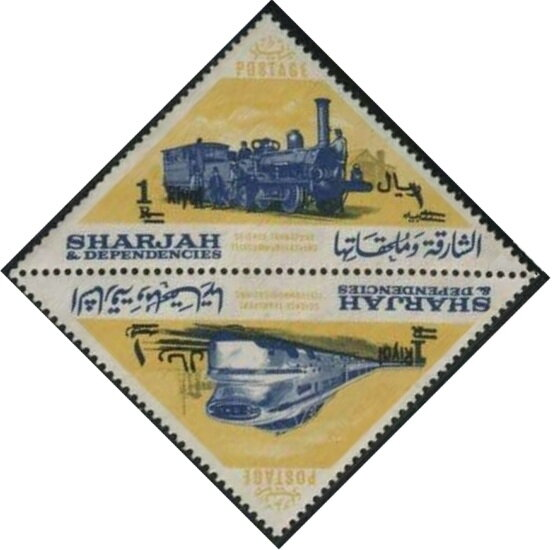
ريال واحد

وهذه صورة الطوابع غير المخرمة:

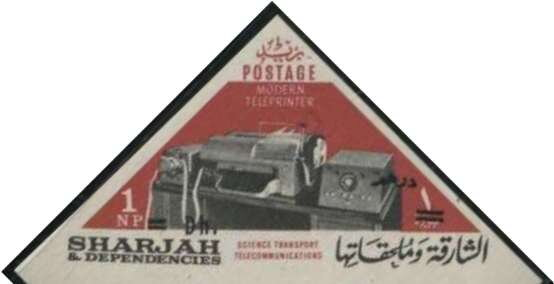
درهم واحد مبرقة كاتبة
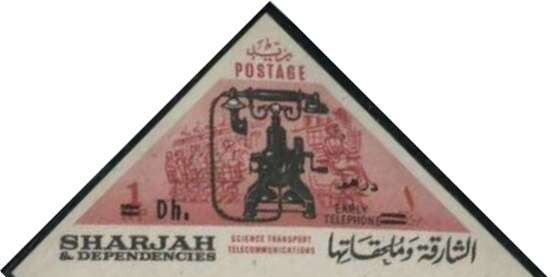
درهم واحد هاتف
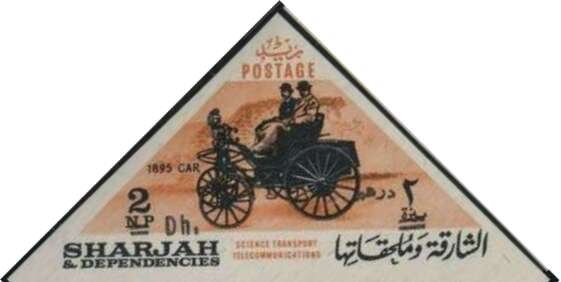
درهمان سيارة بنز فكتوريا[الإنجليزية] (1895)
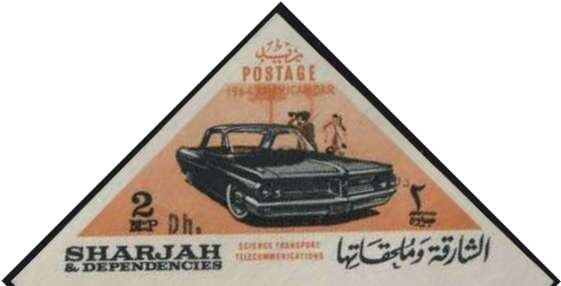
درهمان سيارة بونتياك (1964)
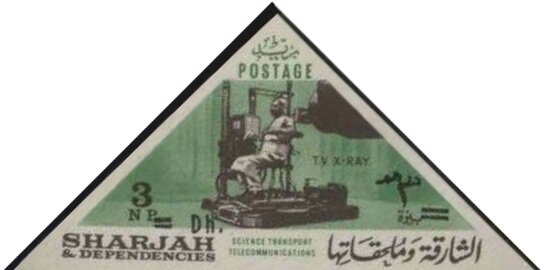
3 دراهم جهاز أشعة سينية قديم
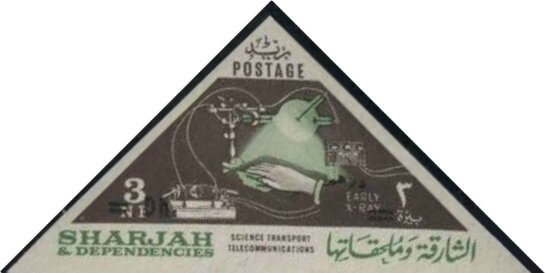
3 دراهم مشاهدة فحص الأشعة السينية بواسطة شاشة.
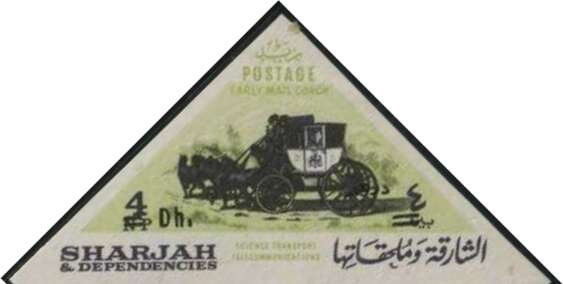
4 دراهم
غربة بريد[الإنجليزية]
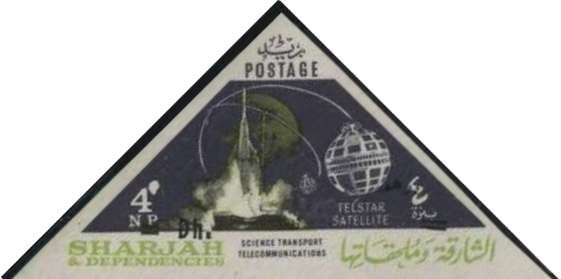
4 دراهم
صاروخ ثور دلتا[الإنجليزية] وقمر تلستار[الإنجليزية]
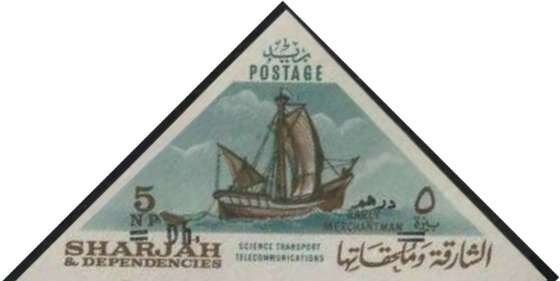
5 دراهم سفينة تجارية قديمة
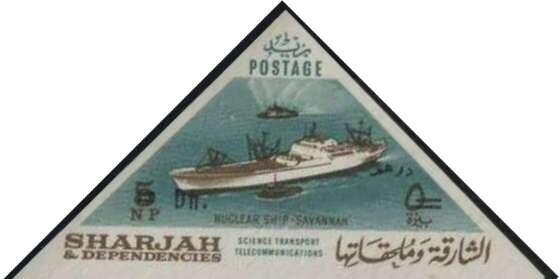
5 دراهم سفينة نووية: (سفينة سافاناه النووية[الإنجليزية])
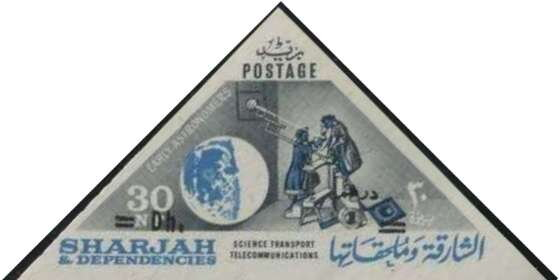
30 درهما علماء فلك من العصور الوسطى
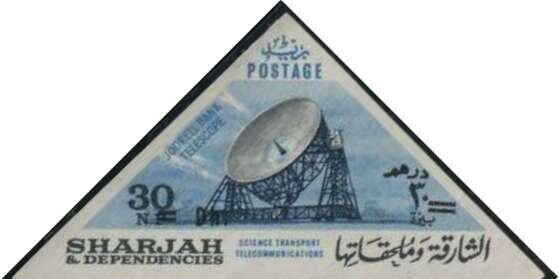
30 درهما مقراب راديوي في مرصد جودريل بنك
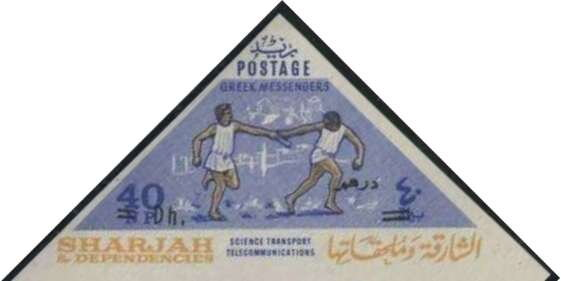
40 درهما مرسال إغريقي
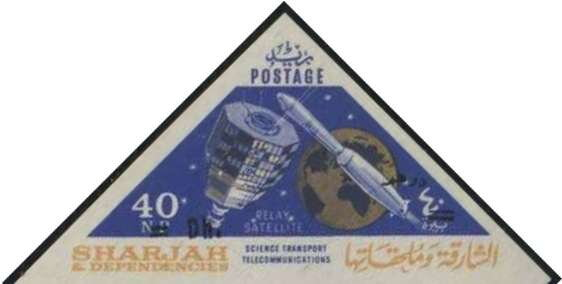
40 درهما قمر تتبع صاروخ دلتا[الإنجليزية] وكوكب.
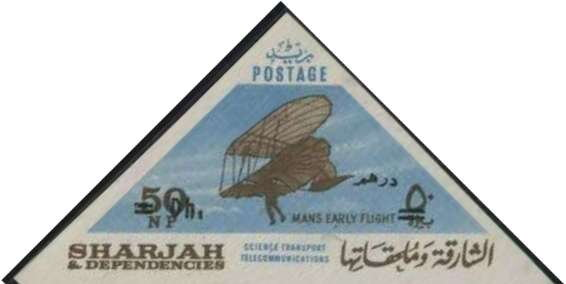
50 درهما طائرة شراعية من اختراع أوتو ليلينتال
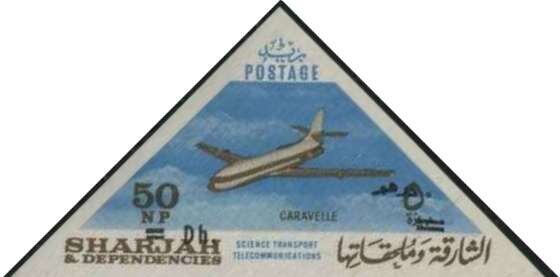
50 درهما طائرة سود أفياسيون كارافيل
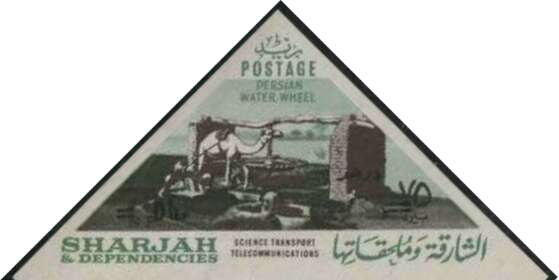
75 درهما دولاب مائي
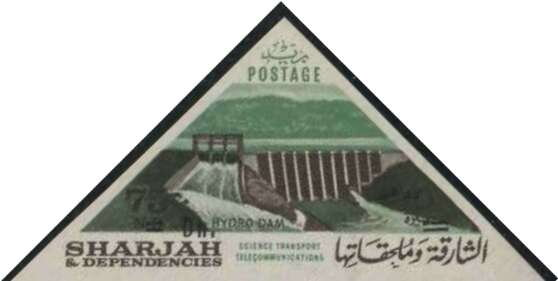
75 درهما سد طاقة كهرمائية
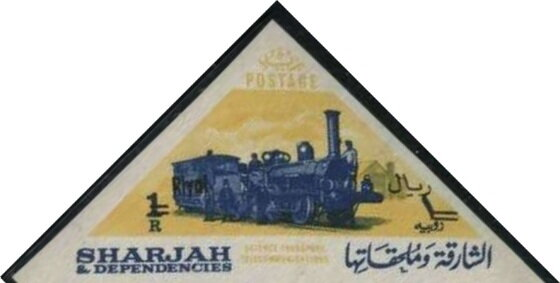
ريال واحد قاطرة بخارية (1845)
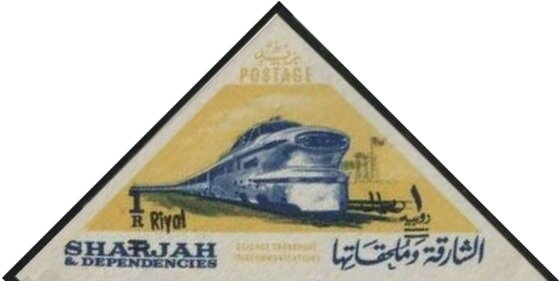
ريال واحد قاطرة ديزل (1965)

وهذه أيضا قائمة أزواج الطوابع المتجاورة غير المخرمة:
- درهم واحد
- درهمان
- 3 دراهم
- 4 دراهم
- 5 دراهم
- 30 درهما
- 40 درهما
- 50 درهما
- 75 درهما
- ريال واحد

### توشيح الإصدارات الموشحة بشطب صورة الشيخ صقر بن سلطان القاسمي
كذلك في سبتمبر 1966، وشحت طوابع الإصدارات الموشحة بشطب صورة الشيخ صقر بن سلطان القاسمي عام 1965 بتغيير العملة من البيزة والروبية إلى الدرهم والريال:

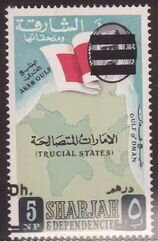
5 دراهم
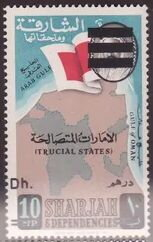
10 دراهم
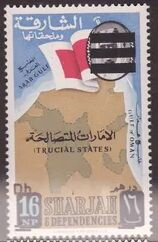
16 درهما
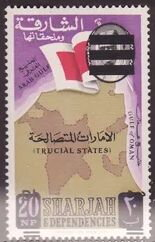
20 درهما
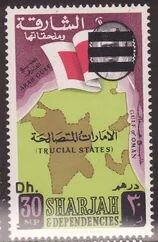
30 درهما
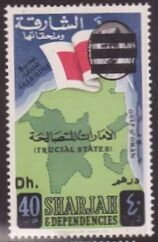
40 درهما
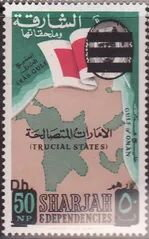
50 درهما

### توشيح الطوابع الفضية
كذلك في سبتمبر 1966، وشحت طوابع إصدارات الطوابع الفضية الصادرة في 3 يناير 1966 بتغيير العملة من البيزة والروبية إلى الدرهم والريال:

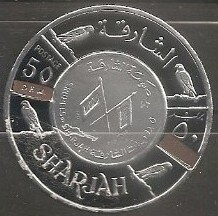
50 درهما
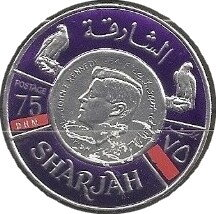
75 درهما
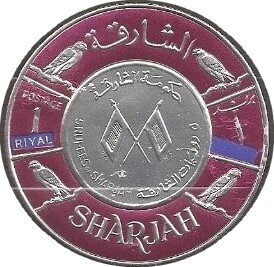
ريال واحد
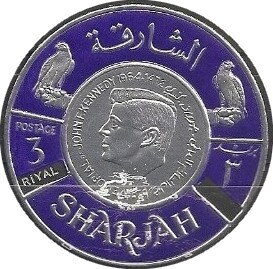
3 ريالات
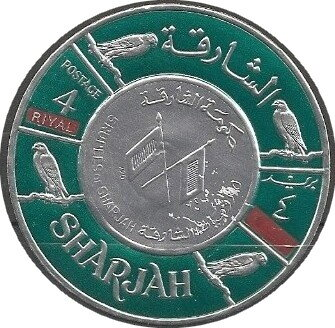
4 ريالات
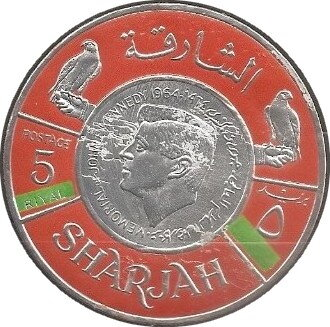
5 ريالات

### توشيح إصدارات الدورة الرياضية العربية

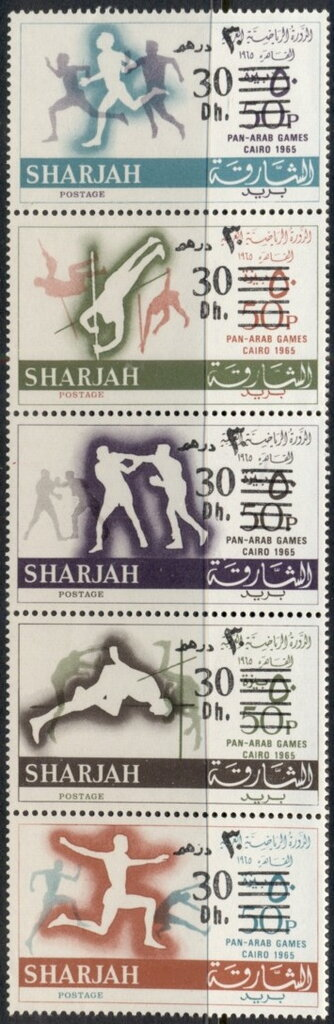
الطوابع الخمسة في شريط من طوابع متجاورة.

كذلك في سبتمبر 1966، وشحت طوابع إصدارات الدورة الرياضية العربية الصادرة عام 1965 بتغيير القيمة من 50 بيزة إلى 30 درهما:

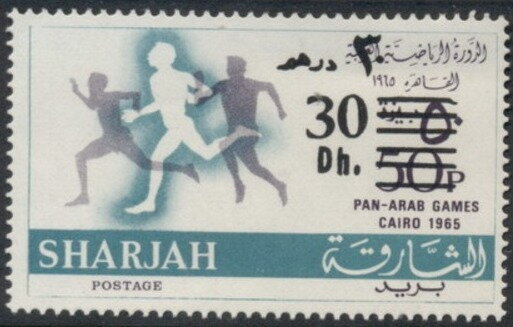
الركض
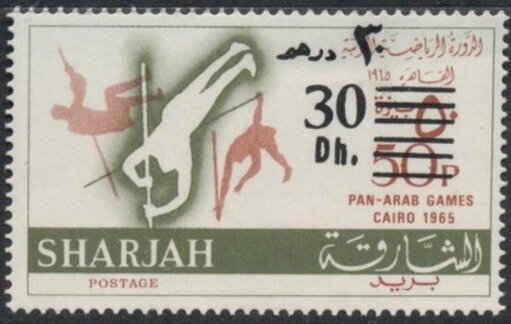
القفز بالزانة
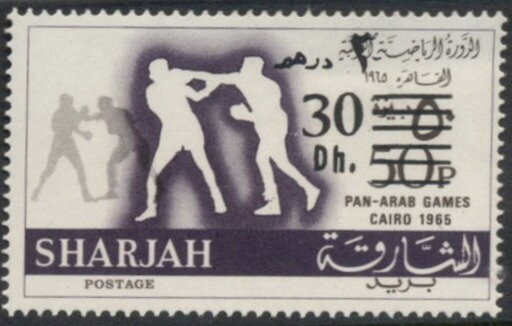
الملاكمة
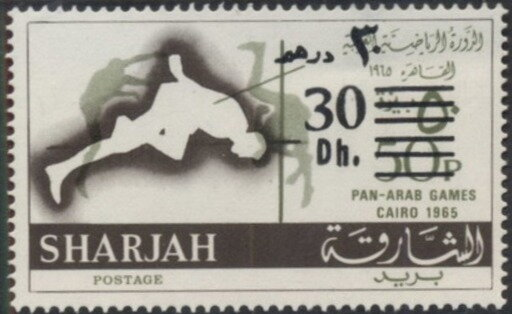
القفز العالي
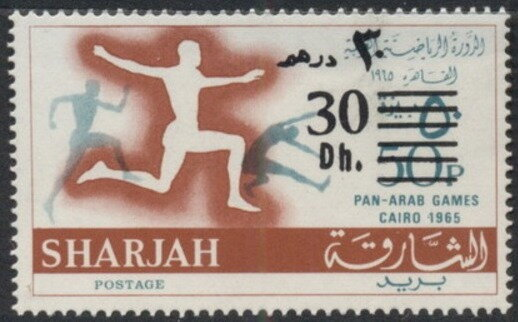
القفز العريض

### توشيح إصدارات الأسماك
كذلك في سبتمبر 1966، وشحت طوابع إصدارات الأسماك الصادرة في في 1 مايو 1966 بتغيير العملة من البيزة والروبية إلى الدرهم والريال:
- درهم واحد
سمكة العلم طويلة الزعنفة
(Heniochus acuminatus)
- درهمان
سمك الجراح الهندي[الإنجليزية]
(Zebrasoma desjardinii)
- 3 دراهم
عنفوز إمبراطوري[الإنجليزية]
(Pomacanthus imperator))
- 4 دراهم
البلطي الزيلي
(Tilapia melanopleura)
- 5 دراهم
سمكة الزناد البرتقالية[الإنجليزية]
(Balistapus undulatus)
- 15 درهما
سمكة الأصبع
(Monodactylus argenteus)
- 20 دراهم
سمكة الفراشة المزخرفة[الإنجليزية]
(Chaetodon ornatissimus)
- 30 درهما
شوش
(Zanclus cornutus)
- 40 درهما
ملاك ملكي
(Pygoplites diacanthus)
- 50 درهما
البلطي الزيلي
(Tilapia melanopleura)
- 75 درهما
سمكة الزناد البرتقالية[الإنجليزية]
(Balistapus undulatus)
- ريال واحد
ملاك ملكي
(Pygoplites diacanthus)
- ريالان
شوش
(Zanclus cornutus)
- 3 ريالات
سمكة الفراشة المزخرفة[الإنجليزية]
(Chaetodon ornatissimus)
- 4 ريالات
سمكة الأصبع
(Monodactylus argenteus)
- 5 ريالات
عنفوز إمبراطوري[الإنجليزية]
(Pomacanthus imperator))
- 10 ريالات
سمكة العلم طويلة الزعنفة
(Heniochus acuminatus)

كما توفر إصدار موشح آخر لكن كلمة درهم باللغة الإنجليزية (Dirham) اختصرت بالحرفين (Dh.) وكذلك ملاحظة طابع الريال باختلاف في مكان كلمة "ريال" باللغة العربية

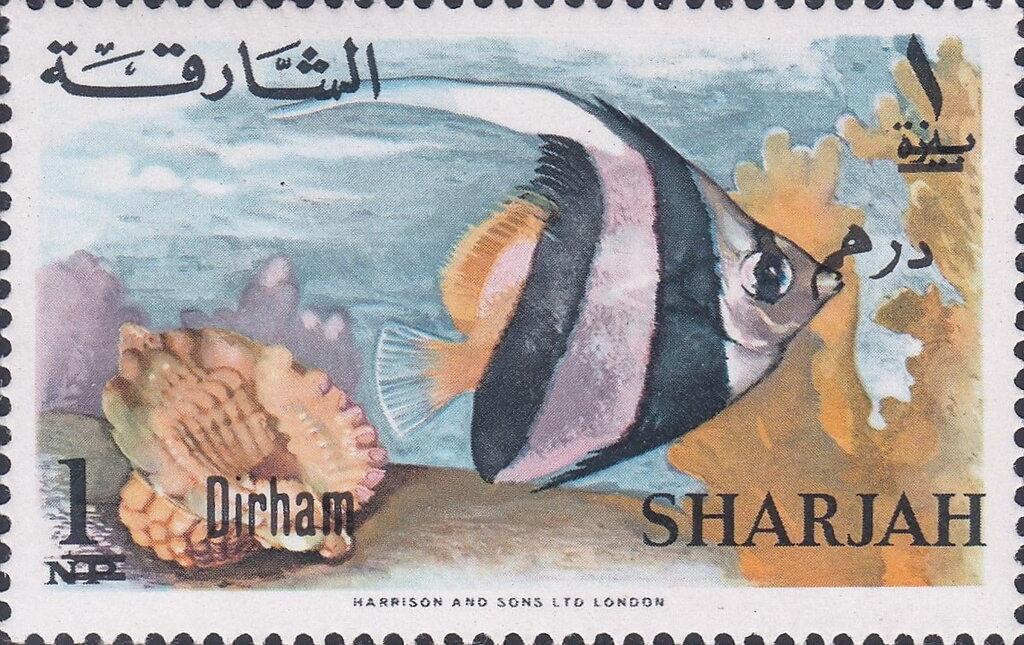
درهم واحد سمكة العلم طويلة الزعنفة (Heniochus acuminatus)
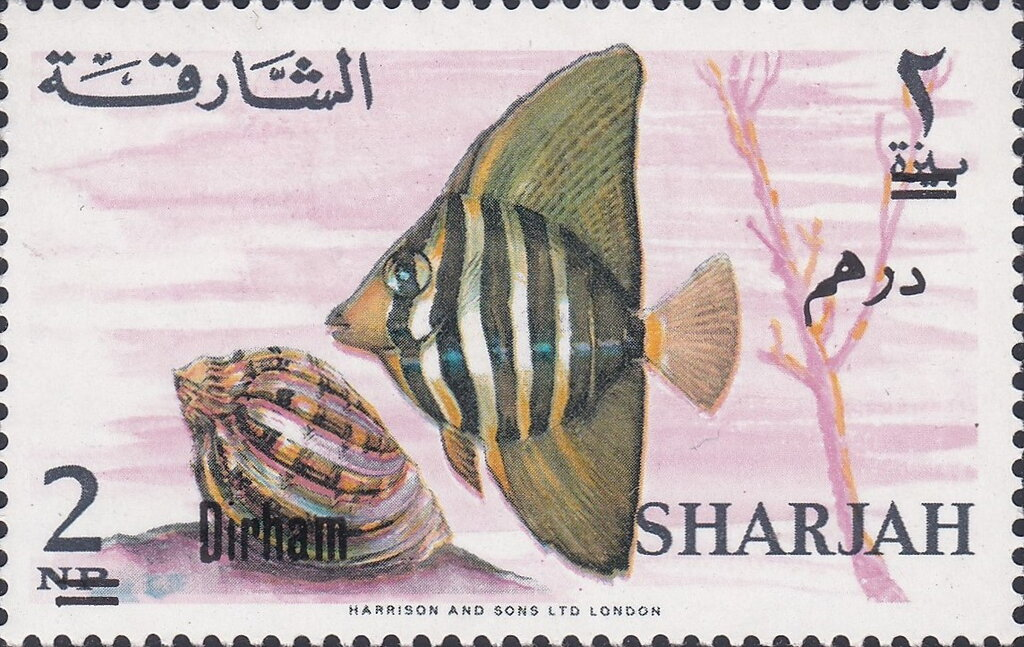
درهمان سمك الجراح الهندي[الإنجليزية] (Zebrasoma desjardinii)
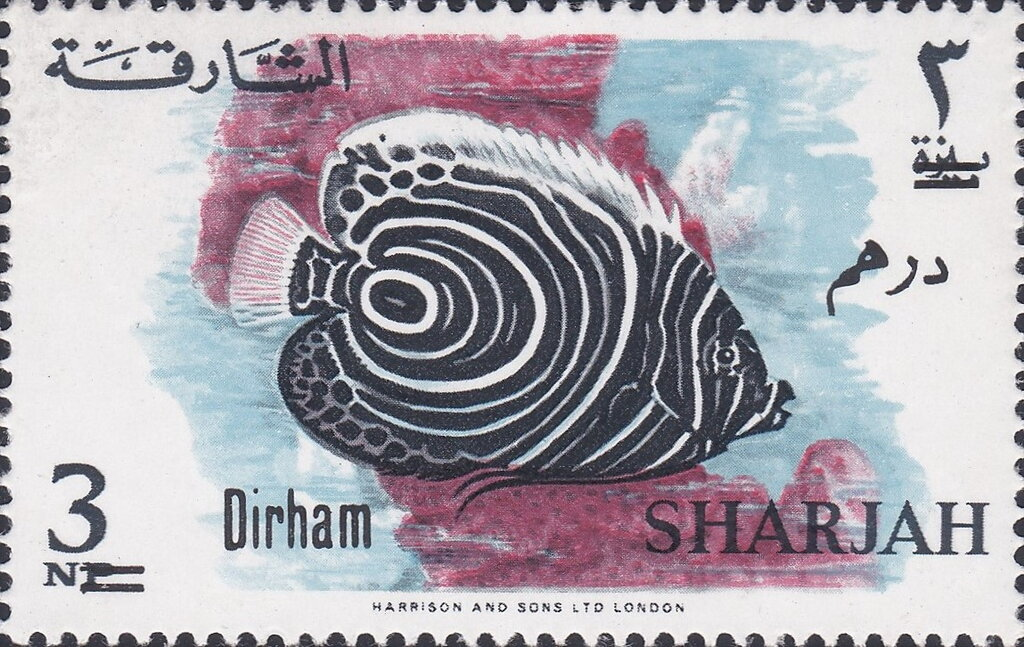
3 دراهم عنفوز إمبراطوري[الإنجليزية] (Pomacanthus imperator))
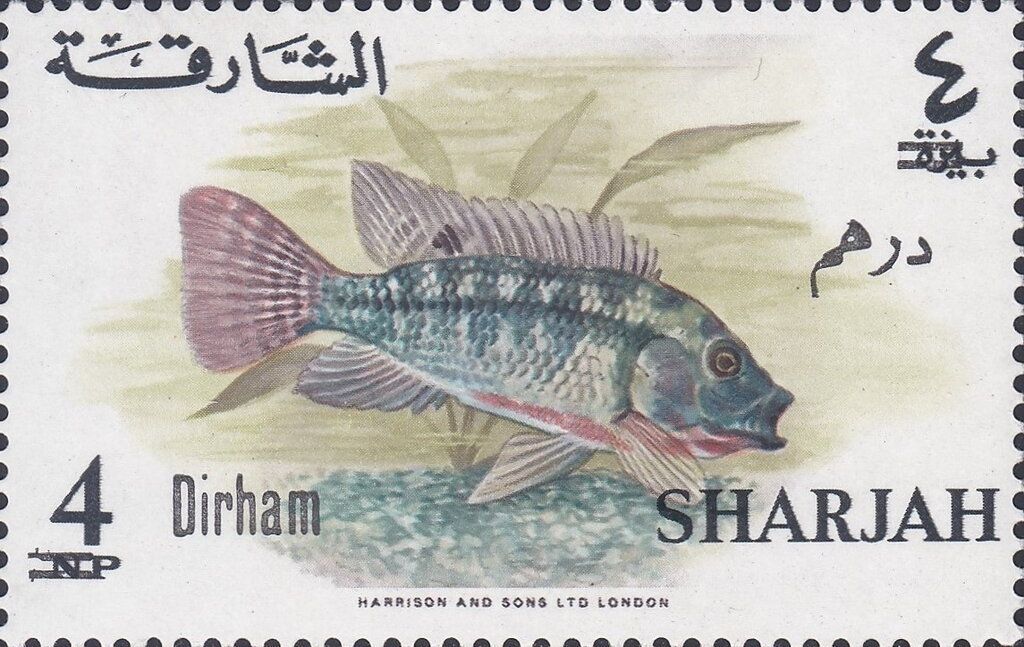
4 دراهم البلطي الزيلي (Tilapia melanopleura)
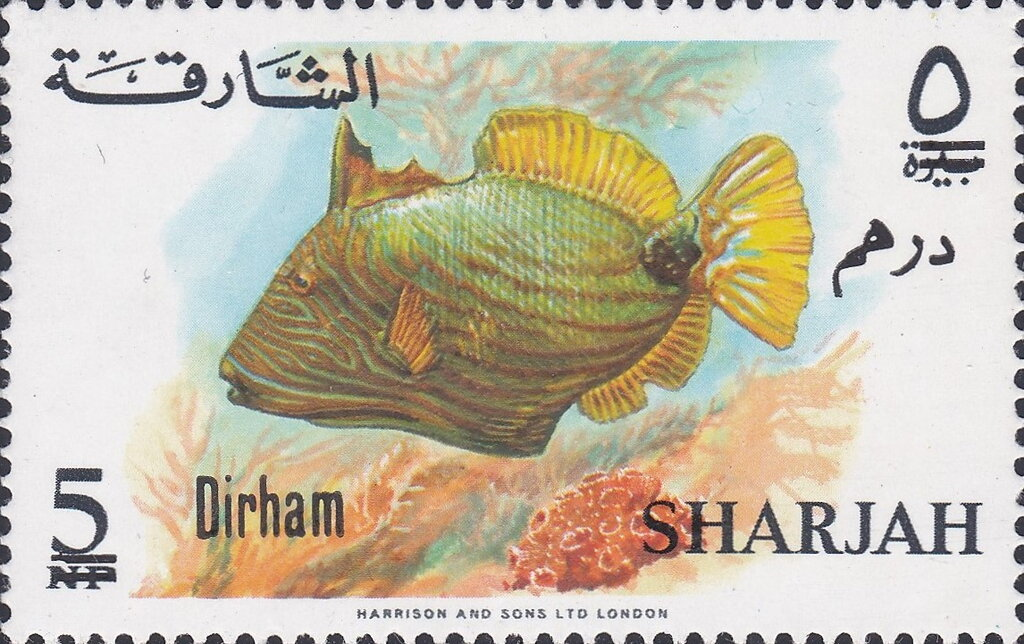
5 دراهم سمكة الزناد البرتقالية[الإنجليزية] (Balistapus undulatus)
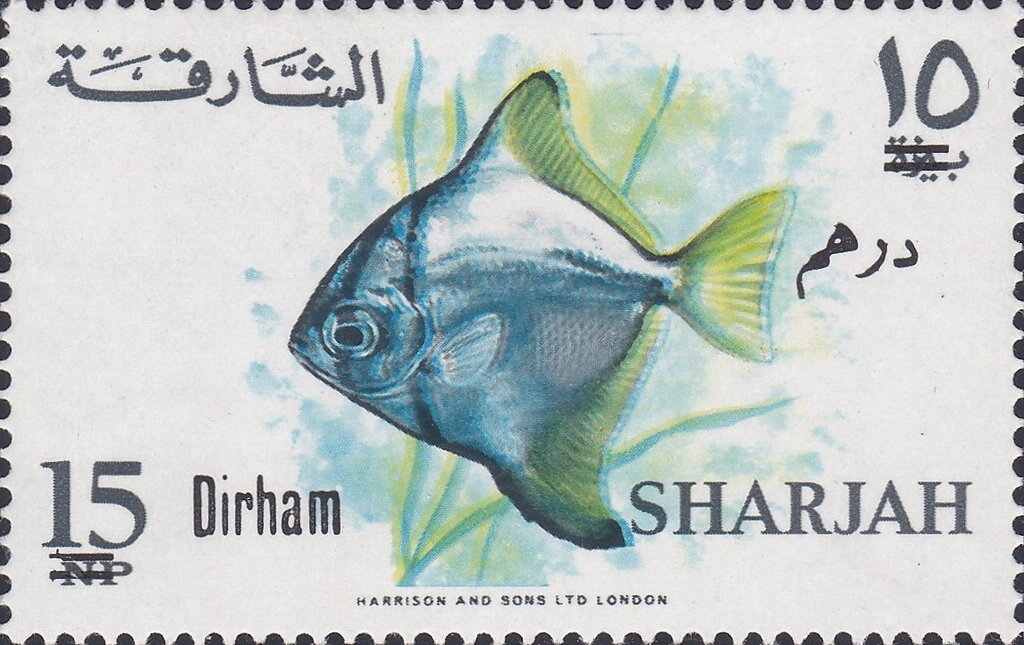
15 درهما سمكة الأصبع (Monodactylus argenteus)
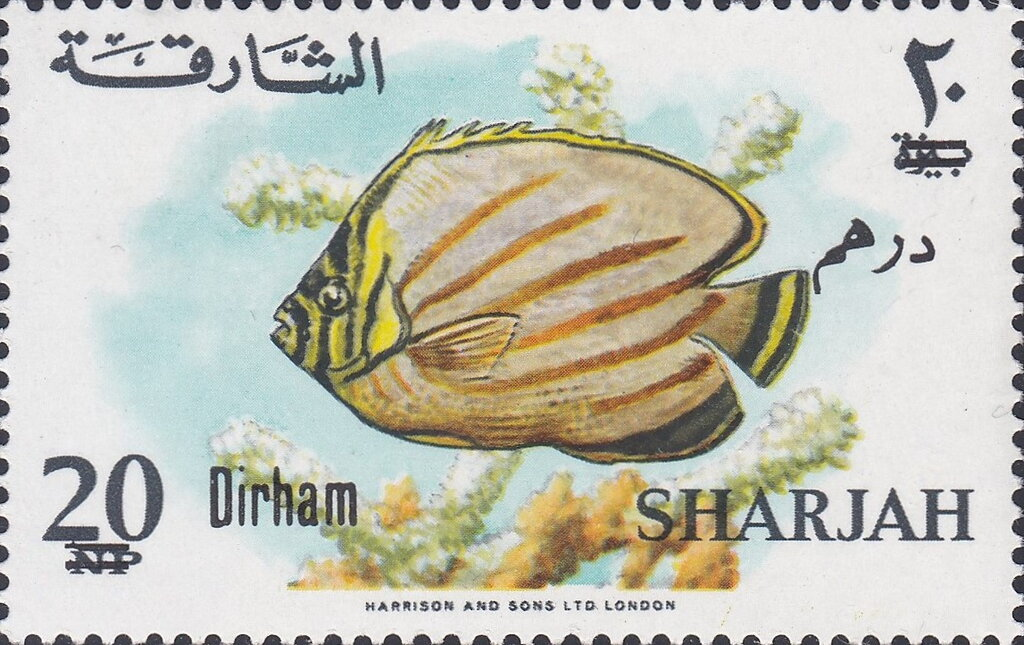
20 درهما سمكة الفراشة المزخرفة[الإنجليزية] (Chaetodon ornatissimus)
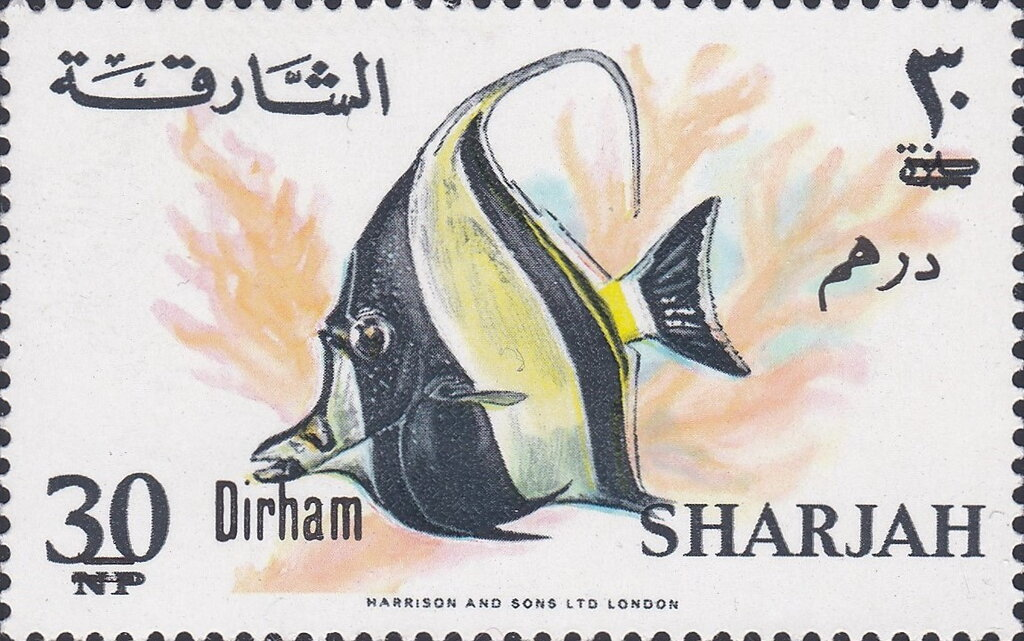
30 درهما شوش (Zanclus cornutus)
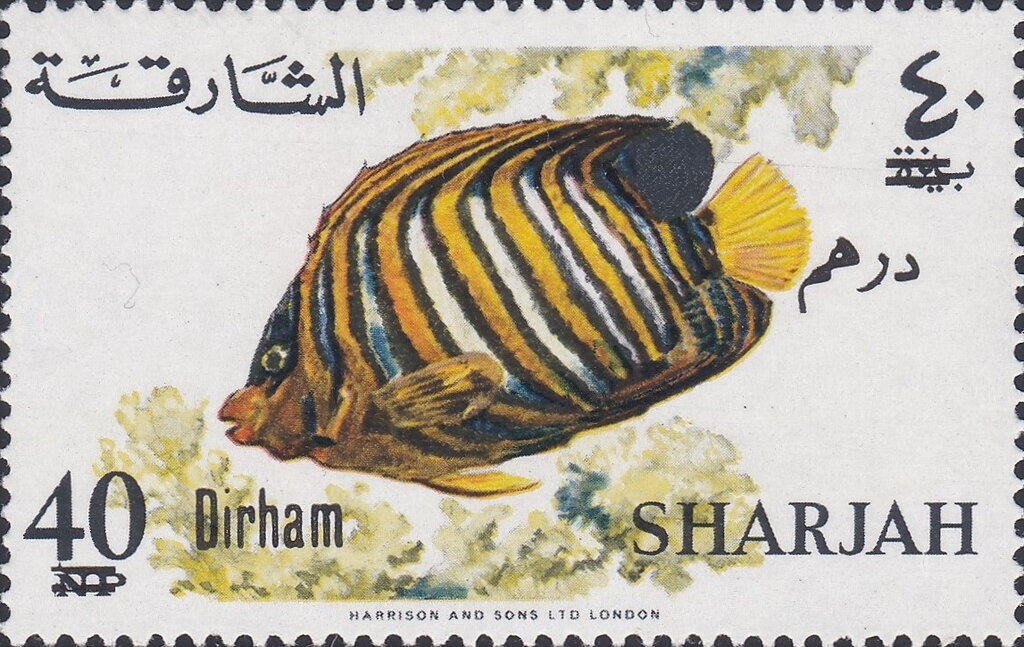
40 درهما ملاك ملكي (Pygoplites diacanthus)
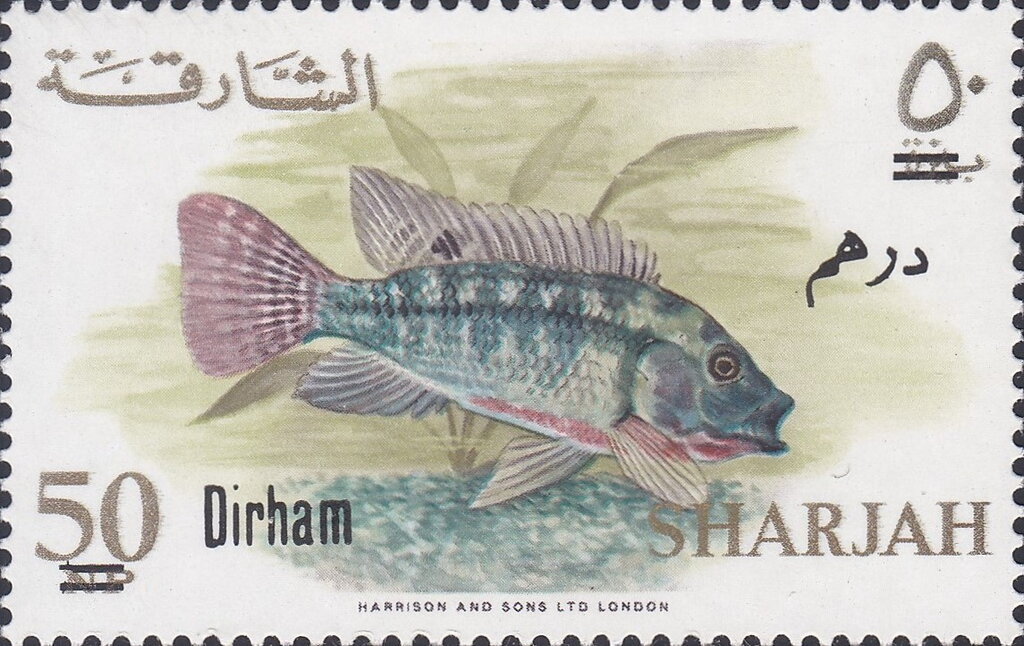
50 درهما البلطي الزيلي (Tilapia melanopleura)
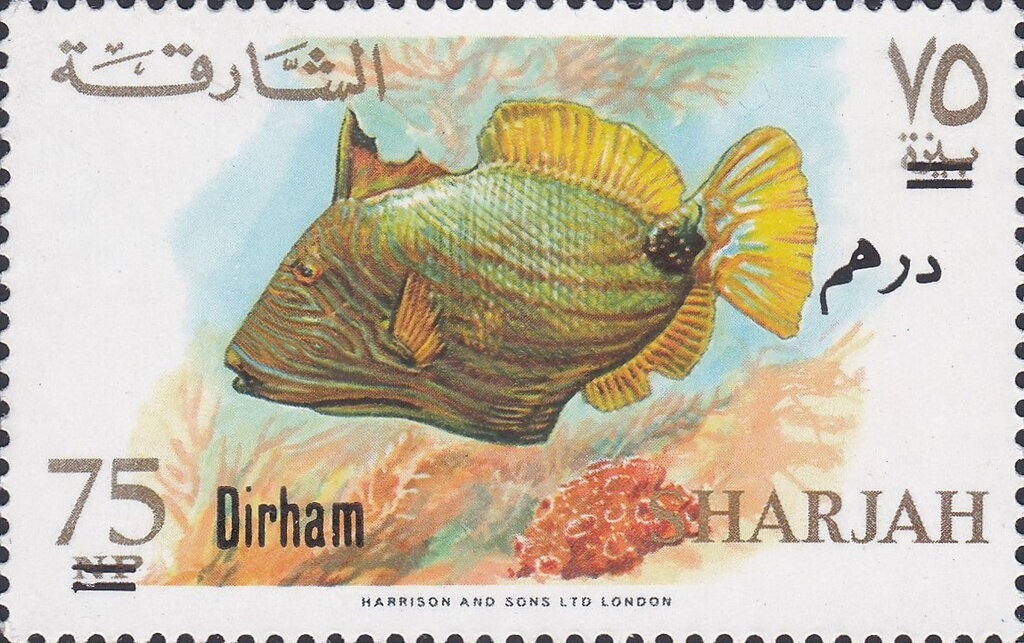
75 درهما سمكة الزناد البرتقالية[الإنجليزية] (Balistapus undulatus)
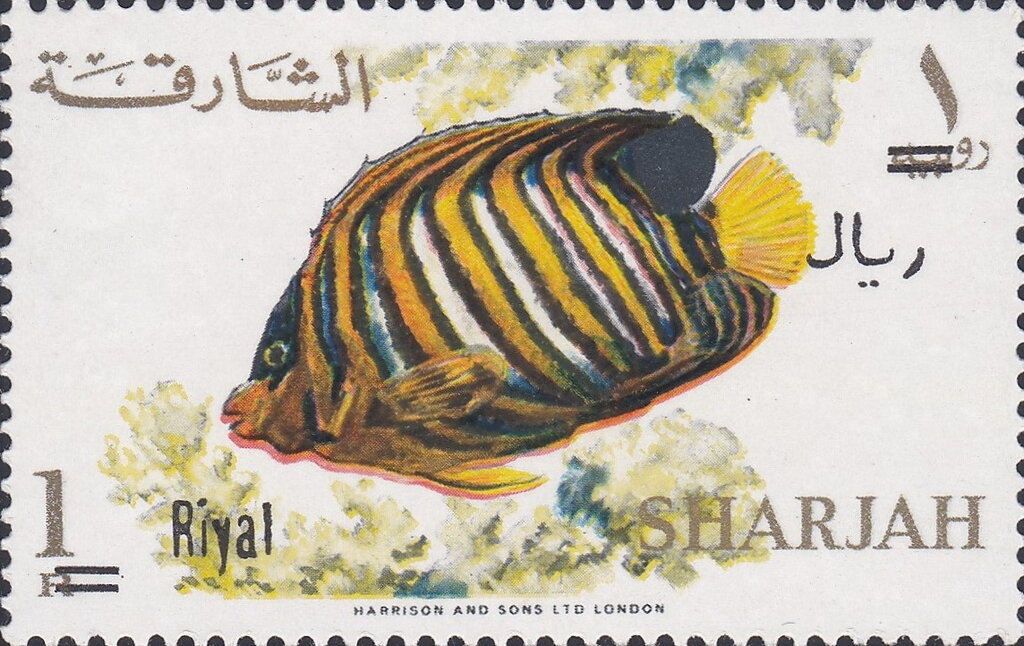
ريال واحد ملاك ملكي (Pygoplites diacanthus)
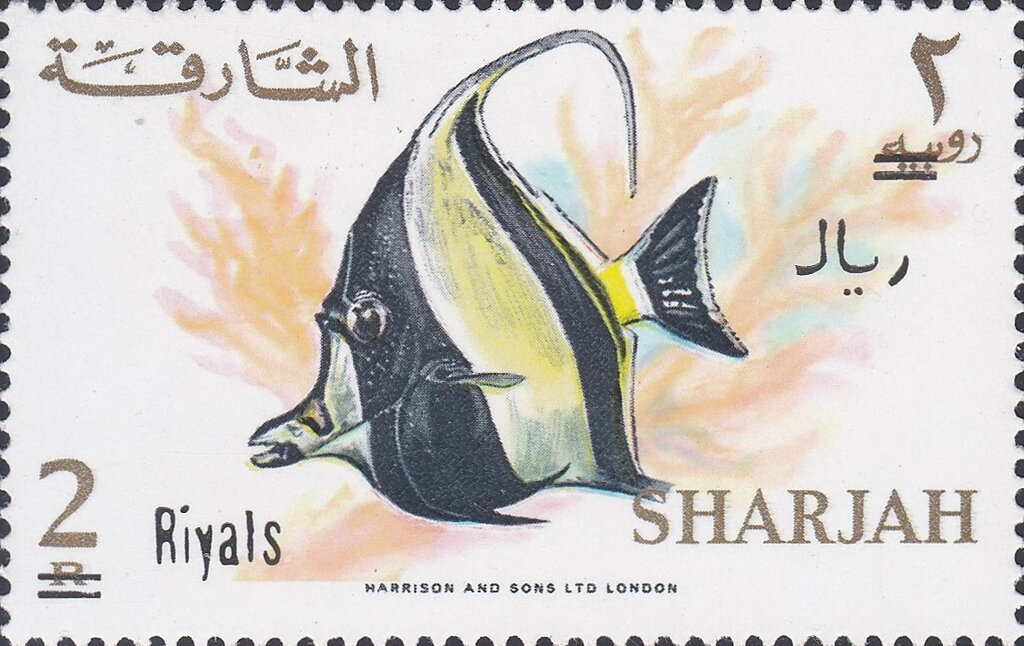
ريالان شوش (Zanclus cornutus)
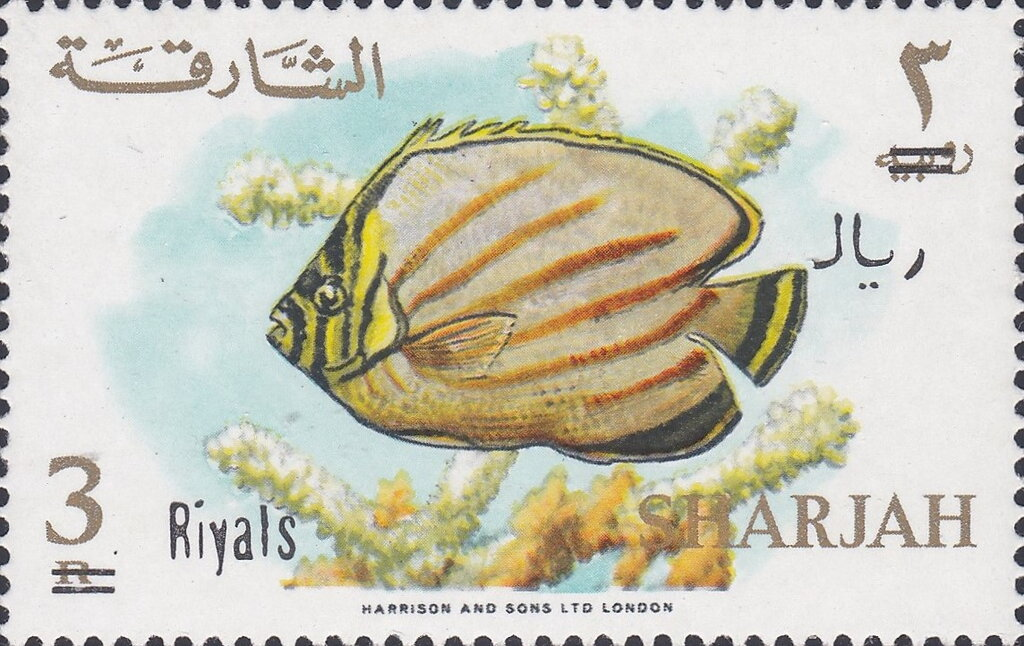
3 ريالات سمكة الفراشة المزخرفة (Chaetodon ornatissimus)
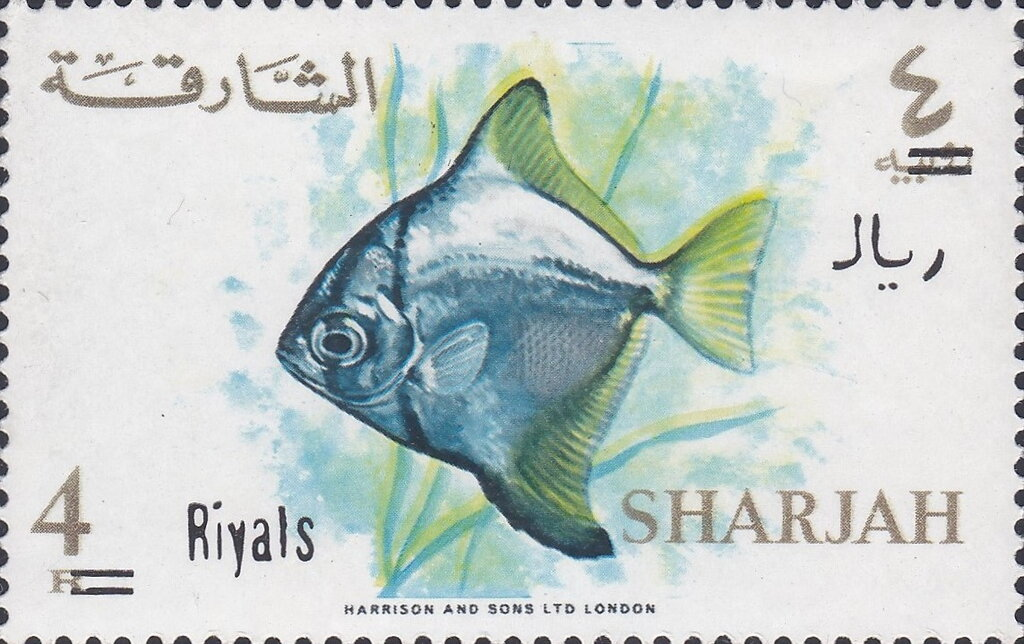
4 ريالات سمكة الأصبع (Monodactylus argenteus)
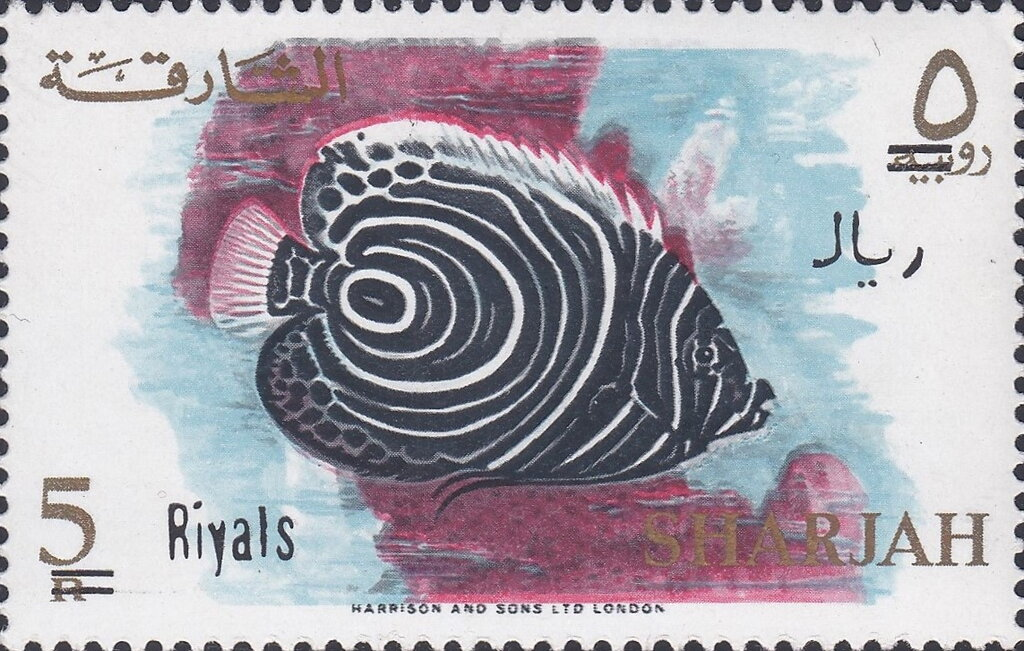
5 ريالات عنفوز إمبراطوري (Pomacanthus imperator))
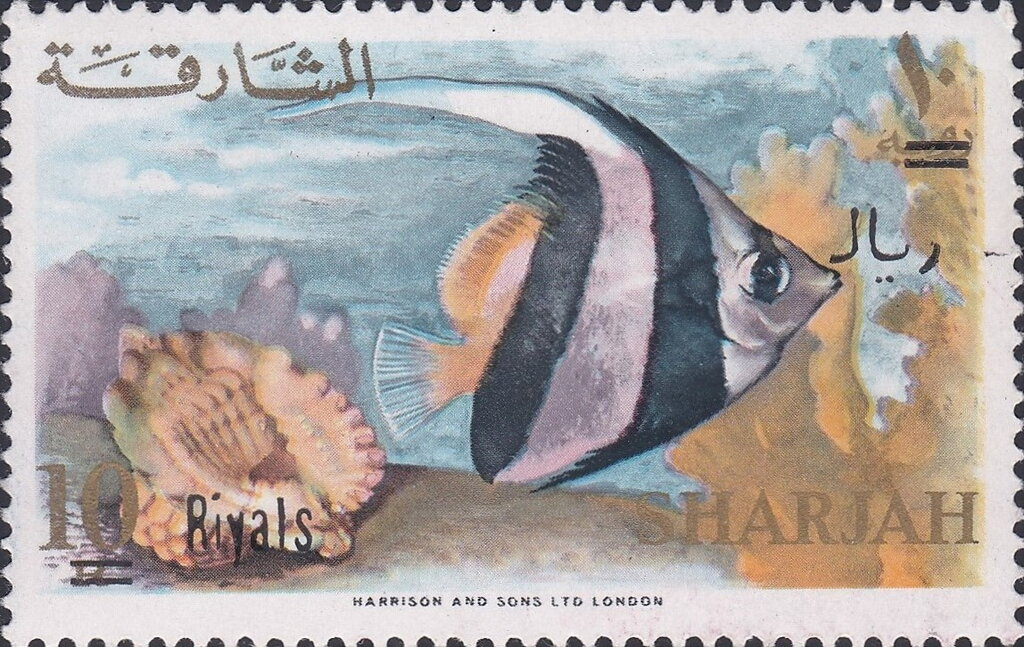
10 ريالات سمكة العلم طويلة الزعنفة (Heniochus acuminatus)

- ريال واحد
ملاك ملكي
(Pygoplites diacanthus)

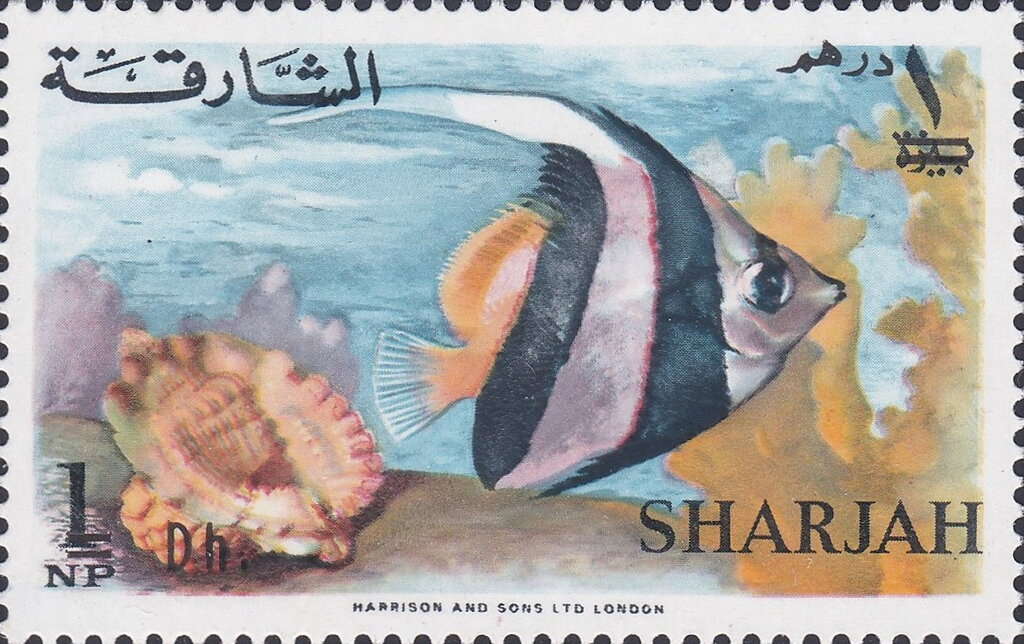
درهم واحد سمكة العلم طويلة الزعنفة (Heniochus acuminatus)
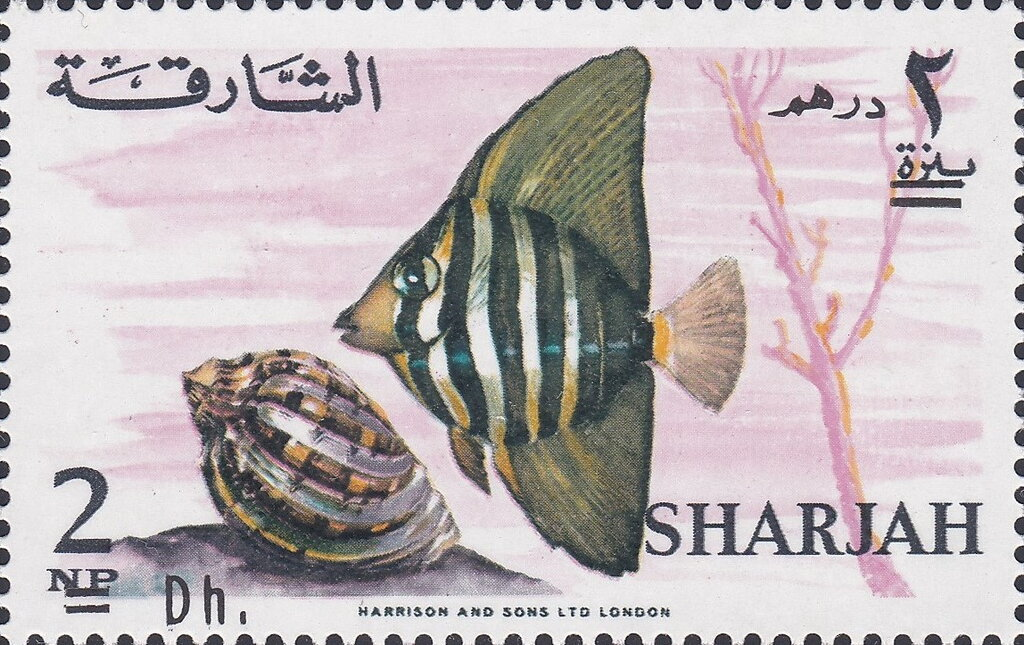
درهمان سمك الجراح الهندي (Zebrasoma desjardinii)
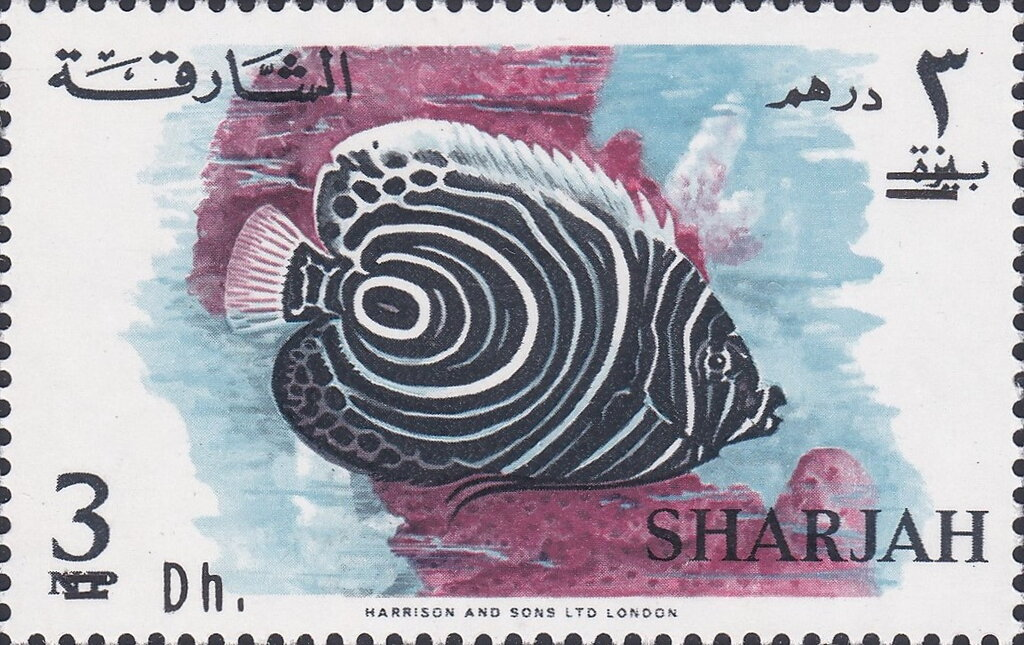
3 دراهم عنفوز إمبراطوري (Pomacanthus imperator))
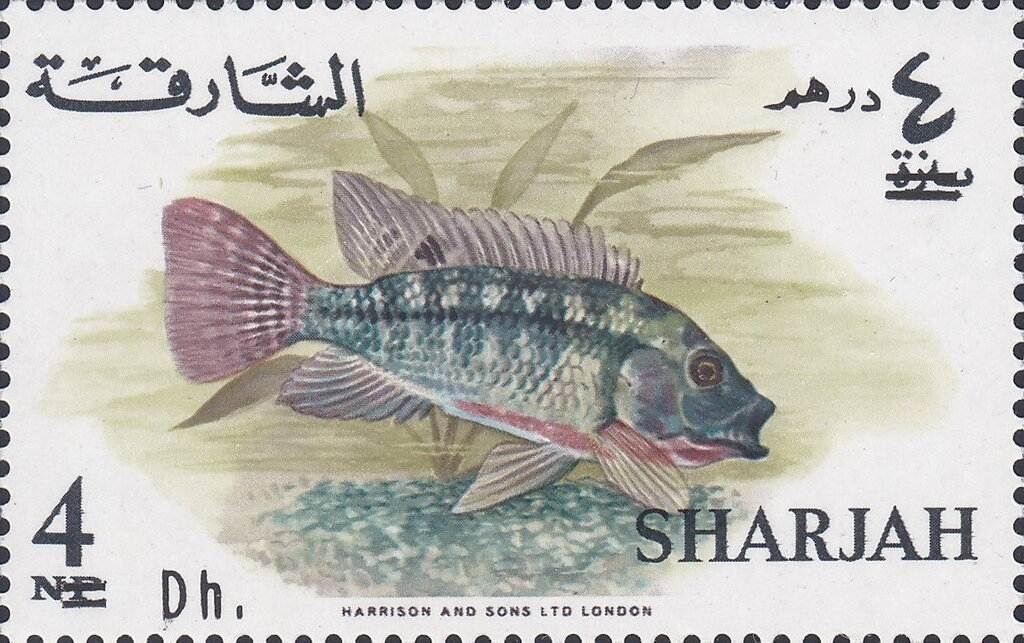
4 دراهم البلطي الزيلي (Tilapia melanopleura)
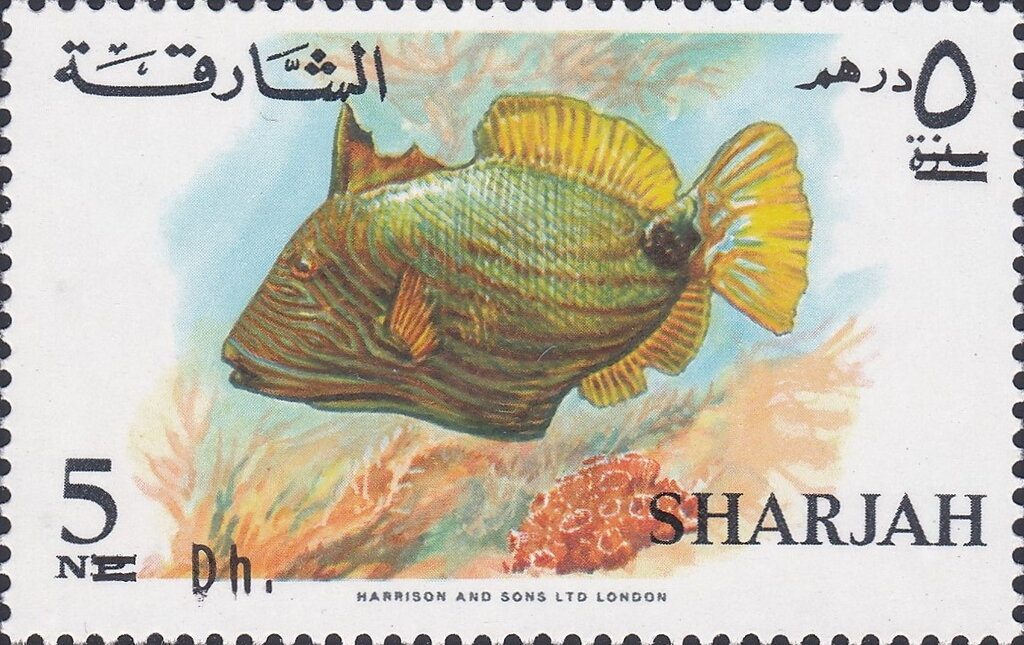
5 دراهم سمكة الزناد البرتقالية (Balistapus undulatus)
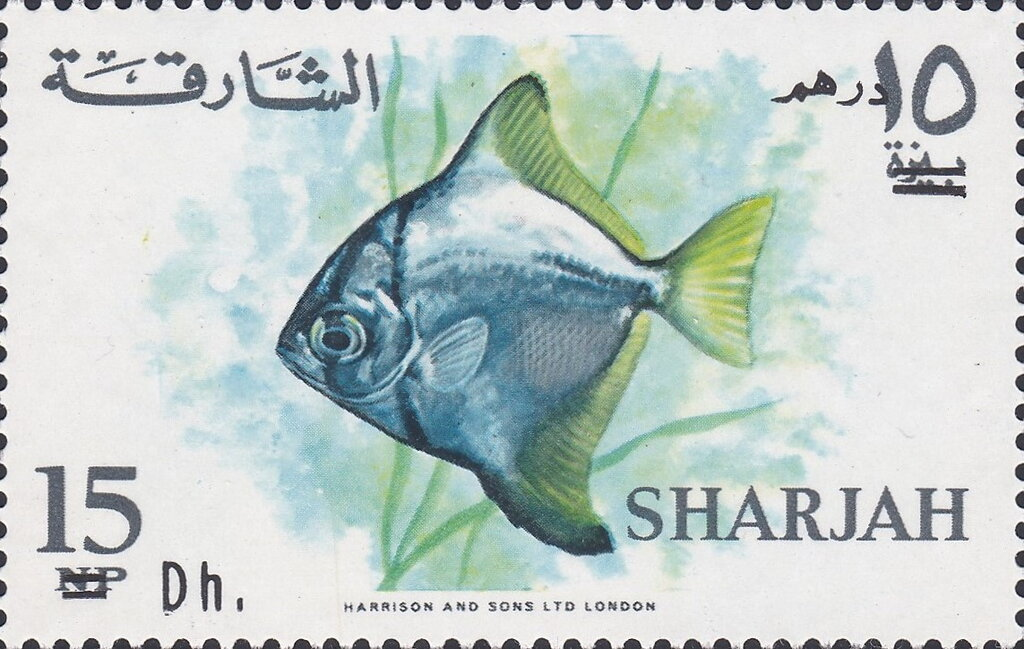
15 درهما سمكة الأصبع (Monodactylus argenteus)
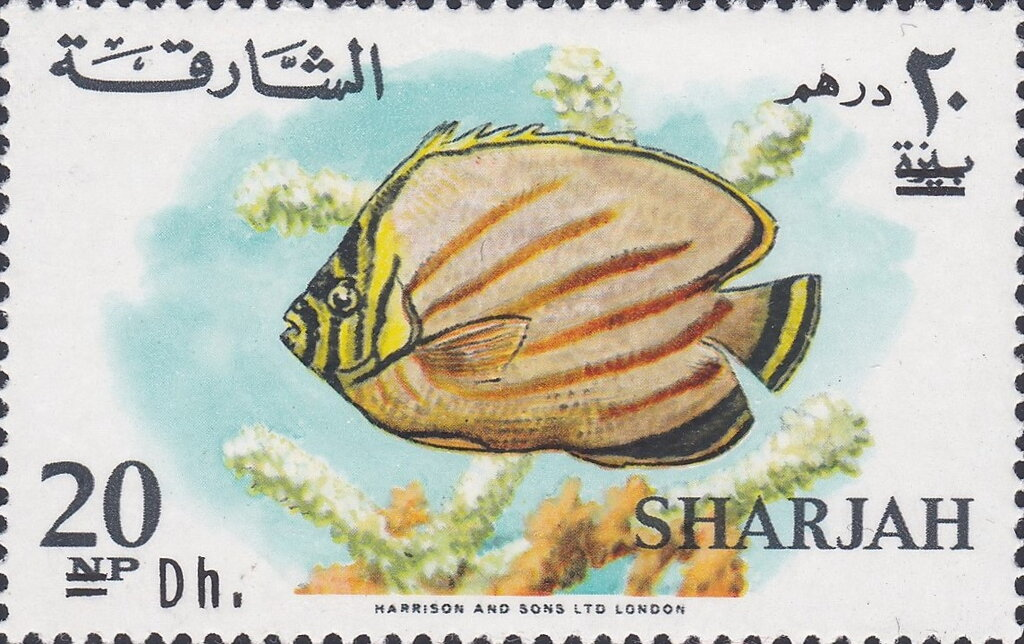
20 درهما سمكة الفراشة المزخرفة (Chaetodon ornatissimus)
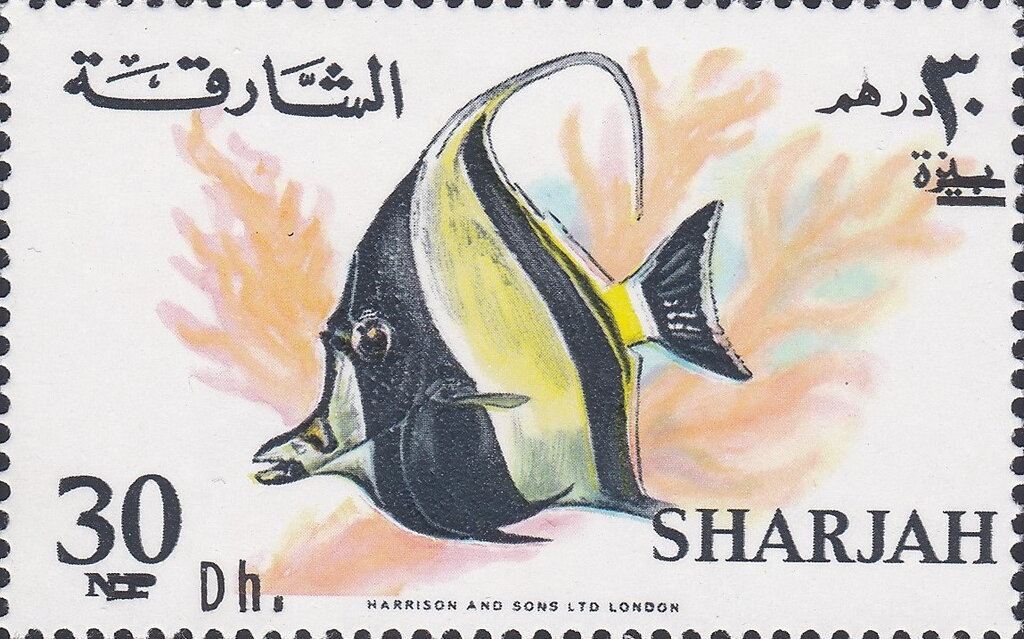
30 درهما شوش (Zanclus cornutus)
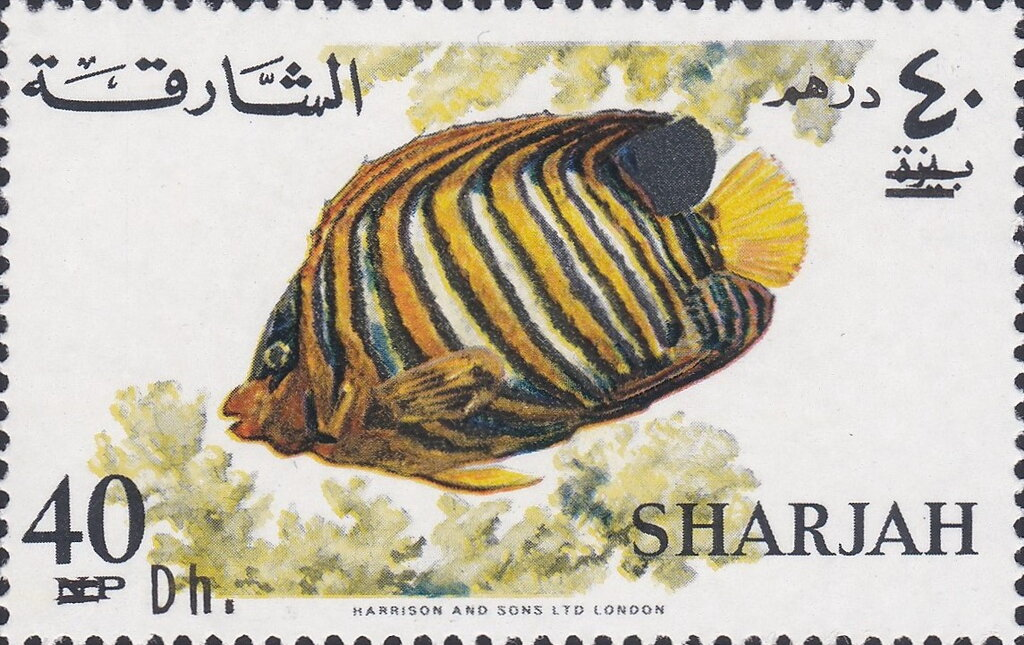
40 درهما ملاك ملكي (Pygoplites diacanthus)
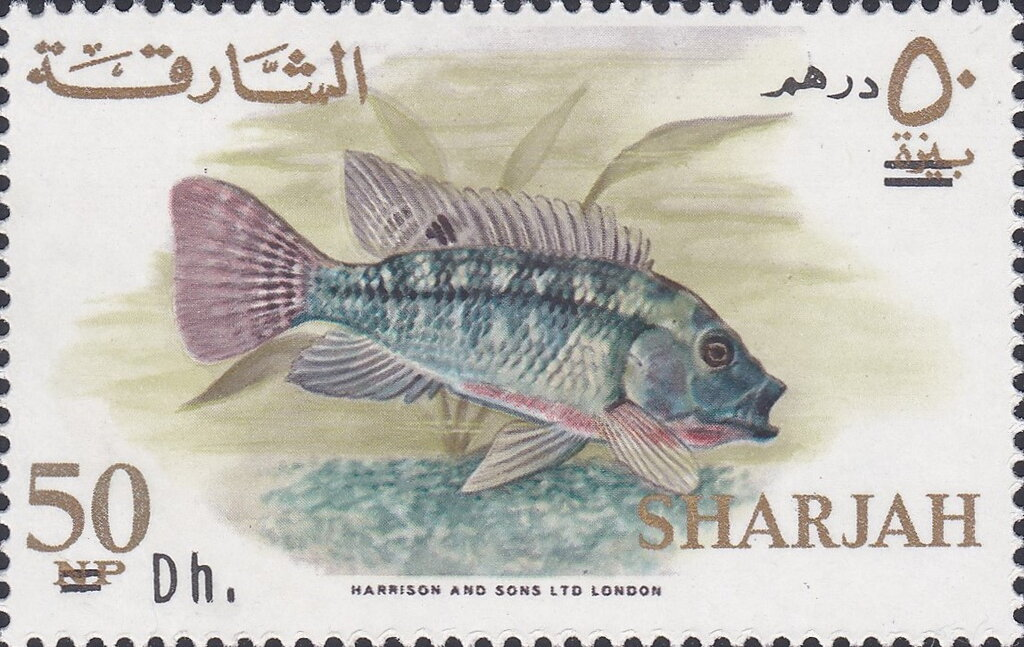
50 درهما البلطي الزيلي (Tilapia melanopleura)
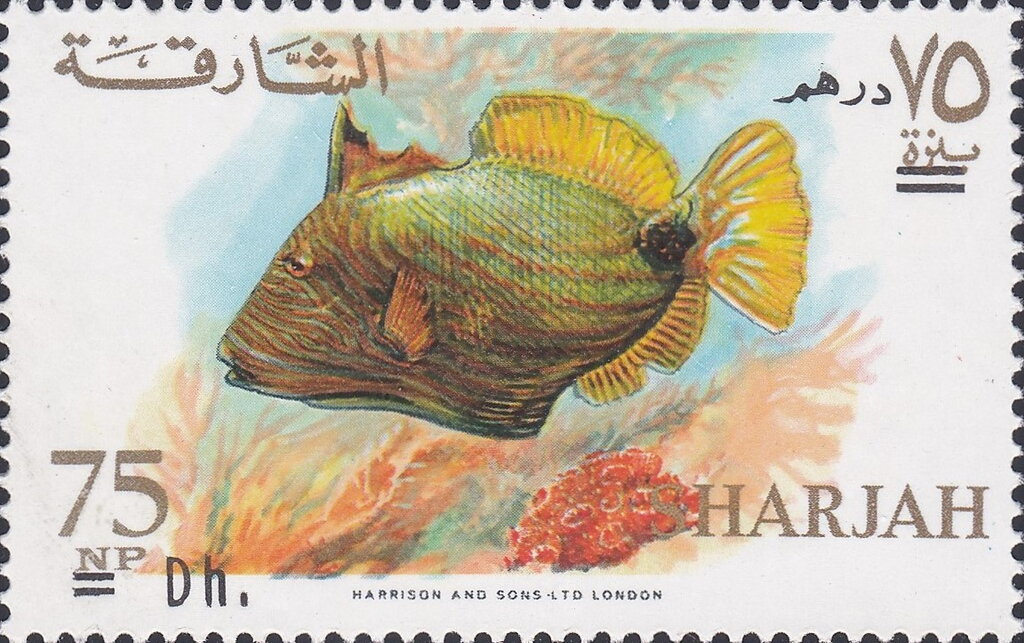
75 درهما سمكة الزناد البرتقالية (Balistapus undulatus)
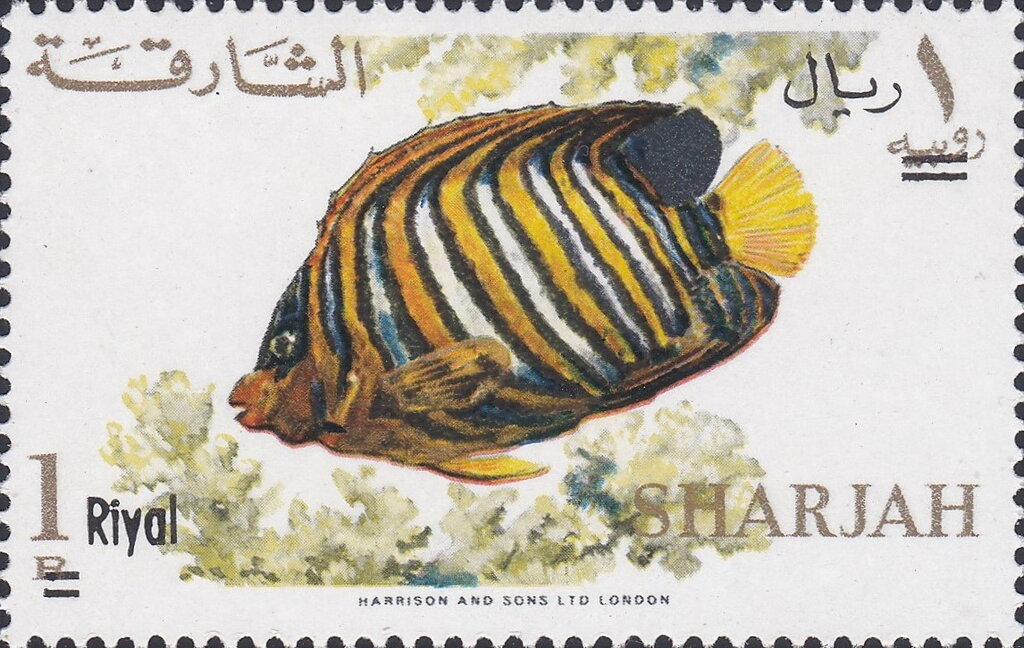
ريال واحد ملاك ملكي (Pygoplites diacanthus)

كما تذكر فهارس الطوابع نسخا أخرى من توشيح هذه الإصدارات حيث يكون التوشيح أحمر اللون وليس أسود اللون.

## إصدارات الذكرى السنوية الثالثة لوفاة جون كينيدي

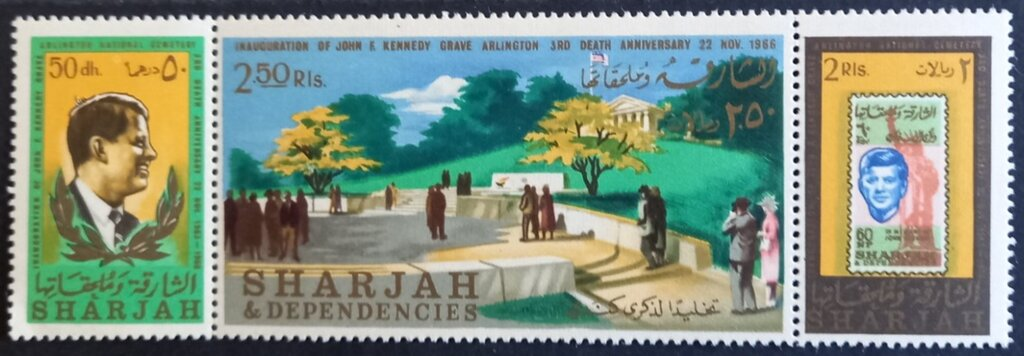
مجموعة الطوابع المتجاورة المخرمة الثلاثة

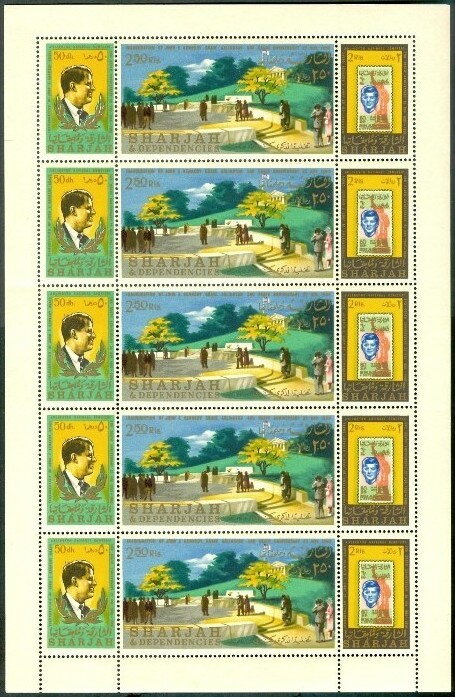
صحيفة طوابع ضمت 5 نسخ من كل طابع.

في 22 نوفمبر 1966، أصدرت الطوابع المتجاورة التالية لمناسبة الذكرى السنوية الثالثة لوفاة جون كينيدي وافتتاح نصب تذكاري من المقبرة الوطنية في أرلينغتون.

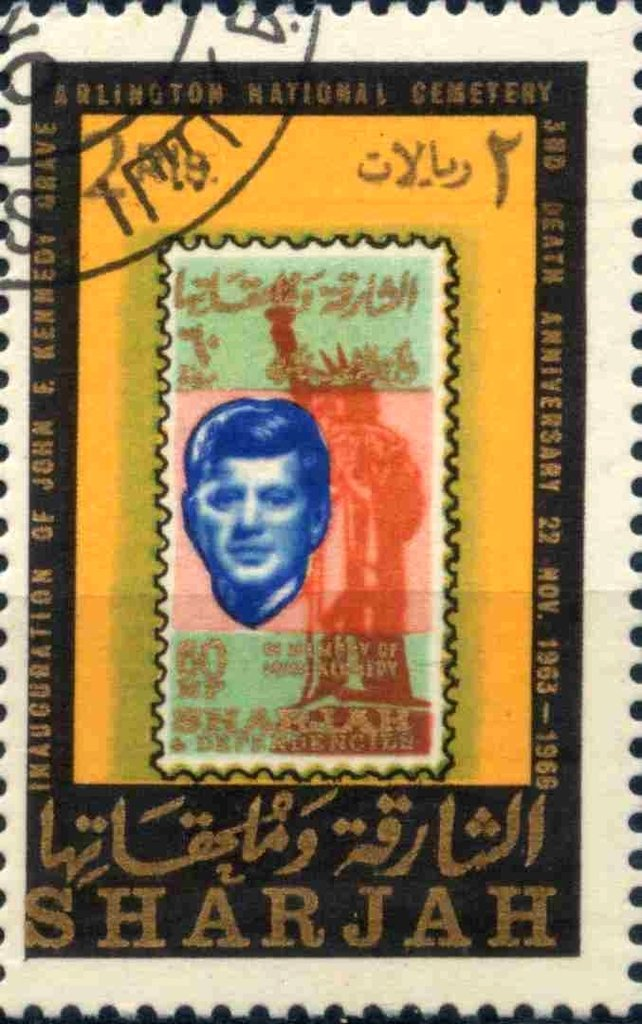
ريالان قطريان
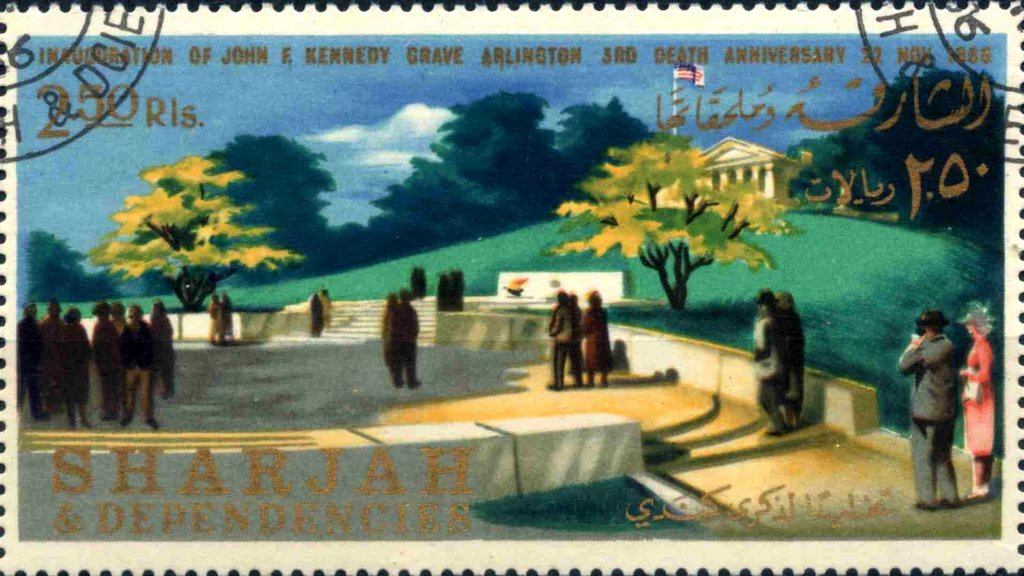
ريالان ونصف الريال
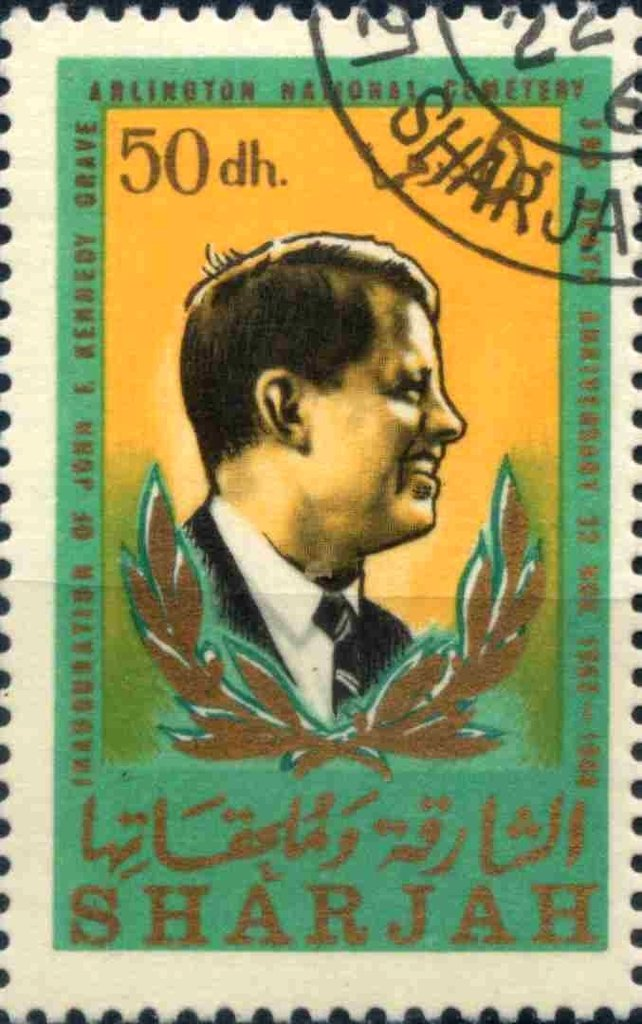
خمسون درهمًا

وكذلك توفر نسخة غير مخرمة:

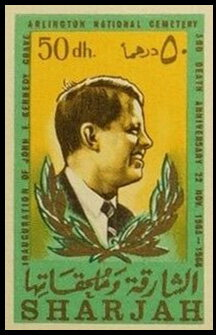
خمسون درهمًا
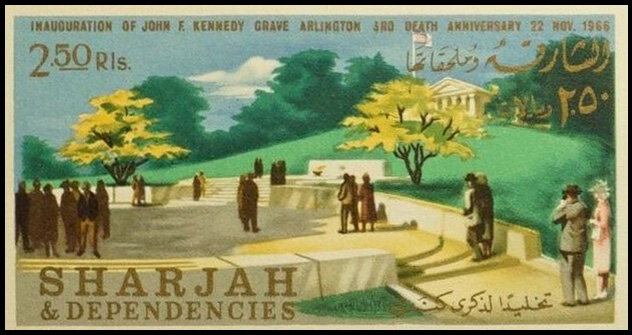
ريالان ونصف الريال
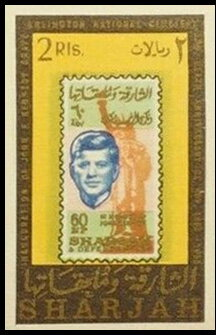
ريالان

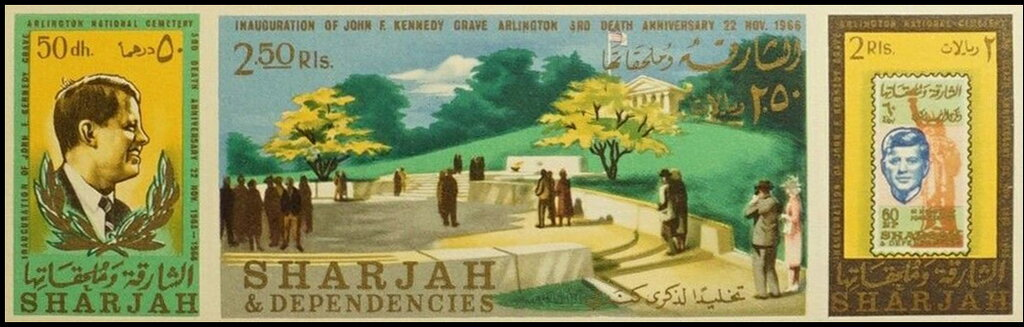
مجموعة الطوابع المتجاورة غير المخرمة الثلاثة

وكذلك توفرت بطاقة تذكارية ضمت طابعا بريديا، وتوفر بنسخة مخرمة ونسخة غير مخرمة:

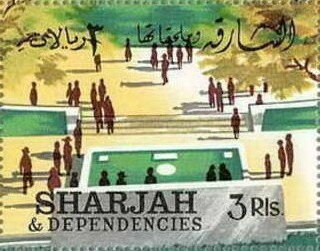
الطابع المخرم بقيمة 3 ريالات
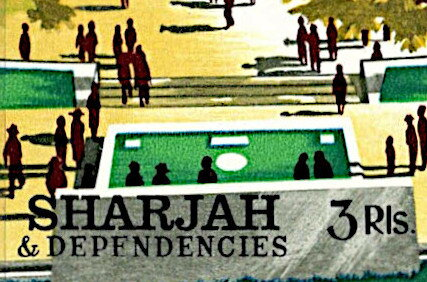
الطابع غير المخرم بقيمة 3 ريالات

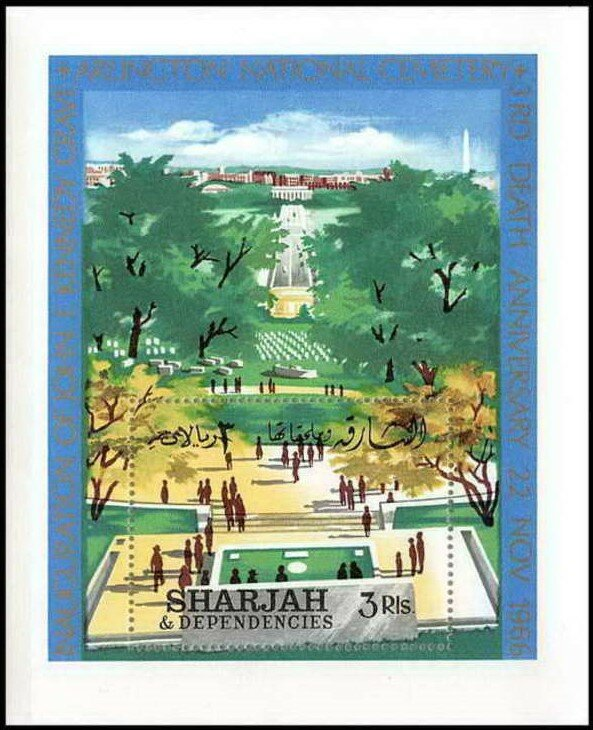
البطاقة التذكارية المخرمة

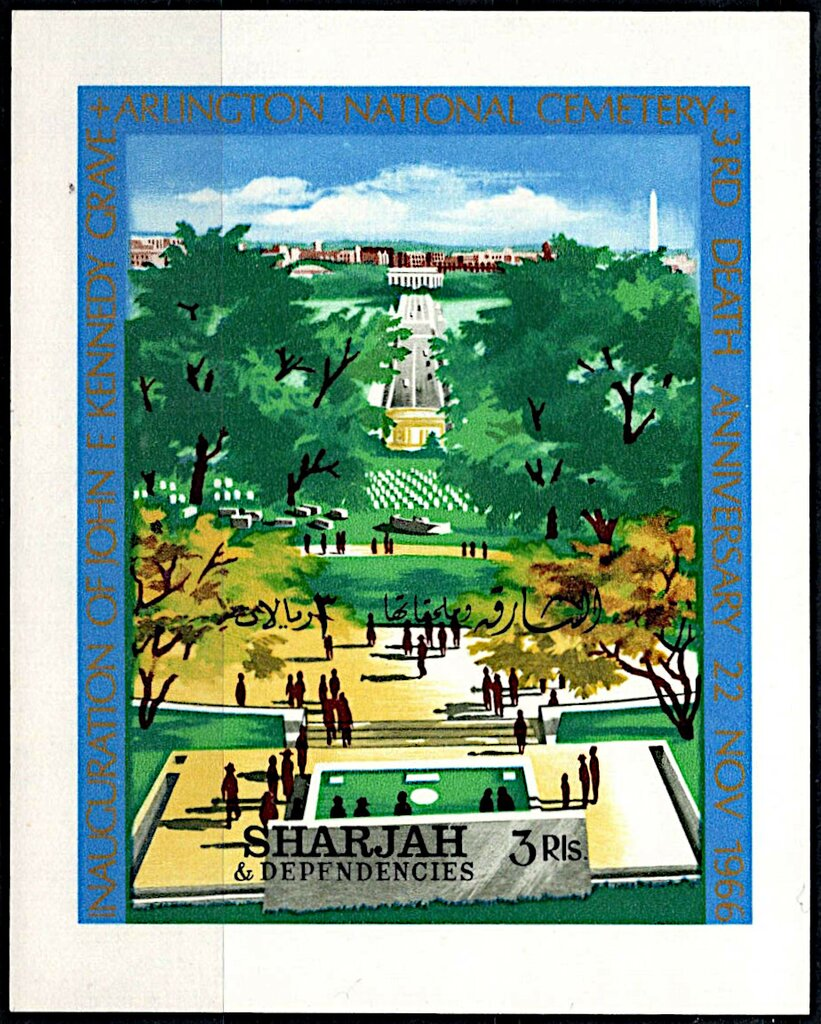
البطاقة التذكارية غير المخرمة

## إصدارات كأس العالم لكرة القدم في إنجلترا 1966
بتاريخ 24 نوفمبر 1966، أصدرت الطوابع التالية لمناسبة بطولة كأس العالم التي أقيمت في إنجلترا عام 1966 وفازت بلقبها، وقد كانت قيمة كل طابع نصف ريال:

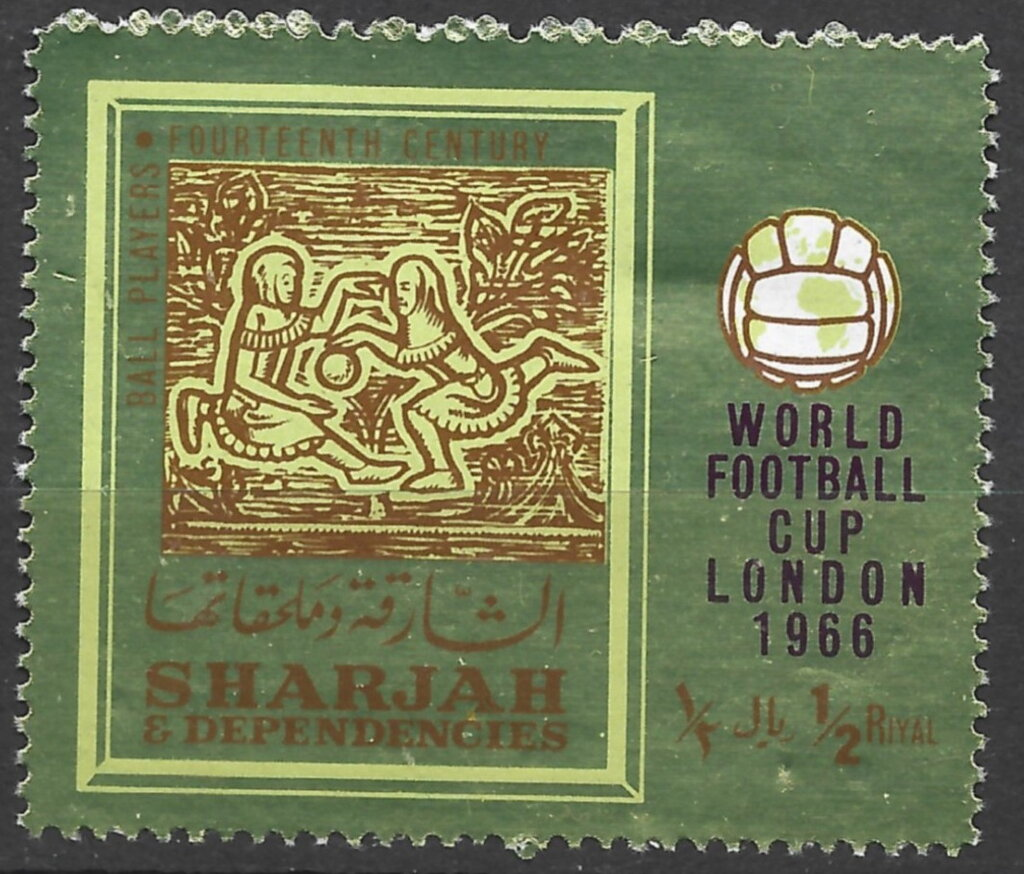
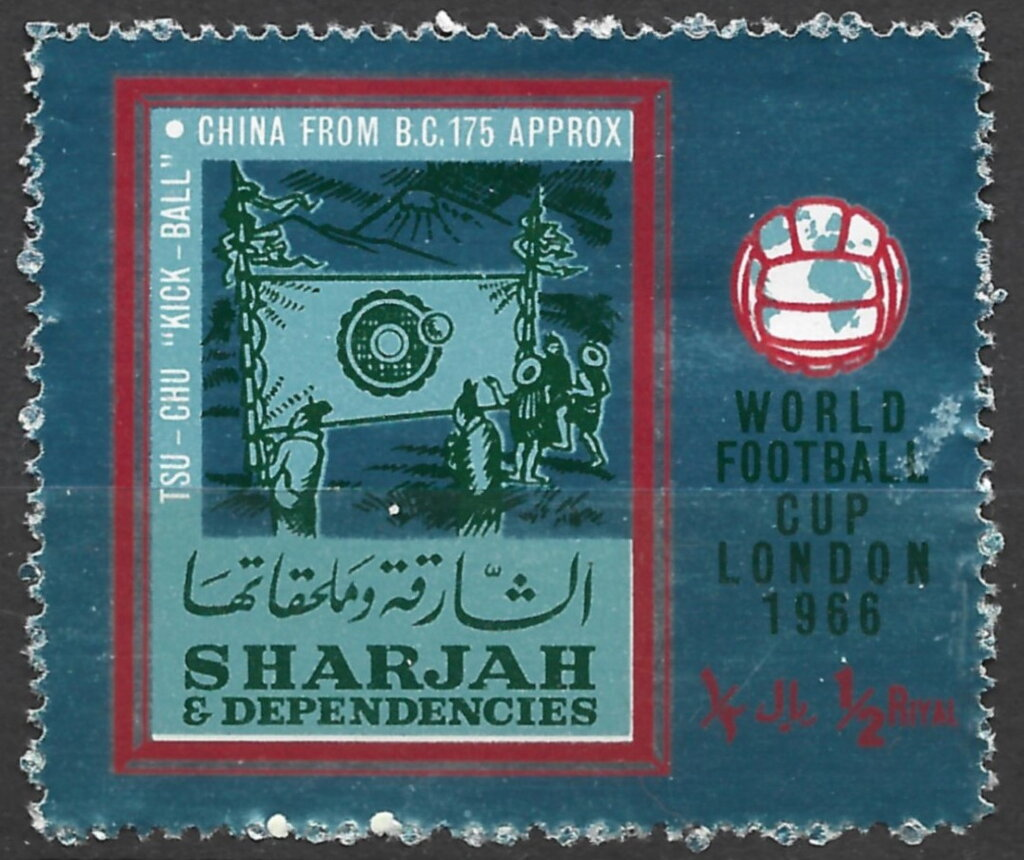
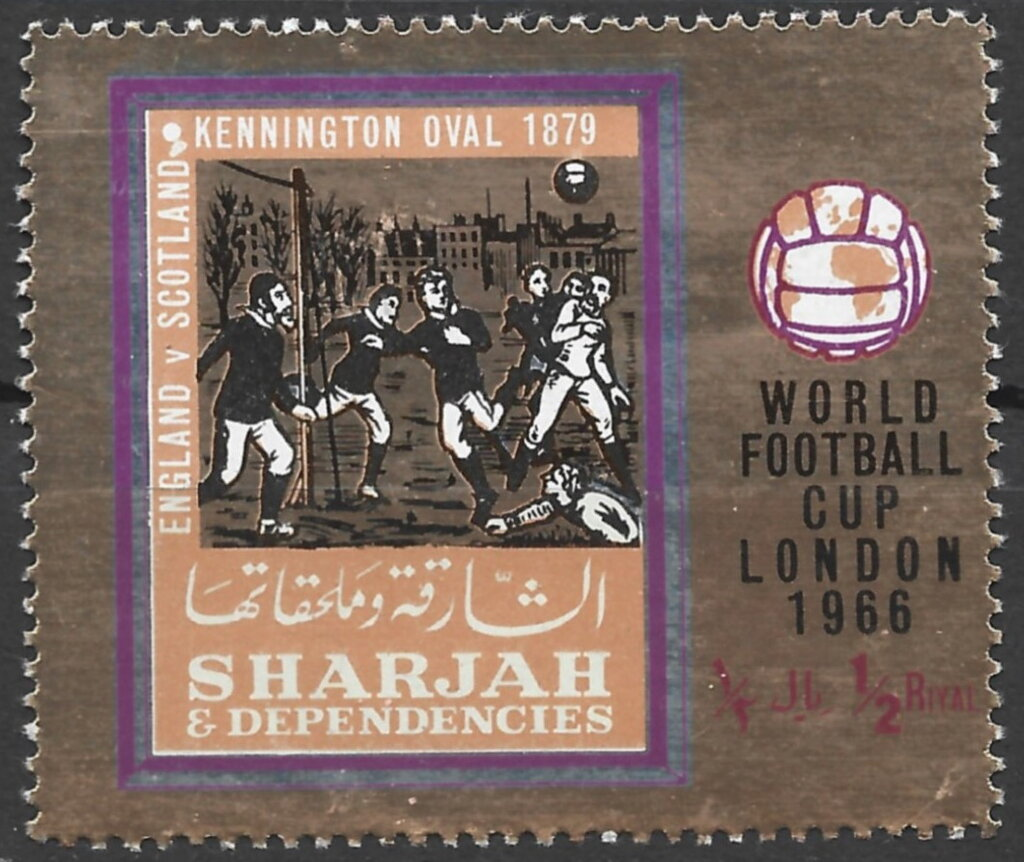
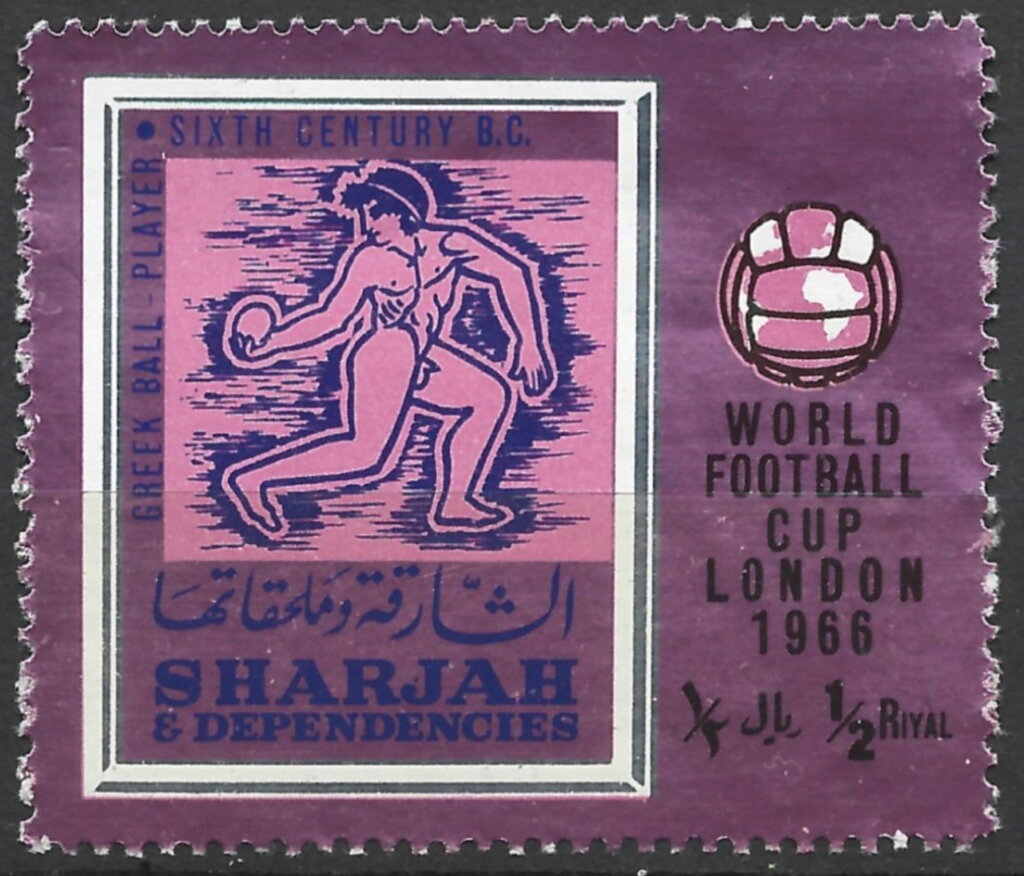
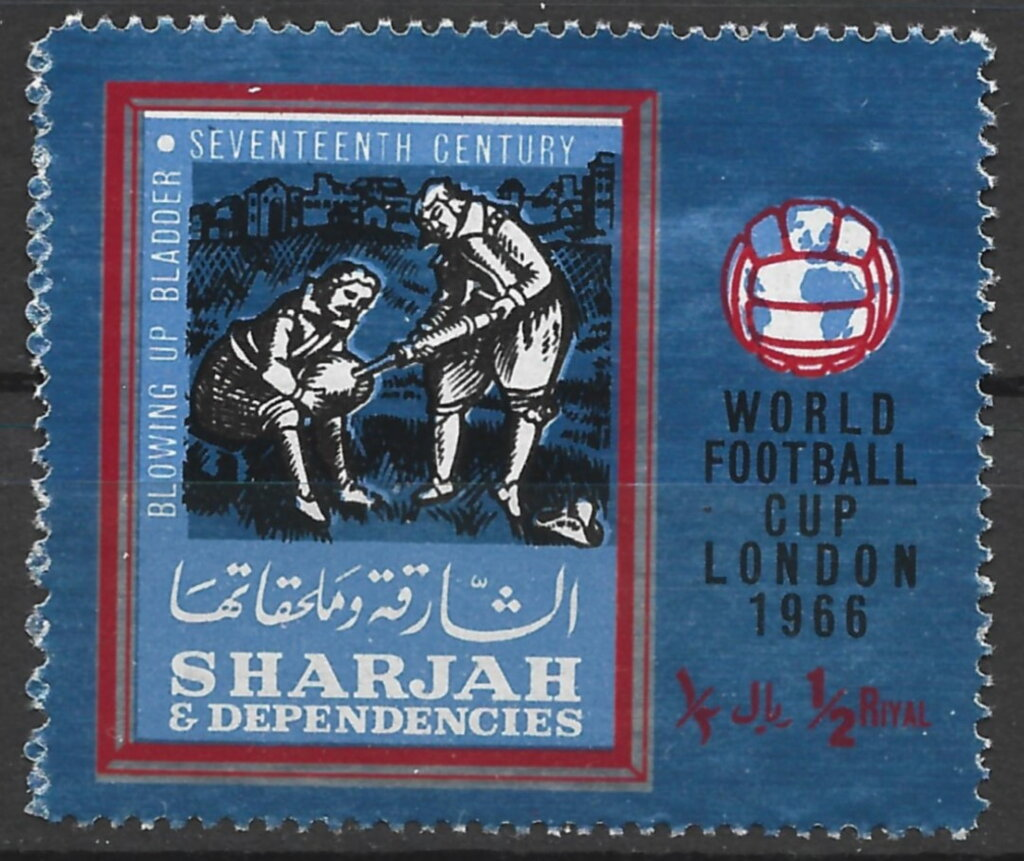
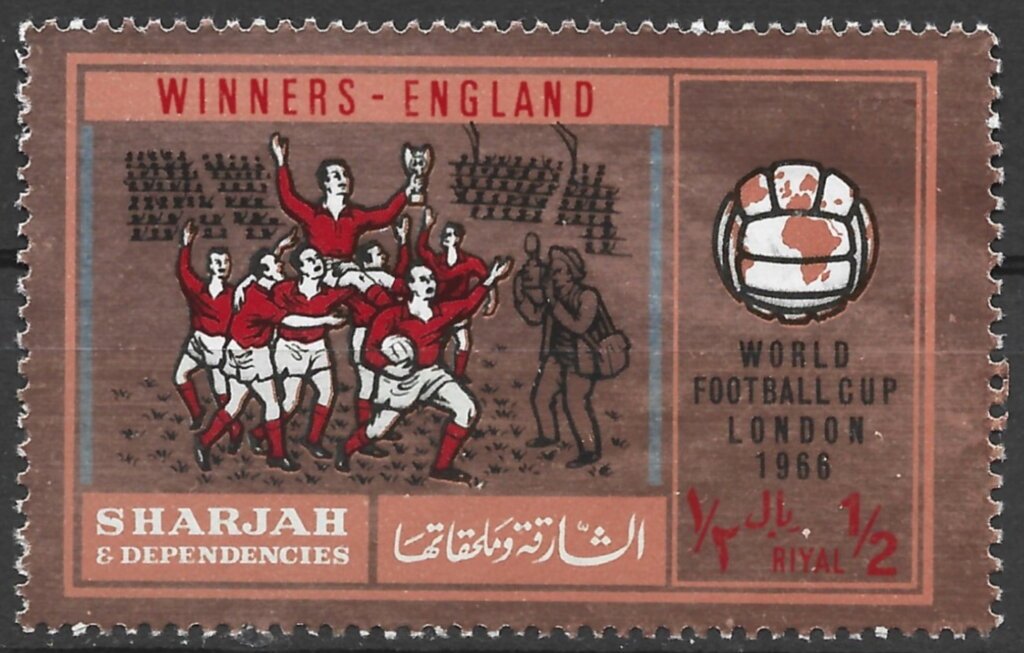

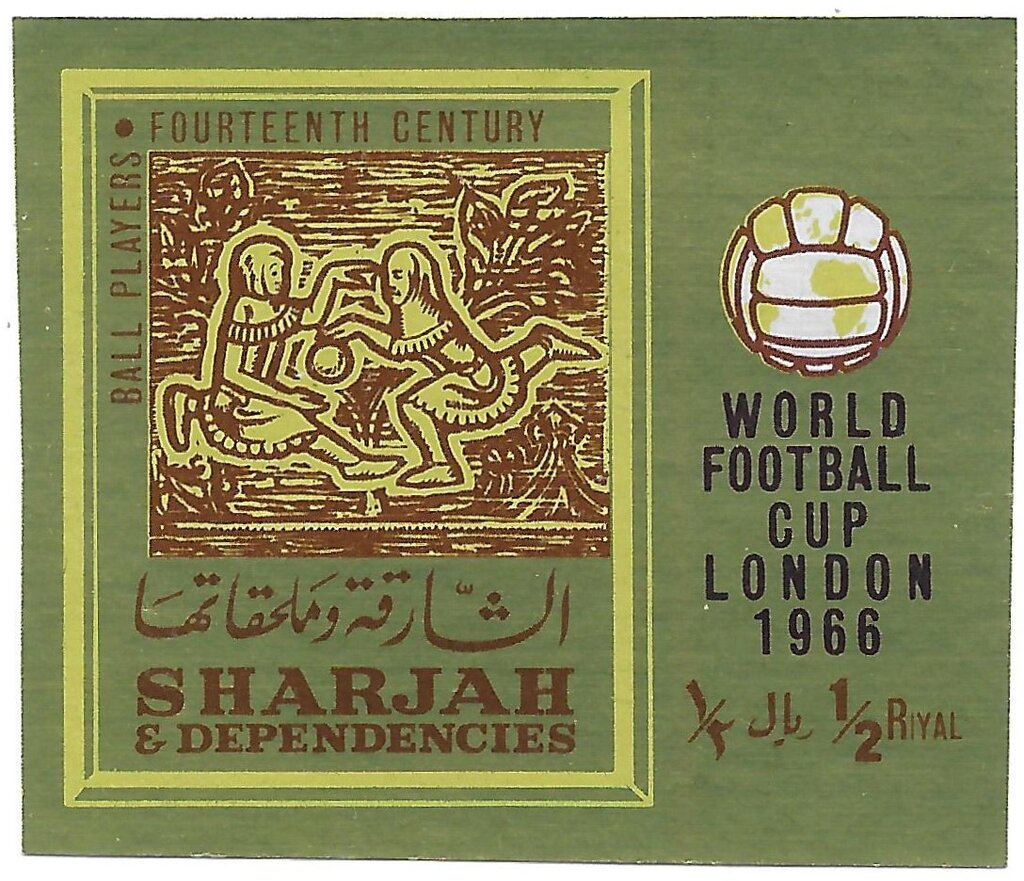
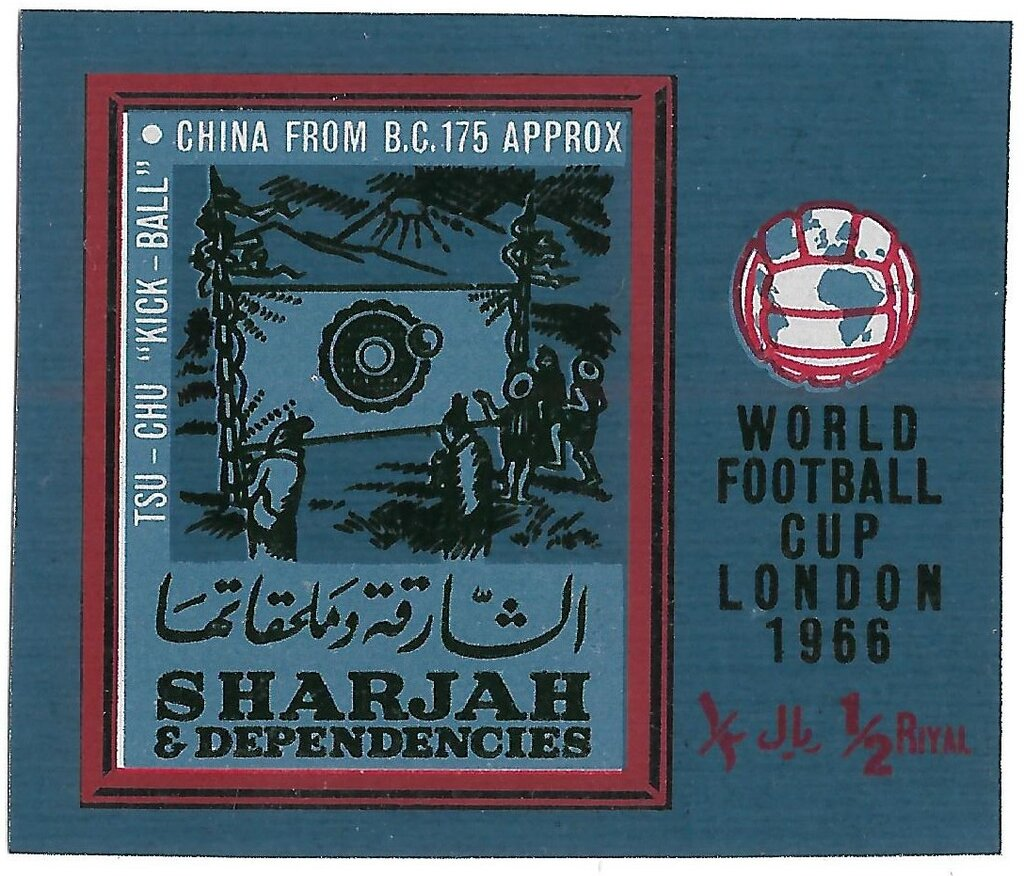
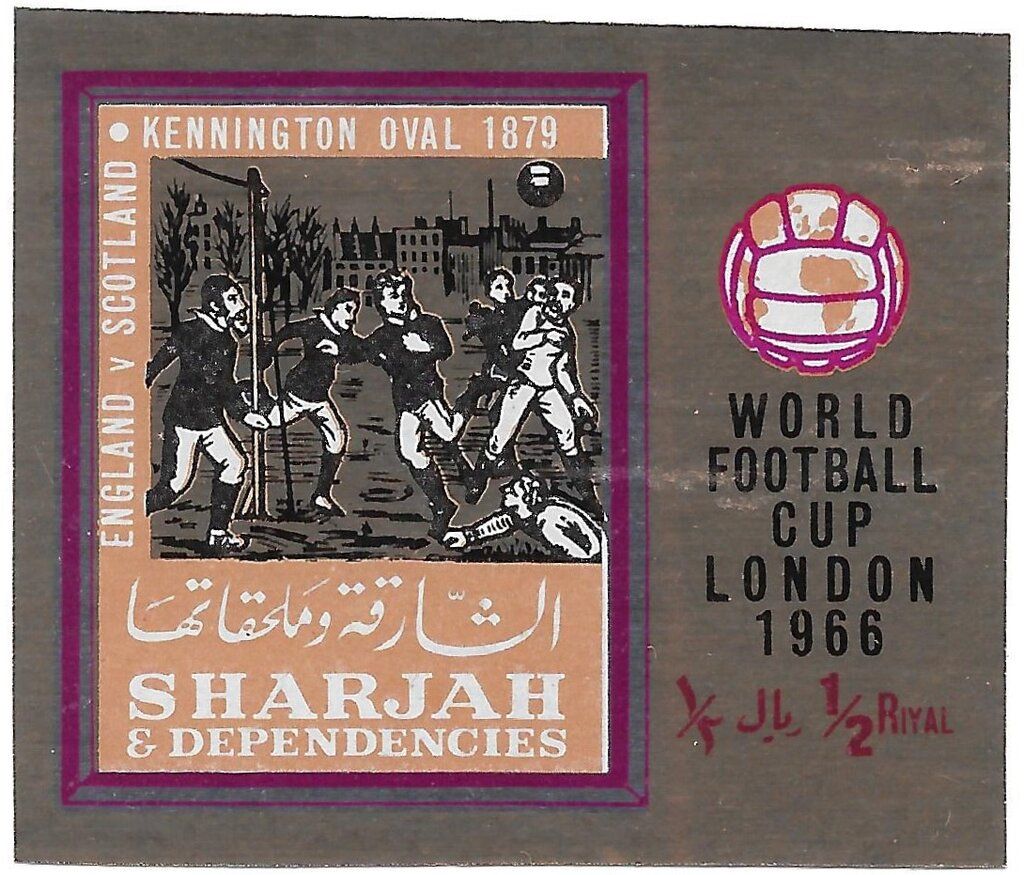
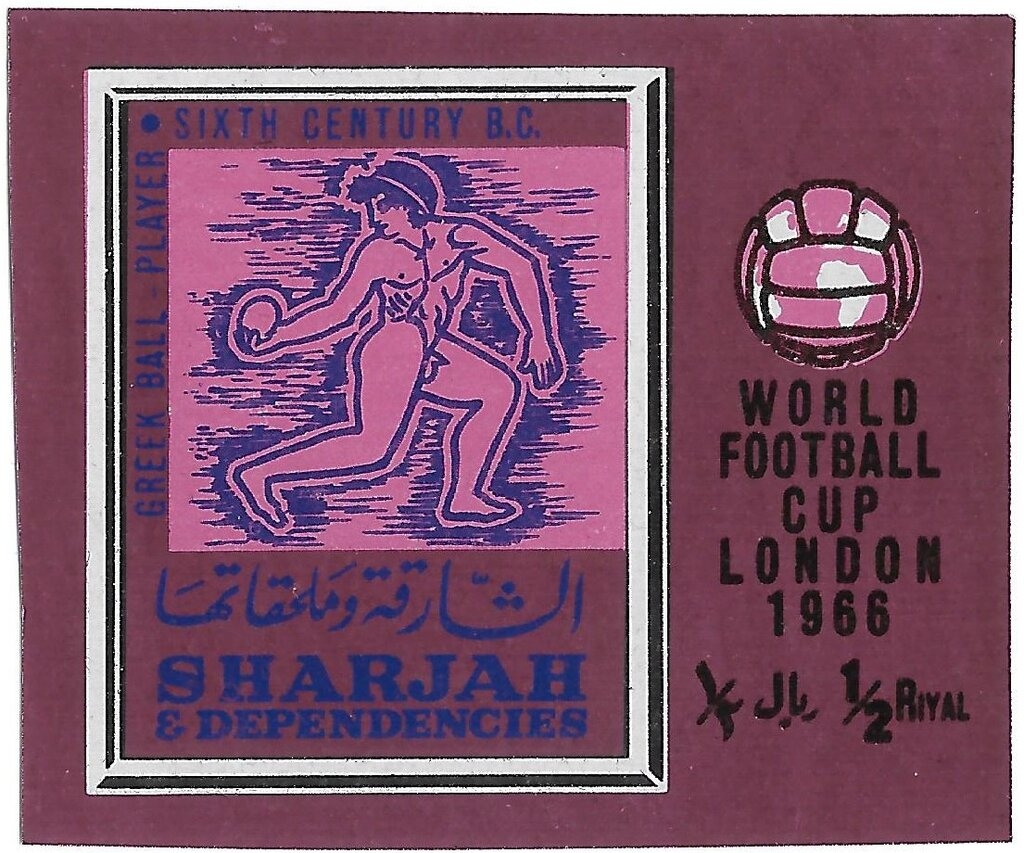
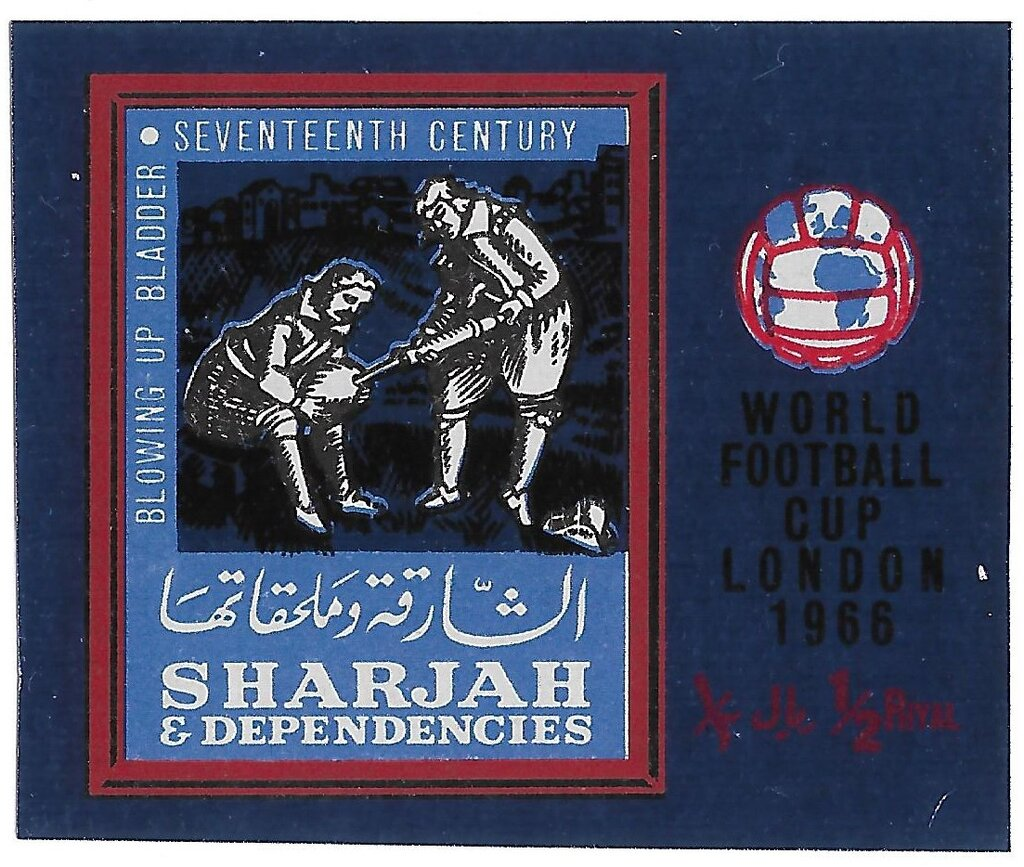
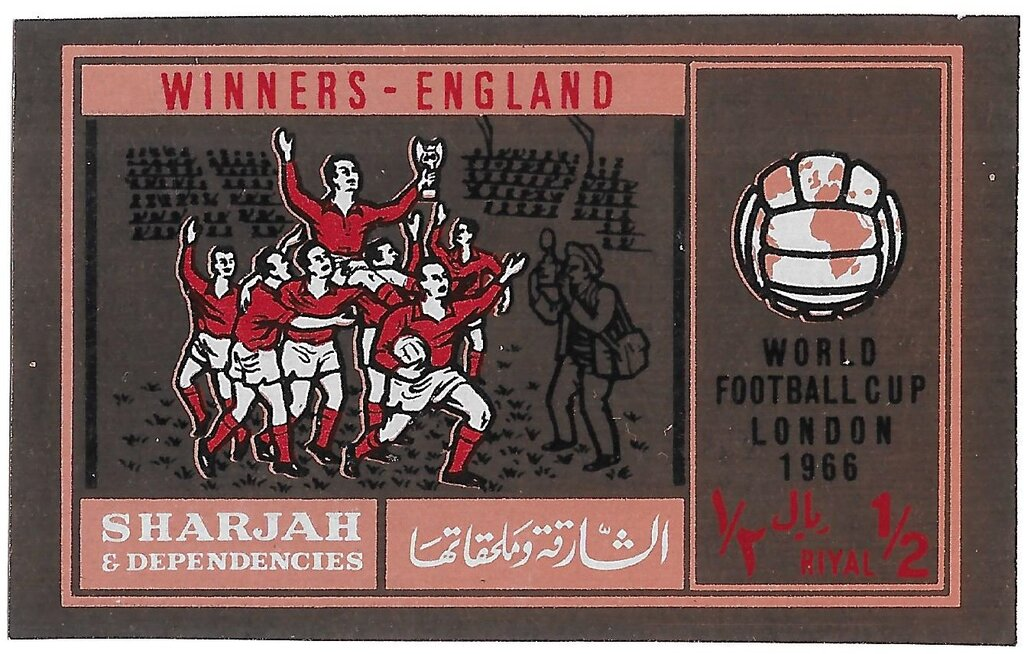

وهذه صور أوراق الطوابع الصغيرة المخرمة التي تضم 4 طوابع من ذات الفئة، باستثناء الطابع الأخير (25 طابعا):

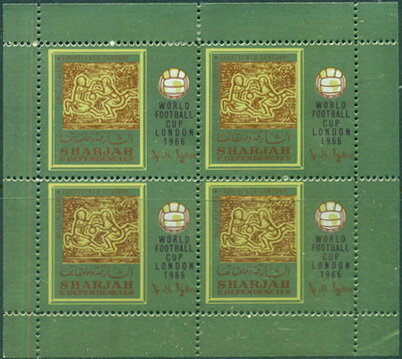
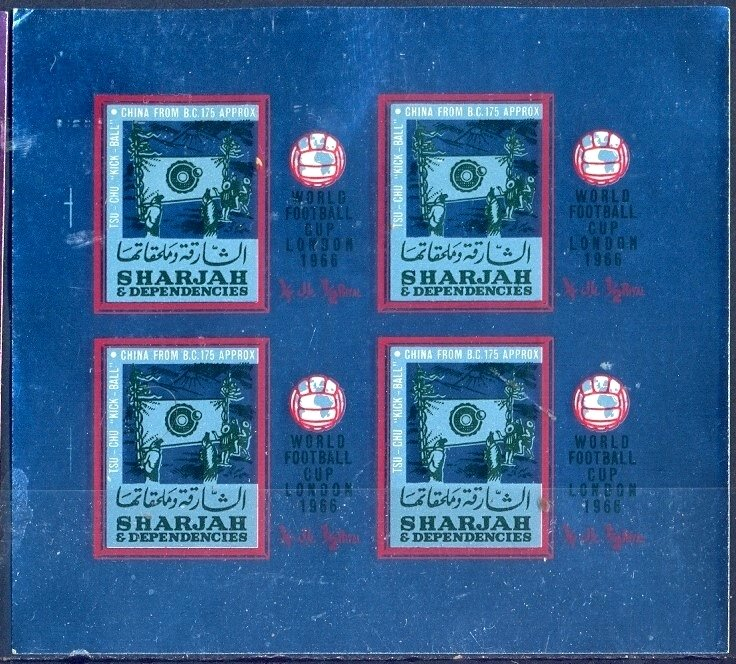
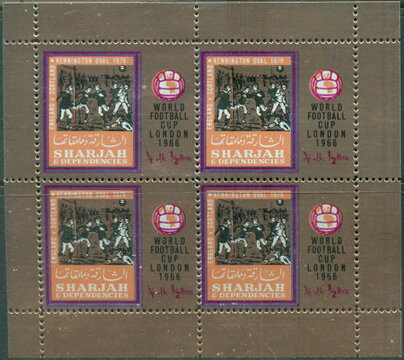
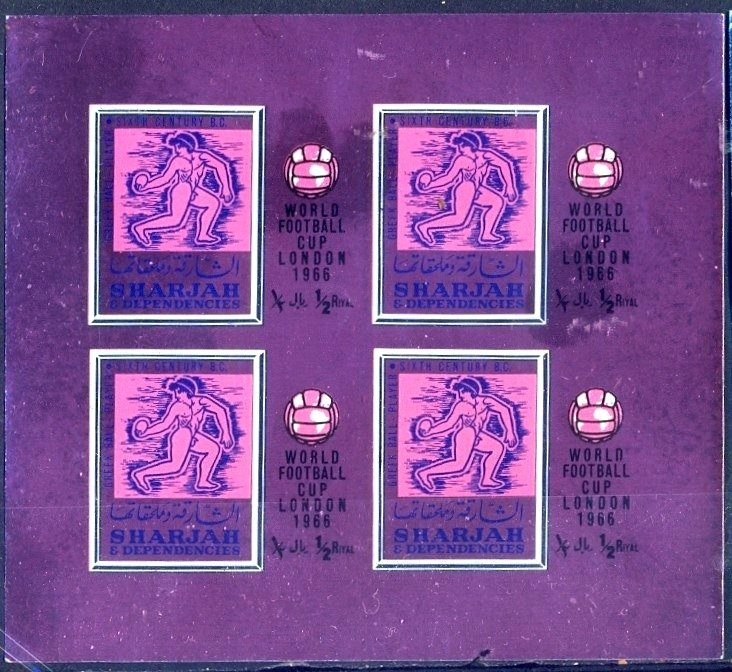
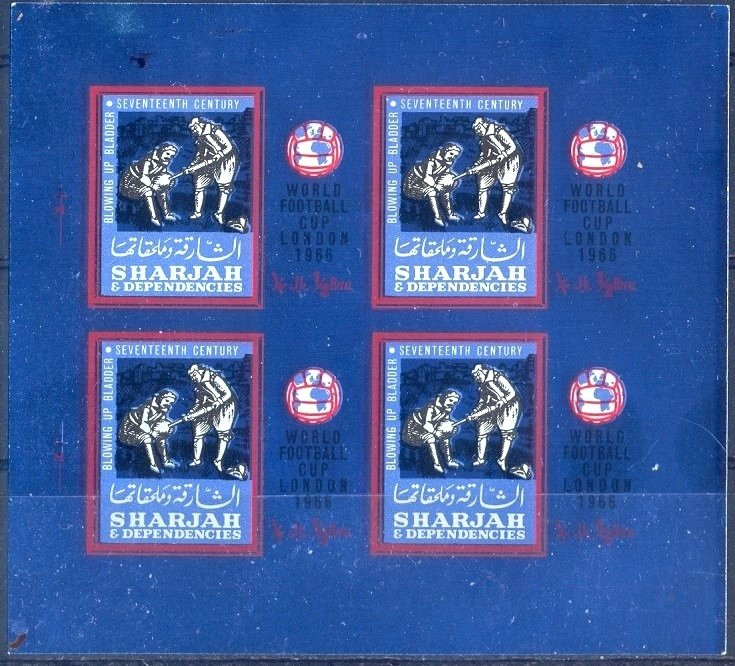
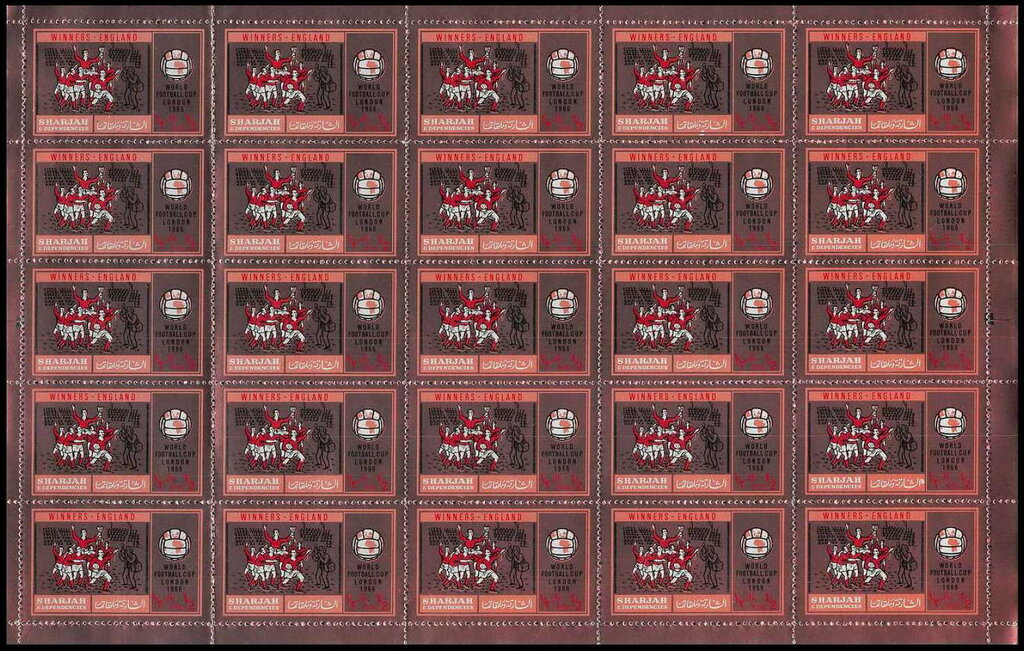

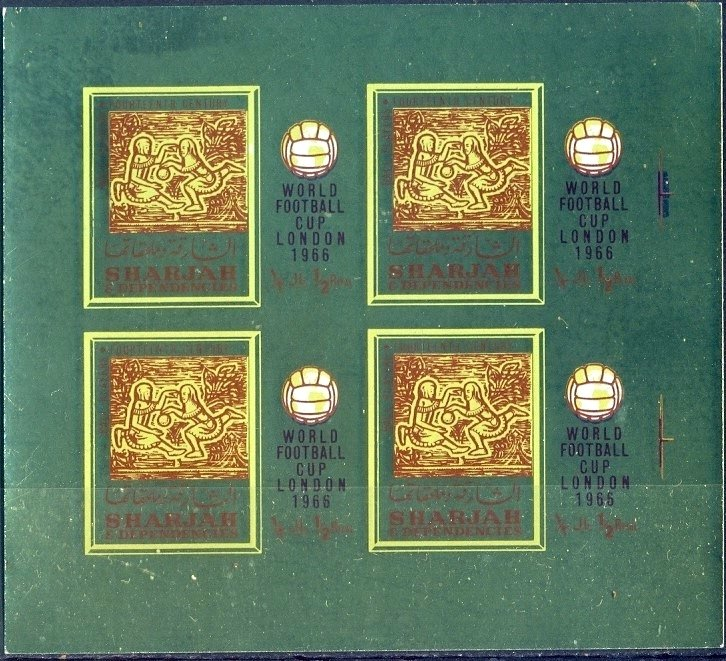
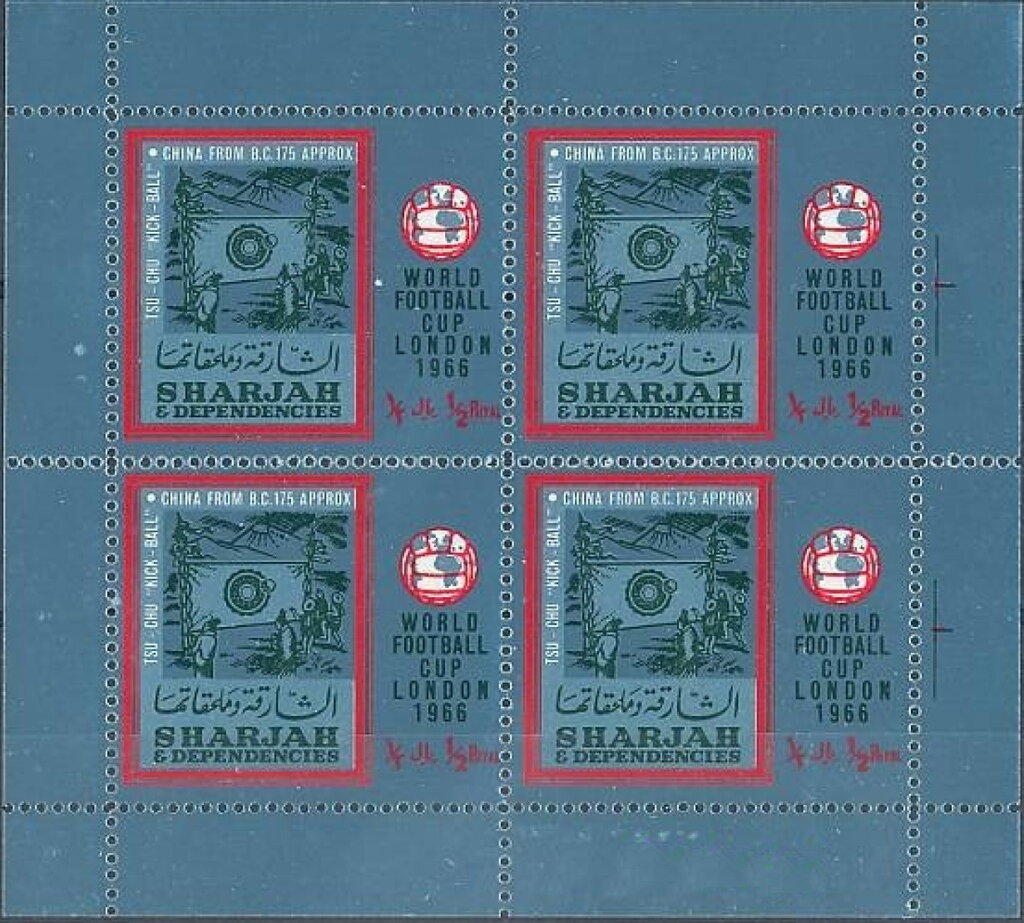
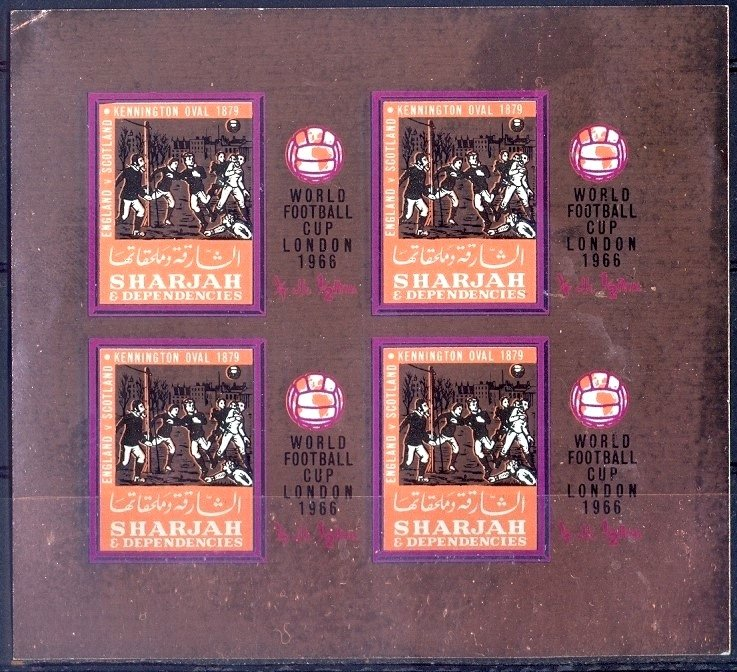
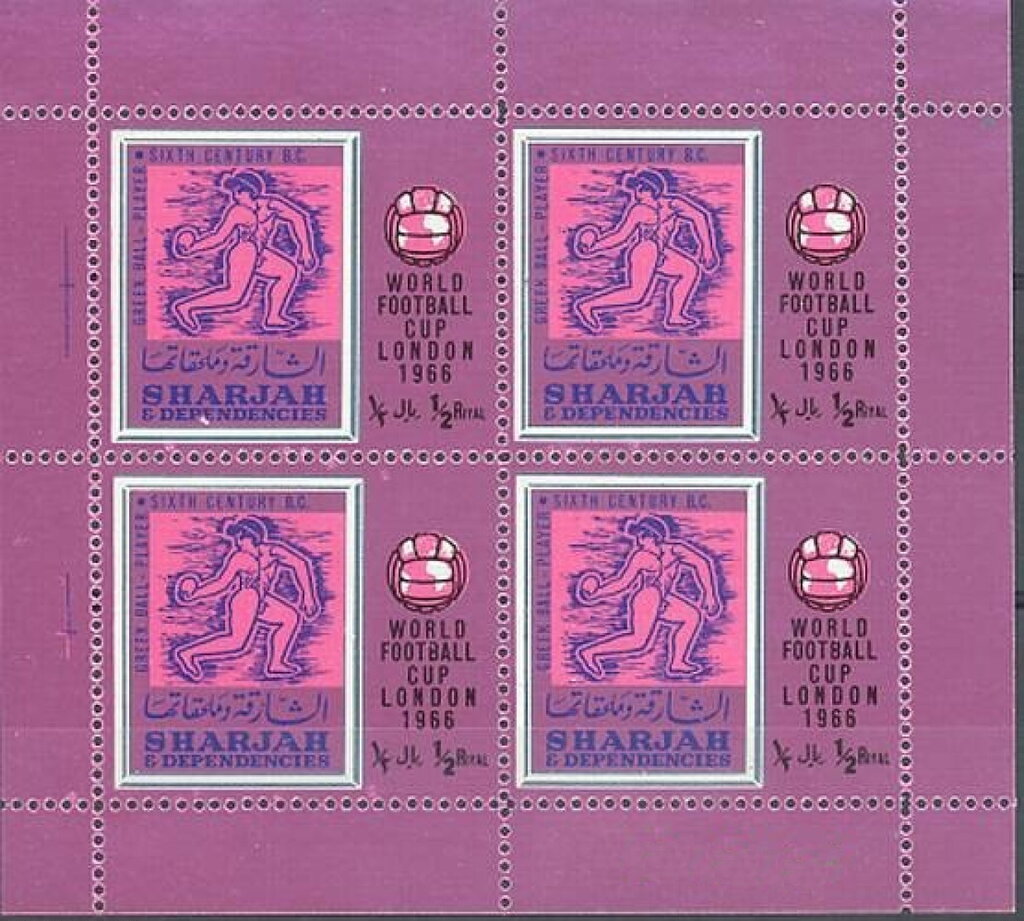
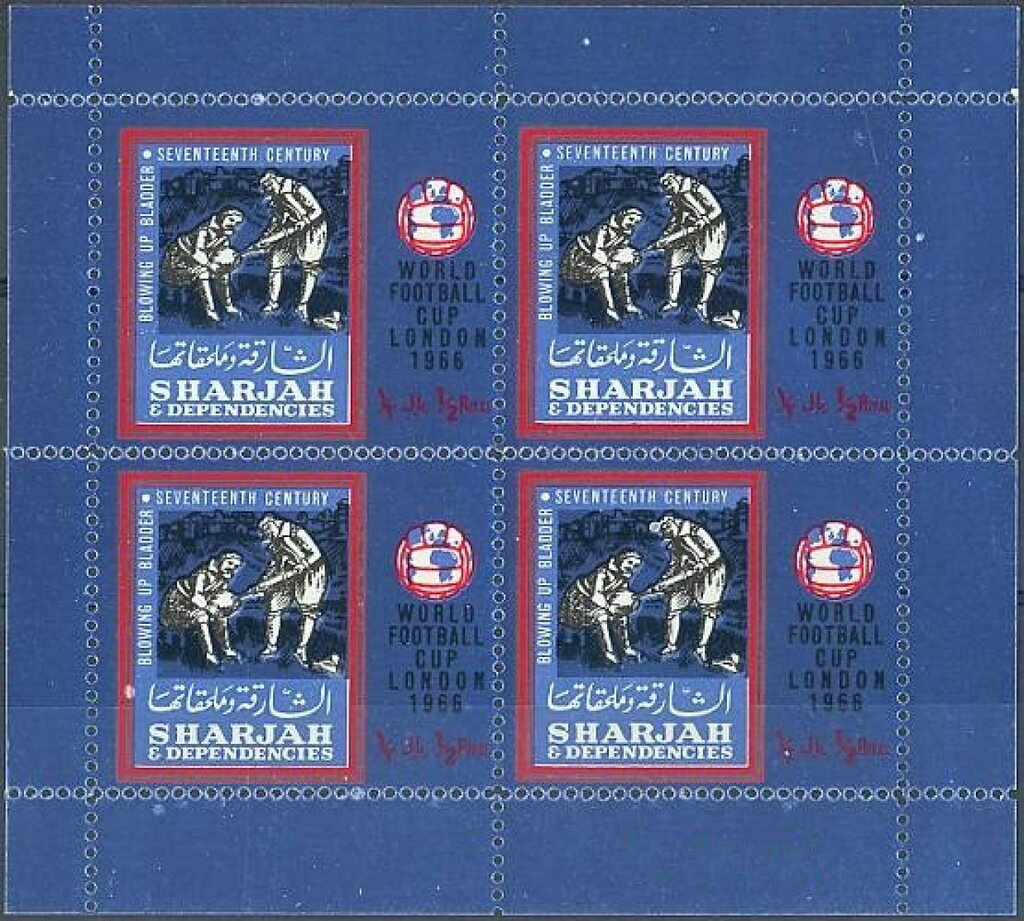

وكذلك أصدرت طوابع غير مخرمة:
وهذه صور أوراق الطوابع الصغيرة غير المخرمة التي تضم 4 طوابع من ذات الفئة:
وكذلك أصدرت طوابع بألوان مختلفة:

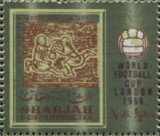
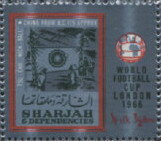
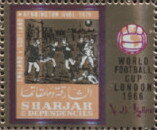
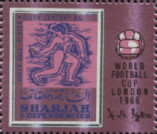
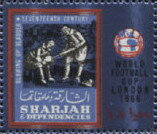

وهذه صور صحائف الطوابع المخرمة التي ضمت 25 طابعا من ذات الفئة:

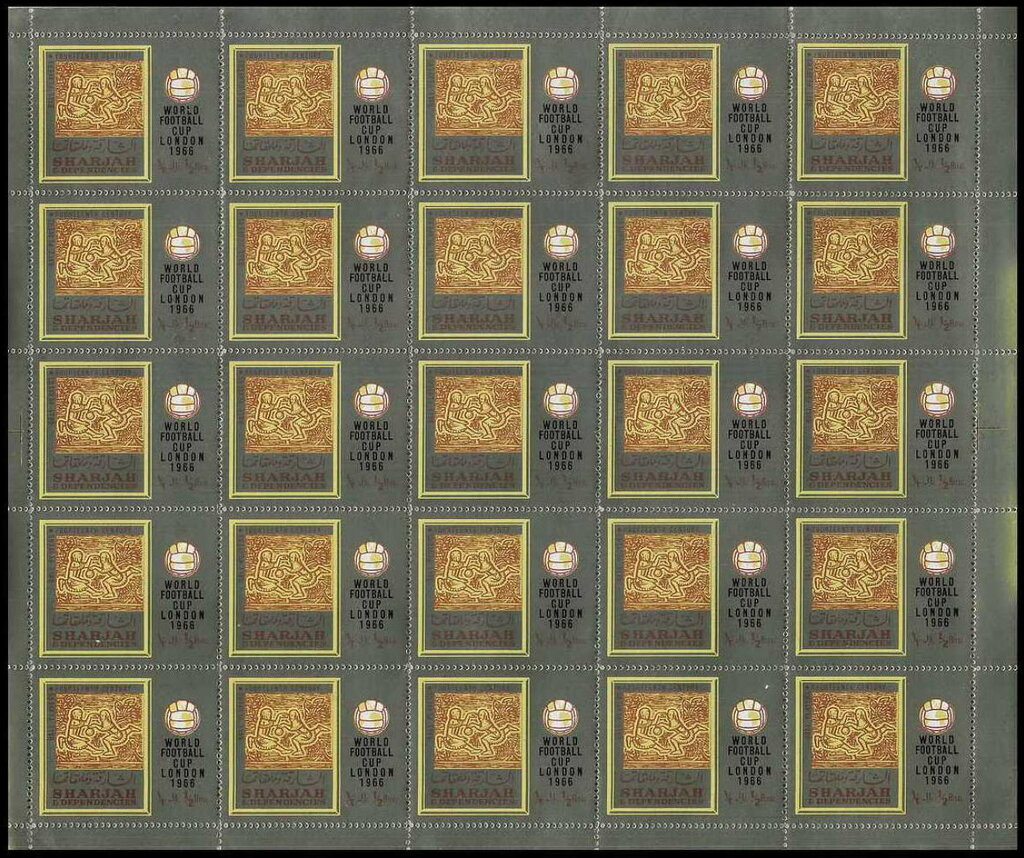
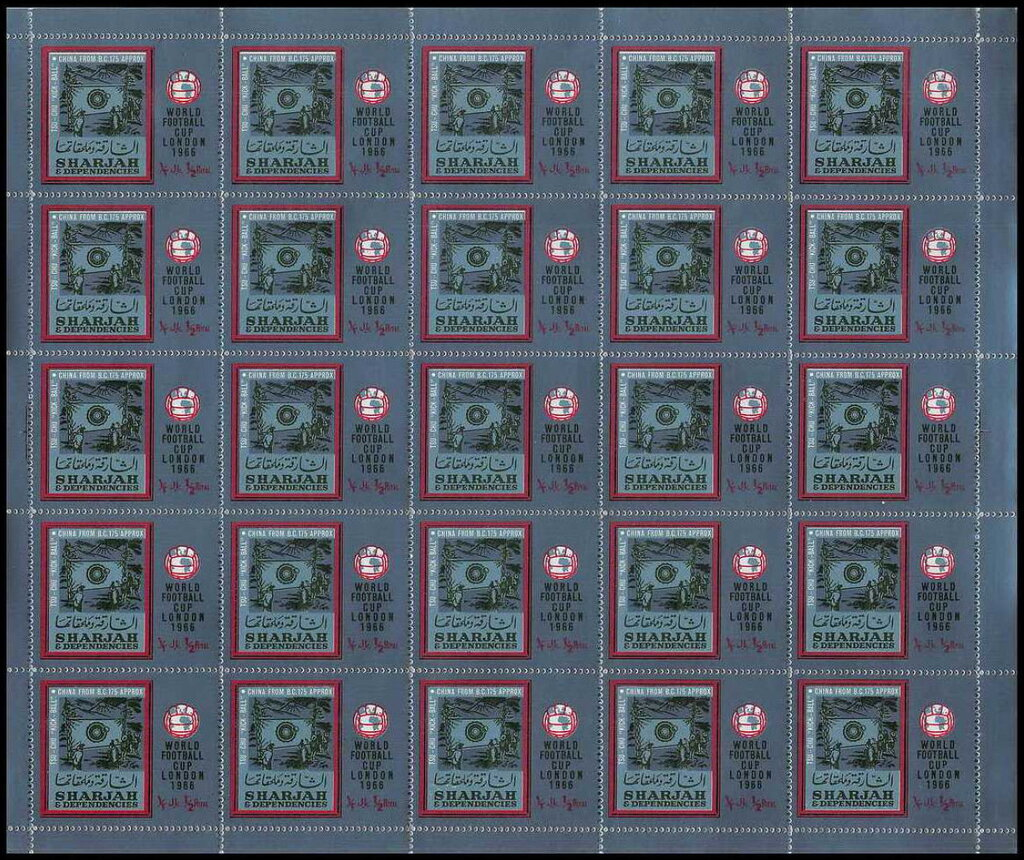
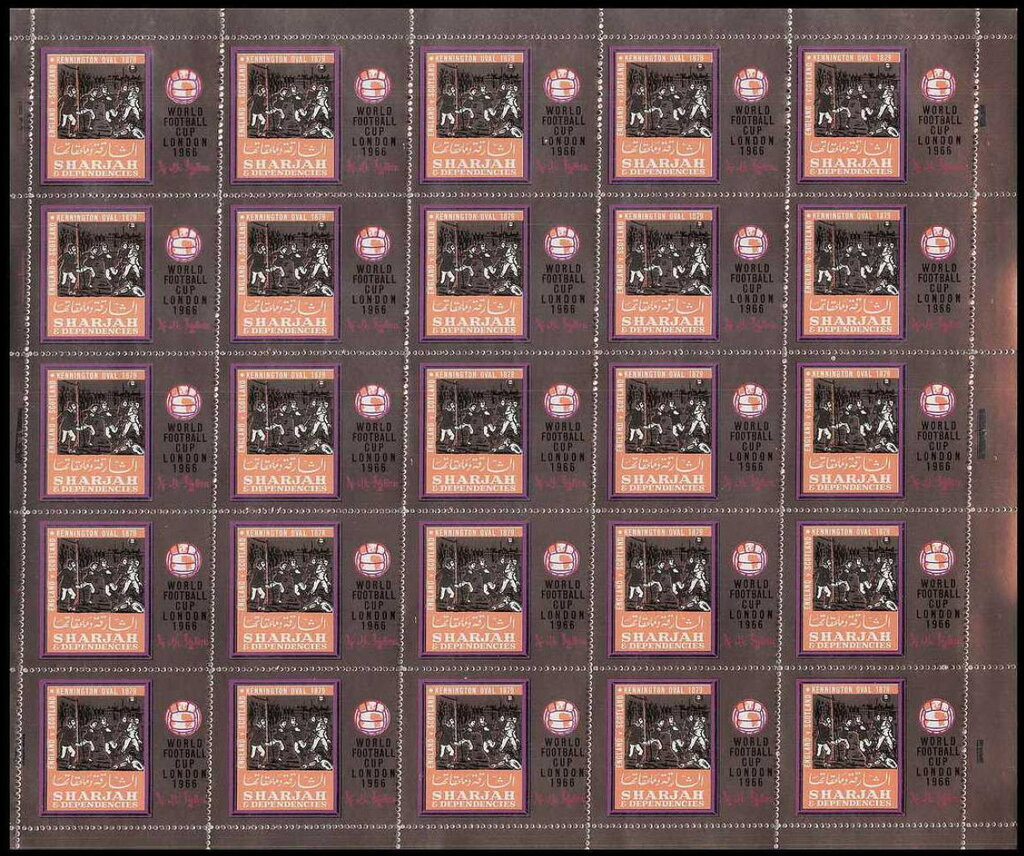
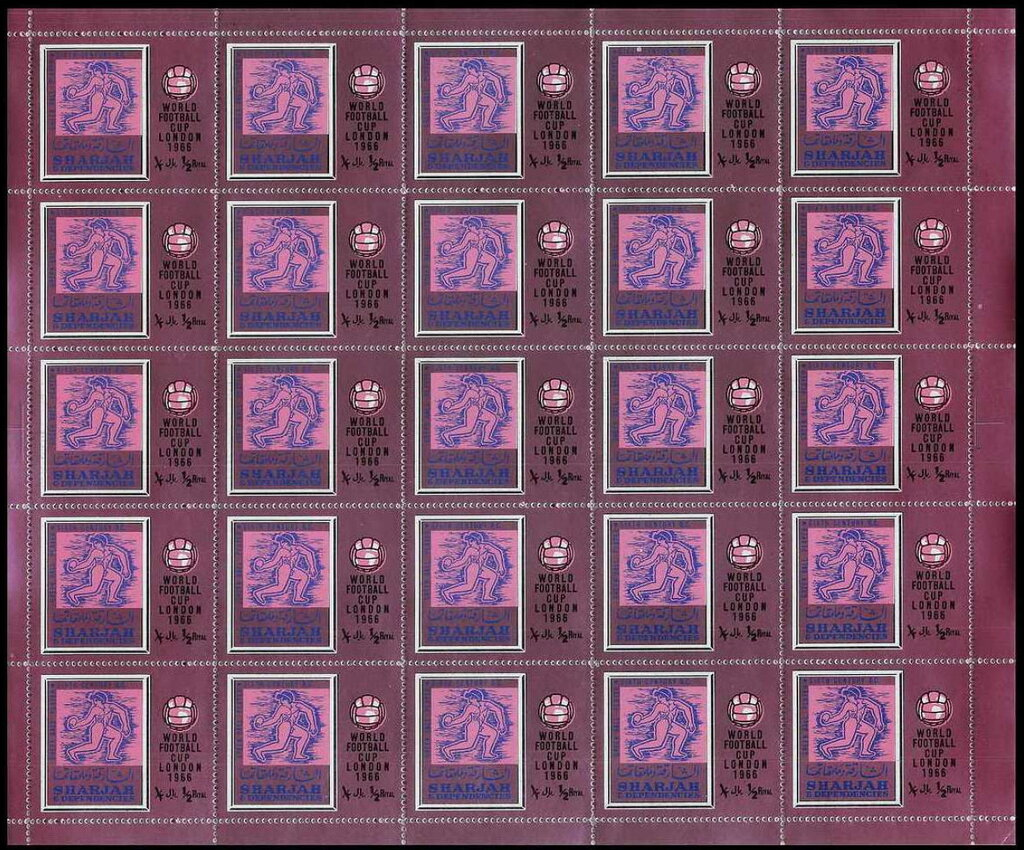
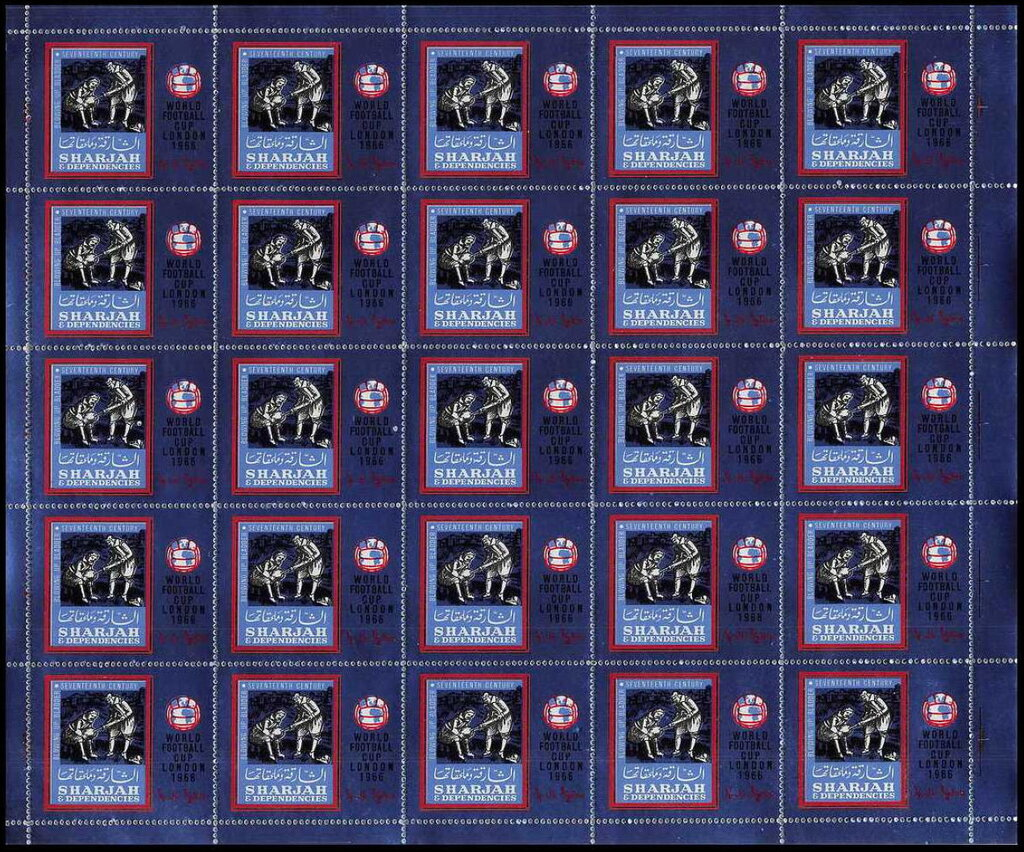

وكذلك أصدرت منها نسخ طوابع غير مخرمة:

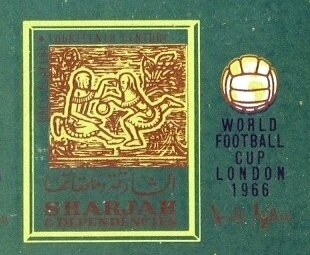
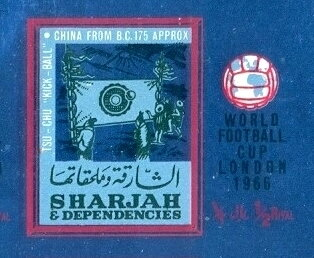
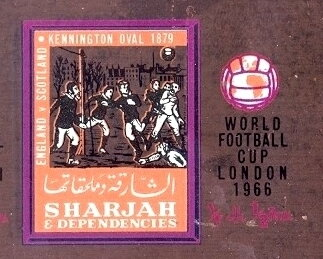
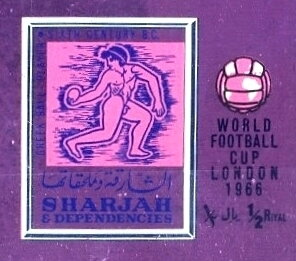
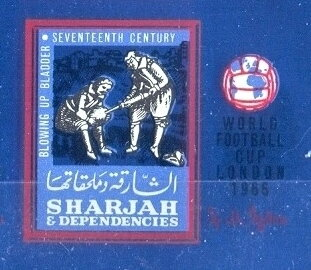